# سقز
سَقِز() شهری واقع در استان کردستان، مرکز شهرستان سقز و یکی از مناطق باستانی خاورمیانه است که گنجینه‌ها، آثار و اشیاء تاریخی فراوانی در آن کشف شده‌است که هم‌اکنون در موزه‌های مختلف ایران و جهان نگهداری می‌شوند.
شهر سقز همان‌طور که از نامش پیداست، باقیمانده شهر ساکز از شهرهای روزگاران باستان بوده و از زمان حکومت‌های قبل و بعد از مادها و سکاها محل سکونت مردم و تمدن‌های مختلف بوده و فراز و فرودهای زیادی را پشت سر نهاده‌است و در سده‌های قبل از میلاد پایتخت حکومت سکاها در فلات ایران و قبلتر مرکز حکومت مانایی‌ها بوده‌است.
این شهر بر روی دشت‌ها و تپه‌های طویلی بنا شده‌است که سر شاخه اصلی رودخانه‌هایی همچون قزل‌اوزن، زرینه‌رود و سیمینه‌رود از کنار آن می‌گذرد. پستی و بلندی‌های داخل شهر و چشم‌انداز رودخانهٔ چم سقز که از وسط این شهر می‌گذرد، از ویژگی‌های خاص آن است. سقز در ناحیه‌ای کوهستانی و مرتفع بین ارتفاعات نامنظم رشته‌کوه‌های زاگرس واقع شده و این خصوصیت ژئومورفولوژیکی خاص، منجر به ایجاد آب و هوایی نسبتاً سرد و زمستان‌های طولانی و گاهی یخبندان شده‌است.
در این شهر، زبان کردی گویش سقزی به‌عنوان زبان مادری و همچنین یکی از زبان های آموزش , و زبان فارسی به‌عنوان زبان آموزش و مکاتبات رسمی، توسط اهالی شهر مورد استفاده قرار می‌گیرد.
در طول سده‌های اخیر و در مقاطع مختلف تاریخی، سقز کانون بسیاری از تحولات و تغییرات سیاسی، اجتماعی و فرهنگی همانند دیدار نادرشاه با شیخ حسن بوده و اثرات عمیقی بر جامعه و تاریخ منطقه گذاشته و در بسیاری از حرکت‌های سیاسی و اجتماعی مانند انقلاب مشروطه، انقلاب ۵۷ ایران، تحولات مخصوص منطقه کردستان و خیزش ۱۴۰۱ ایران که بزرگ‌ترین قیام مردمی ایران بعد از انقلاب ۵۷ است، مرکز تحول و تغییر بوده‌است به گونه ای که جنبش زنان ایران با خیزش مذکور به تکامل فلسفی رسید.

## نام
نام سقز به تاریخ بنای آن مرتبط است که پیشینه‌ای چند هزار ساله دارد. عده‌ای از مورخان با استناد به آثار باستانی متعدد موجود در منطقه معتقدند که این شهر در نخستین اتحاد قوم ماد «ایزیرتا» نامیده شده و پایتخت مادها بوده‌است و توسط آنها استحکاماتی برایش بنا شده که زیویه و آرامائیت در روستای قپلانتوی کنونی از آن جمله است. دسته دیگری از مورخان معتقدند که بعد از هجوم سارگن دوم پادشاه آشور به سرزمین ماد که منجر به گریز مادها به سوی همدان شده، سکاها به سقز آمدند و آن را به‌عنوان پایتخت خود برگزیدند و نام آن را اسکیت و سپس ساکز نهادند و بدین ترتیب نام امروز این شهر از قوم سکاها به یادگار مانده‌است. در روایتی دیگر رومن گیرشمن در فصل دوم کتاب خود «ایران از آغاز تا اسلام» به این مسئله اشاره کرده‌است که پس از اتحاد سکاها و مادها برای مبارزه با آشوری‌ها، به فرمان هوخشتره سکاها در غرب امپراطوری ماد سکنی گزیده و آن را ساکز نامیدند.

### القاب و عناوین
سقز به عنوان شهر باستانی ایران شهر زن، زندگی، آزادی، شهر گل‌ها (به کردی: گولان)، شهر کوه‌های مرتفع و رودخانه‌ها، شهر عرفان و ادب، شهر ورزش و کشتی، قطب تجارت پارچه کردستان و ایران، قدیمی‌ترین شهر کردنشین ایران، سردترین شهر ایران و پایتخت تئاتر کردیشناخته می‌شود.

## تاریخ

### پیش از اسلام

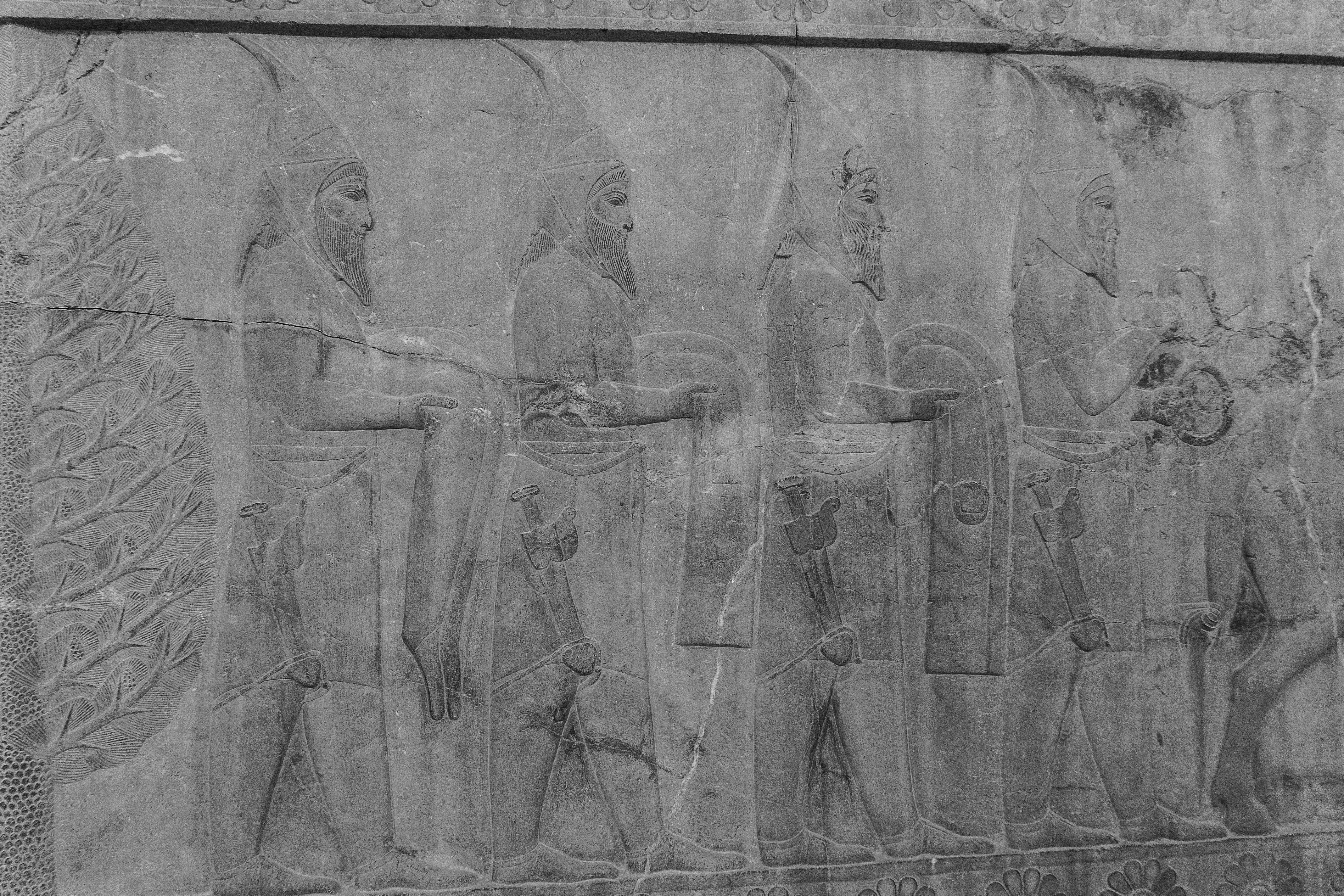
نقش برجسته نمایندگان سکاها بر پلکان شرقی آپادانا

بر اساس بررسی منابع تاریخی و آثار باستانی بر جای مانده همانند زیویه، گورستان چهارهزار ساله و تپه کوشکله، تاریخ شهر سقز به هزاره چهارم قبل از میلاد برمی‌گردد و سده‌های متمادی پایتخت حکومت‌های ماد، سکاها و ماناها بوده‌است و بعد از فروپاشی این حکومت‌ها این شهر همچنان محل زندگی مردم بوده و رونق داشته‌است.
همان‌طور که اشاره شد نام امروزین سقز از نام قوم سکا به یادگار مانده‌است. در روزگاری که مادها بر منطقه حکمرانی می‌کردند با سکاها چندین بار وارد جنگ شدند اما هووخشتره، بزرگ‌ترین پادشاه ماد، در ده سال اولِ حکومتش موفق شد که رابطه‌اش را با پادشاه سکاها، پروتوثیس، به اتحاد متقابل تبدیل کند و در عمل سکاها جزئی از مادها شدند. در روزگار هووخشتره، پس از انقیاد سکاها در ماد، گروهی از سکاها را به غرب سرزمین ماد کوچاندند و این سرزمین را به‌نام آنان سکزی یا ساکز خواندند که اکنون به سقز معروف است.
کتیبه‌های آشوری مربوط به ۷۰۰-۷۵۰ پیش از میلاد از سکاها یاد کرده‌اند. آنها در آن زمان در استپ‌های آسیای میانه زندگی می‌کردند و از تأثیر تمدن‌های بین‌النهرین مثل بابل و آشور به‌دور بودند. آنها تا حد زیادی تحت تأثیر تمدن برادران یک‌جانشین خود، مادها و پارسها، قرار داشتند که در نواحی جنوب آنها در فلات ایران زندگی می‌کردند. سکاها، مانند قوم خویشاوند خود، سرمتیان، از جنبش‌های مزدایی و زرتشتیگری که سرانجام توانست اعتقادات مادها و پارس‌ها را دگرگون کند، به‌دور بودند. هرودوت در کتاب چهارمش در مورد این مردمان می‌نویسد:
به‌اعتقاد برخی مورخان، سکاها ابتدا در آسیا مسکن داشتند، بعد ماساگتها آنان را بیرون رانده و سکاها از رود آراکس (جیحون) گذشته، به زمین کیمریها وارد شدند. چون عدهٔ سکاها زیاد بود، کیمری‌ها مشورت کردند که چه کنند. مردم عقیده داشتند که برای خاک، خود را به خطر نیندازند، پادشاهان به‌عکس معتقد بودند که باید مقاومت کنند. بین پادشاهانی که ترجیح می‌دادند بجنگند تا کشته شوند، اختلاف شد و به دو دسته تقسیم گشته با هم جنگیدند و همه کشته شدند. بعد مردم جسد آنها را دفن و اراضی خود را رها کرده و سکاها آنها را گرفتند. هنوز هم در مملکت سکاها قلعه‌های کیمری وجود دارد.
روشن است که سکاها در تعقیب کیمری‌ها راه را گم کرده وارد آسیا و مملکت ماد شدند، زیرا کیمری‌ها در طول دریا حرکت کردند و سکاها به سمت قفقاز رفته و داخل مادها شدند. این روایت بین یونانی‌ها و بربرها خیلی شایع است.
هرودوت از تهاجم سکاها به ایران در دوران هووخشتره یاد کرده؛ درحالی‌که سپاه ماد نینوا پایتخت آشور را محاصره کرده بود، خبر تهاجم سکاها هووخشتره را ناچار کرد از نینوا برگردد تا از کشور خود دفاع کند. شکست مادها در جنگ موجب شد سکاها به قدرت اول آسیا بدل شوند. از تاخت و تاز و غارت‌های آنان در کتاب ارمیا، از کتب مذهبی یهودیان، نیز یاد شده‌است. چند سال بعد، هووخشتره با کشتن رهبران سکاها موفق به شکست آنان شد. سکاها در روزگار مادها بارها به مرزهای ایران تاختند. آنها گاه با آشور هم‌پیمان می‌شدند و زمانی به‌همراه مادها با آشوریان می‌جنگیدند. به‌دنبال حملهٔ مجدد آشور به مادها، خشتریته برای پایان دادن به حملات آشور با ماناها و سکاها پیمان دوستی بست و عملاً با آشور وارد جنگ شد. بعد از سکاها، کیمری‌ها (یکی دیگر از قبایل صحرانشین شمال قفقاز) به منطقهٔ شمال‌غرب ایران حمله کردند و در سر راه خود، دولت اورارتو در باختر دریاچهٔ ارومیه و خاور آناتولی را نابود کردند.
هووخشتره بزرگ‌ترین پادشاه ماد در ده سال اول حکومتش موفق شد که رابطهٔ خوبی با پروتوثیس پادشاه سکاها برقرار کند. هووخشتره ارتش خویش را به دو بخش پیاده‌نظام مجهز به نیزه و سواره‌نظام تیرانداز (شکلی که از سکاها آموخته بود) تقسیم کرد و دولت نیرومندی در ماد تشکیل داد. هووخشتره پس از انقیاد سکاها در ماد، گروهی از سکاها را به غرب ماد کوچ داد و این سرزمین را به نام آنان سکزی یا ساکز خواندند که اکنون به «سقز» معروف است. رومن گیرشمن باستان‌شناس یهودی می‌نویسد: سکاها در زمان اشغال ایران، سَقِّز، ناحیه‌ای از کردستان را پایتخت خود قرار دادند، که الان نیز با قدمتی ۳۰۰۰ ساله، یکی از قدیمی‌ترین شهرهای جهان به‌شمار می‌آید. چنان‌که آثاری از ایشان در آن حوالی پیدا شده و گویند که کلمهٔ «سقز»، مشتق اسم «سَکا» است.

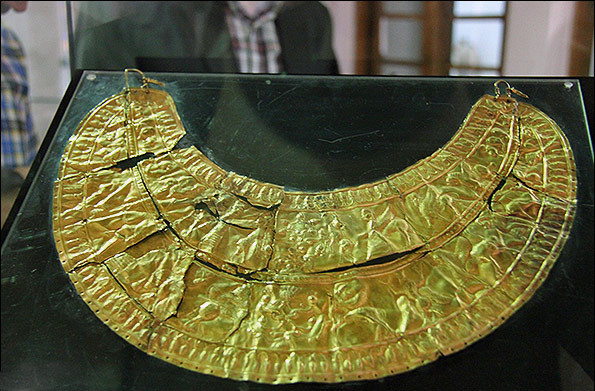
گردنبند زرین با نقوش برجسته کشف شده در زیویه موجود در موزه ملی ایران
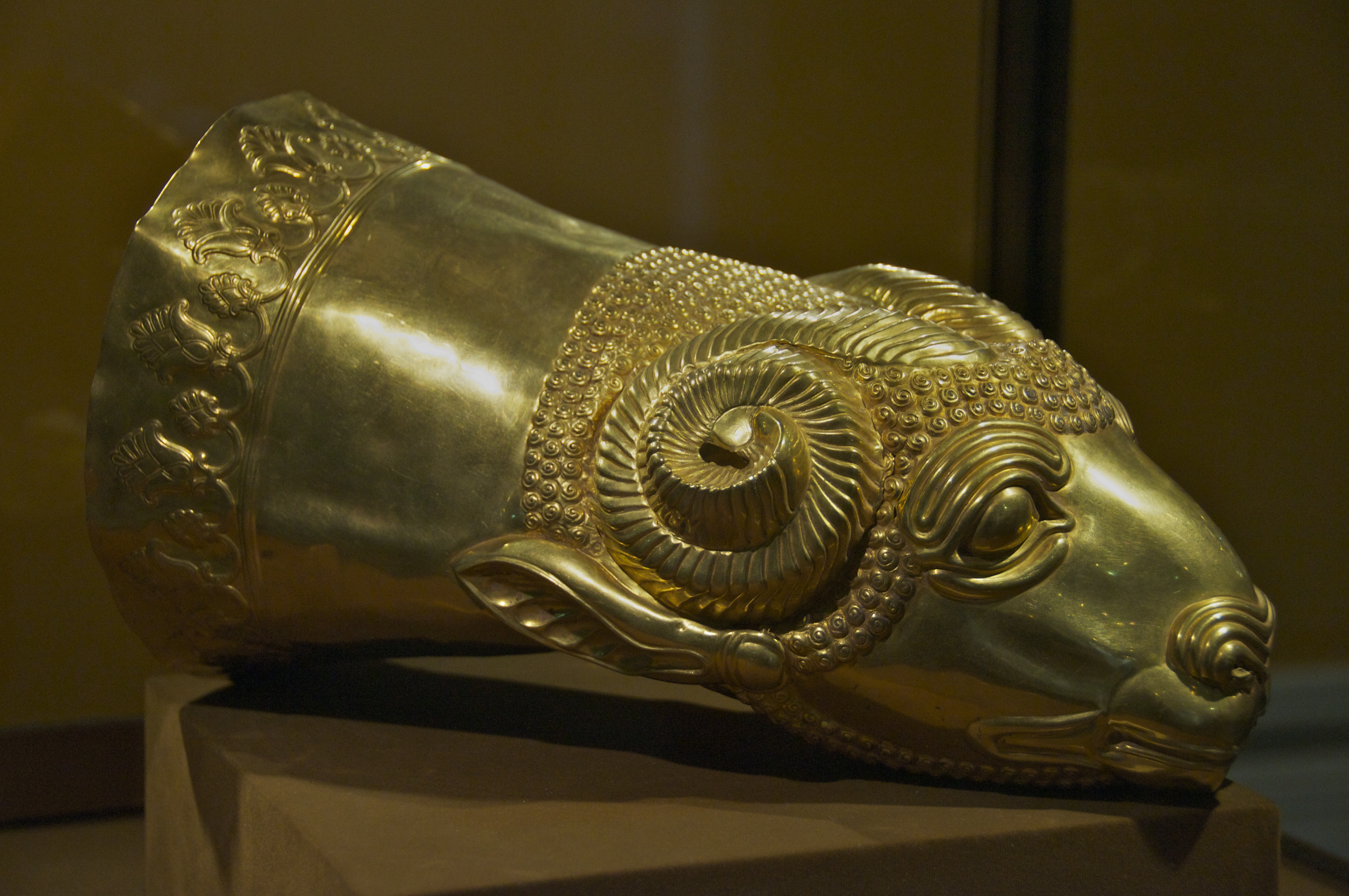
رایتون طلایی به‌شکل سر قوچ؛ کشف شده در قلعه گل‌تپه موجود در موزه شاه عباسی
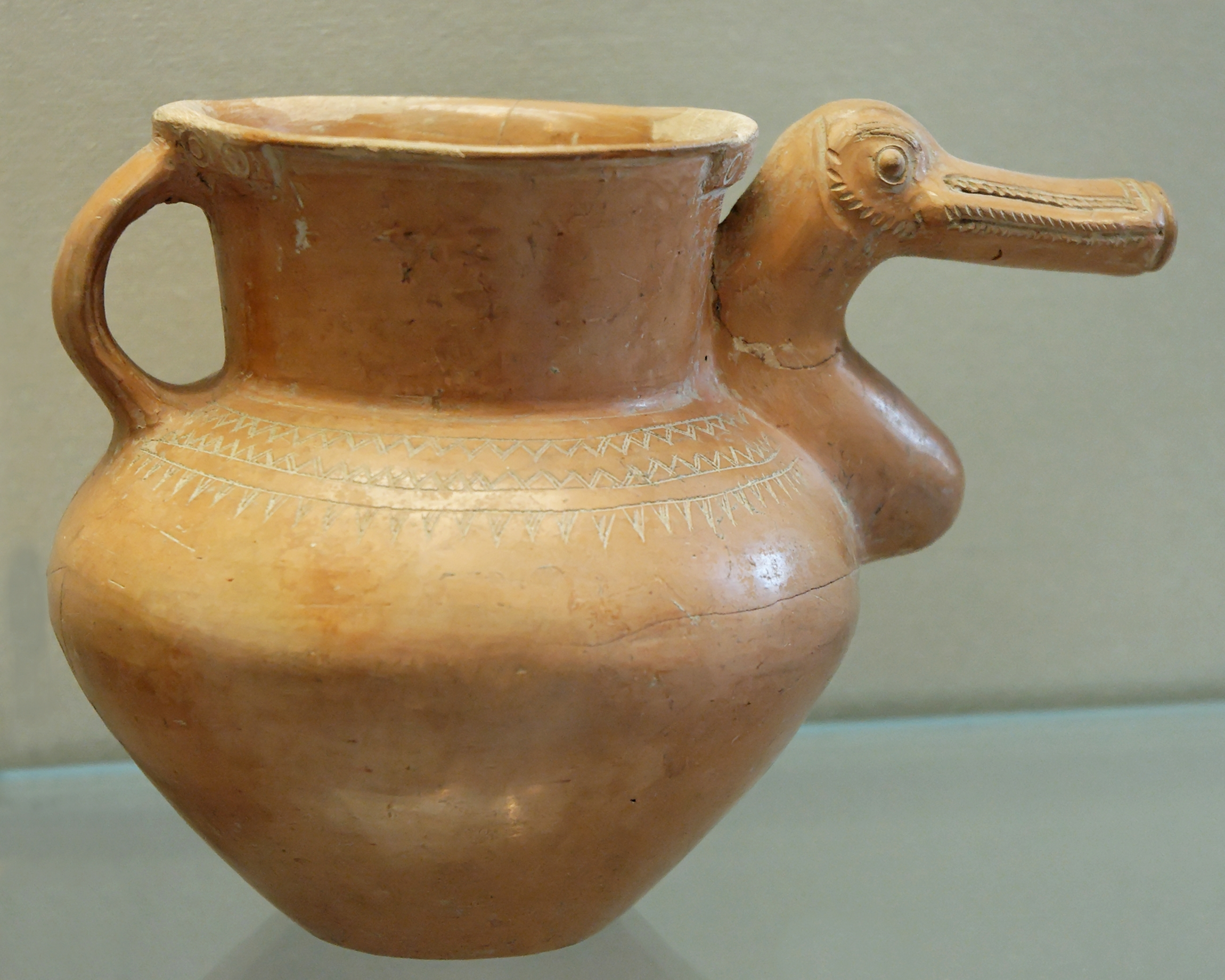
گلدان با دهانه اردکی شکل و تزئین مثلث روی شانه از گنجینه زیویه در موزه لوور
سیلندر تزئین شده از گنجینه زیویه در موزه هنر کلیولند
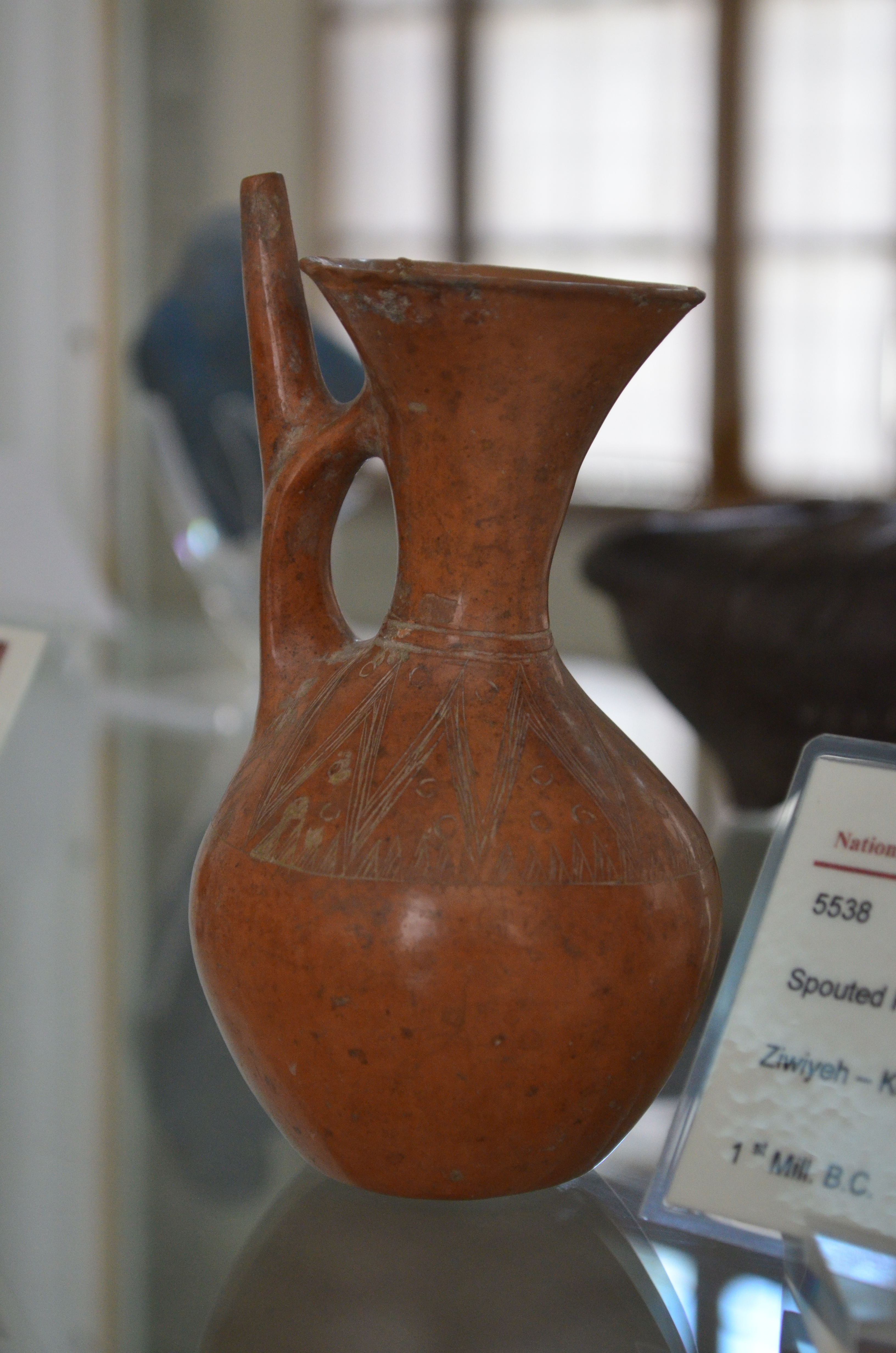
کوزه مربوط به هزاره اول قبل از میلاد کشف شده در قلعه زیویه موجود در موزه ملی ایران

### پس از اسلام

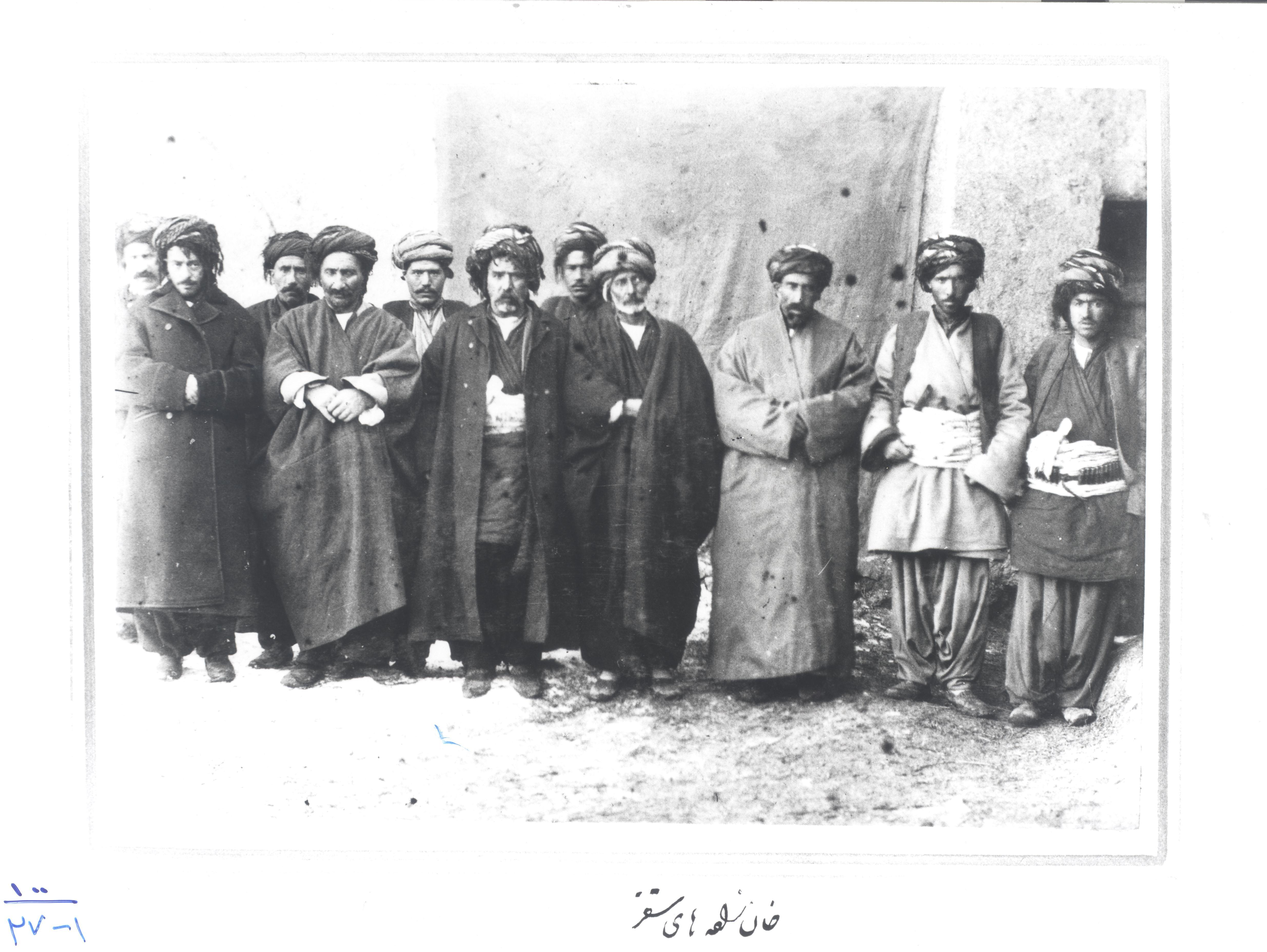
جمعی از خوانین و بزرگمردان شهر حوالی سال ۱۳۱۱ هجری قمری از مجموعه آلبومخانه کاخ گلستان

پس از ظهور اسلام و از هم پاشیدن شاهنشاهی ساسانی حکومت‌های ملوک‌الطوایفی تشکیل شدند و امیران کرد هرکدام برای به‌دست آوردن حکومت کردستان به تلاش پرداختند. دودمان اردلان نخست در موصل و دیاربکر ساکن بودند و بعد به منطقه شهرزور (شاره‌زوور) در اقلیم کردستان امروز رفته و قلعه زلم را مقر امارت خود قرار دادند. بنا به‌نوشته مورخان کلول‌بیگ پسر اردلان در سال ۶۲۰ هجری قمری شهر سقز را تصرف و به قلمرو فرمانروایی خود ضمیمه کرد و این منطقه تا عصر سلطنت ناصرالدین شاه قاجار تحت حکومت و استیلای امرای اردلان بود و بعد از آن نیز اگرچه ناصرالدین شاه توانست به امارت اردلان‌ها خاتمه بدهد باز هم شاخه‌ای از خان‌های اردلان تا سقوط کابینه دکتر محمد مصدق در سال ۱۳۳۲ شمسی در سقز حکومت داشتند. این طایفه از اولاد محمدسلطان خان مشهور به سلطانی اردلان هستند که پس از او محمد علیخان و آنگاه مجیدخان اردلان و بعد از او سیف‌الدین‌خان اردلان مظفرالسلطنه اول حکومت منطقه سقز را داشته‌اند. در زمان جنگ جهانی اول و اشغال نواحی غربی ایران توسط دولت عثمانی، مظفرالسلطنه اول به‌همراه جمعی دیگر از حکام منطقه به‌دلیل عدم حمایت از عثمانی و عدم ورود به جنگ با روسیه آن هم به‌دلیل تبعیت از سیاست بی‌طرفی دولت مرکزی ایران، توسط عثمانی‌ها دستگیر و در شهر مراغه تیرباران گردیدند. پس از او، پسرش سیف‌الله خان اردلان مظفرالسلطنه دوم حاکم منطقه شد.

### معاصر

#### مشروطیت

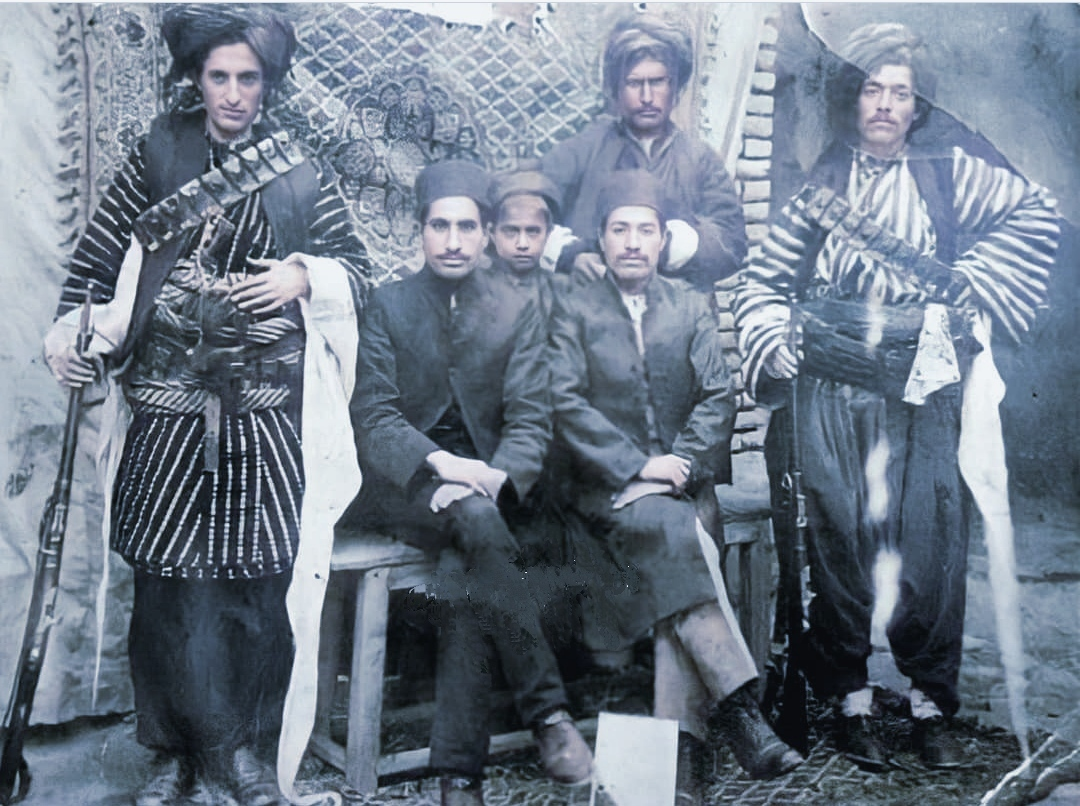
عزیمت ستارخان و باقرخان به سقز و دیدار با بزرگان تیلکوه حکیم و حبیب‌الله خان تیلکوه

در دوران مشروطیت و مشروطه‌خواهی مردم مناطق کردنشین ایران از جمله مردم سقز، سنندج، گروس و مهاباد در جنبش مشروطه‌طلبی نقش مؤثری ایفا کردند. در شهر سقز با حضور ملامحمدکریم شاعر، قاضی و خوشنویس، مشروطه‌خواهان این شهر در پی همراهی با مشروطه‌طلبان برآمدند. همچنین حاج احمد ملک‌التجار سقزی به‌عنوان رهبر دموکرات‌های مشروطه‌خواه سقز با سیف‌الدین‌خان حاکم سقز شروع به مخالفت کرد، ولی سرانجام این کشمکش به ترور او توسط مأموران سیف‌الدین‌خان منجر شد. همچنین بعدها و در جریان واقعه استبداد صغیر و قیام آذربایجان به رهبری ستارخان و باقرخان، مشروطه‌طلبان کرد با تشکیل کمیته‌های نظامی و سازماندهی نیروهای خود به یاری تبریزی‌ها شتافتند. از جمله این کمیته‌ها می‌توان به کمیته نجات اشاره نمود که توسط مبارزان شهر سقز تأسیس شد و به یاری ستارخان و باقر خان برخاست. ستارخان و باقرخان قبل از شروع انقلاب مشروطیت به سقز عزیمت و با خاندان نیلوفری‌ها، حکیم و حبیب‌الله خان تیلکوه دیدار کرده و طلب نیروی کمکی از عشایر سقز و تیلکوهی‌ها نمودند که جمعاً ۲۷۰ نفر از عشایر رزم‌آور و جنگجویان نامی به رهبری حبیب‌الله خان ایل‌بیگی به حمایت از جنبش مشروطه پیوستند. اینجا بود که جنبش مشروطیت با حمایت جانانه تیلکوهی‌ها در تبریز آغاز شد.

#### پهلوی

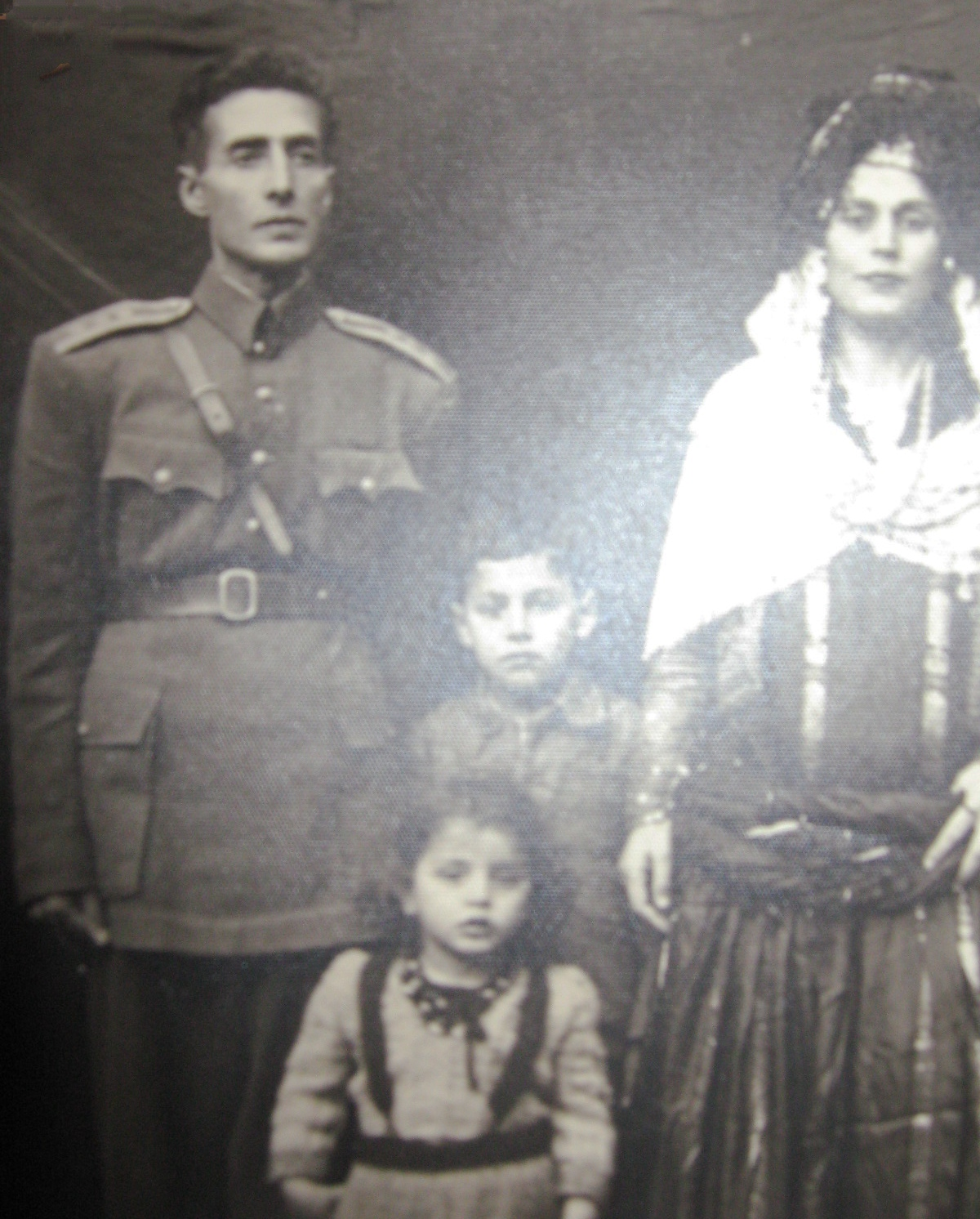
خانواده سقزی در دوران پهلوی اول

با آغاز دوران پهلوی منطقه کردستان وارد مرحله جدیدی از تاریخ خود شد. در قیام اسماعیل سمکو شهر سقز نیز جزو مناطق تحت سلطه و نفوذ او بود اما اقدامات بعضی از نیروهای او باعث شد که مردم شهر دچار مشکل شوند؛ برای مثال حاج محمود افتخارالتجار از معتمدین شهر را به‌قتل رساندند. این اقدامات باعث رنجش مردم گردید.
در سال ۱۳۲۰ و همزمان با این وقایع و همچنین عزل رضاشاه پهلوی از حکومت، پادگان‌های سقز و بانه تخلیه شد که این سبب شد محمدرشید خان از خان‌های منطقه بانه با جمع‌آوری نیرو و کمک علی آقا جوانمردی رئیس ایل گورک سقز اقدام به تسخیر بانه و سقز نموده و موجبات آزار مردم این شهرها و غارت اموال آنها را فراهم آورد.
در اواخر دی‌ماه سال ۱۳۲۰ سیف‌الله خان اردلان مظفرالسلطنه دوم با عشایر تیلکوه تماس گرفته و با یاری آنان و عشایر فیض الله بیگی به‌همراه سرگرد جلال زاگرس که از افسران سقزی بود شهر سقز را از تصرف محمد رشیدخان خارج کرد. اما این شهر بارها مورد حمله او قرار گرفت و تسخیر شد و افرادی همچنین علی خان حبیبی رئیس ایل تیلکوه به دست او کشته شدند. در نهایت با حضور قوای ارتش ایران به فرماندهی سرهنگ ارفع و چندین ماه جنگ و خونریزی شهر به دست نیروهای دولتی افتاد.
در سال ۱۳۲۵ شمسی قاضی محمد که با سران عشایر و خان‌های و بیگزاده ای سقز از جمله با خاندان اردلان و فیض الله بیگی نسبت فامیلی داشت، در مهاباد اعلام جمهوری کرد. دولت مرکزی با داشتن پادگان نظامی قدرتمند در سقز عملیاتهای سیاسی و نظامی خود را علیه این جمهوری از این محل به انجام می‌رساند. در همین اثنا جمعی از مردم سقز و نیز تعدادی از خان‌های مناطق شمالی شهر به این جمهوری پیوستند و در پستهای حساس جای گرفتند. از جمله ابراهیم صلاح بسمت فرماندهی نیروی نظامی مهاباد منصوب شد. با سقوط این جمهوری در آذر ماه سال ۱۳۲۶ شمسی، در شهرستان سقز تعدادی از این افراد توسط دولت دستگیر و سرانجام در بهمن ۱۳۲۶ یازده نفر از آنها در محل باشگاه افسران بچوبه دار سپرده شدند مانند: احمد خان فاروقی فیض الله بیگی مشهور به سالار، عبدالله خان متینی برادر احمد خان، محمدخان دانشور، علی آقا جوانمردی و برادرش رسول آقا جوانمردی.
پس از سقوط این جمهوری محمدرشیدخان که درجه ژنرالی این جمهوری را داشت در عراق متواری شد. سیف‌الله خان اردلان دوباره حاکم و فرماندار شهر شد اما به دلیل اینکه در رفراندم مصدق به نفع او رای داد در سال ۱۳۳۲ و پس از کودتای مشهور این سال از حکومت عزل شد و در نهایت در سال ۱۳۵۶ شمسی به‌عنوان آخرین حاکم اردلان فوت کرد.

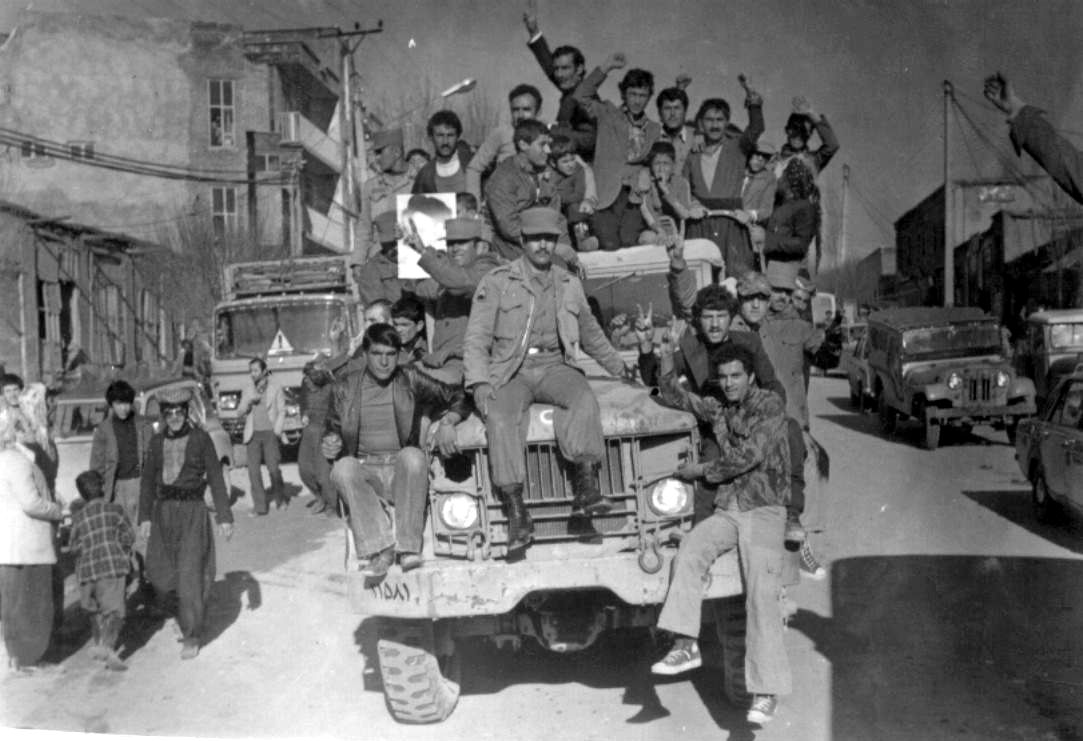
مردم سقز در اثنای انقلاب سال ۱۳۵۷

#### انقلاب ۵۷
مردم این شهر در سالهای انقلاب ایران در دسته‌بندی‌های مختلف، فعالیت سیاسی داشته و تلاش در جهت رفع محرومیت‌های منطقه کردستان که در دهه‌های گذشته به آن تحمیل شده بود داشتند. با سقوط حکومت پهلوی و تشکیل جمهوری اسلامی، در منطقه کردستان خواسته‌هایی برای به‌دست آوردن حق خودمختاری برای مردم کردستان مطرح شد که در نهایت منجر به رویارویی احزاب کرد با دولت تازه تأسیس مرکزی شد که این شهر یکی از مراکز اصلی این رویارویی‌ها بود.
در دهه‌های اخیر سقز توسعه بسیار یافته و در حال حاضر یکی از مهم‌ترین شهرهای کردستان به حساب آمده که شرایط لازم را جهت ارتقاء به مرکزیت استان را دارا بوده که رسانه‌های مختلف در خبرها و گزارش‌های مختلف به آن پرداخته‌اند.

#### خیزش ۱۴۰۱

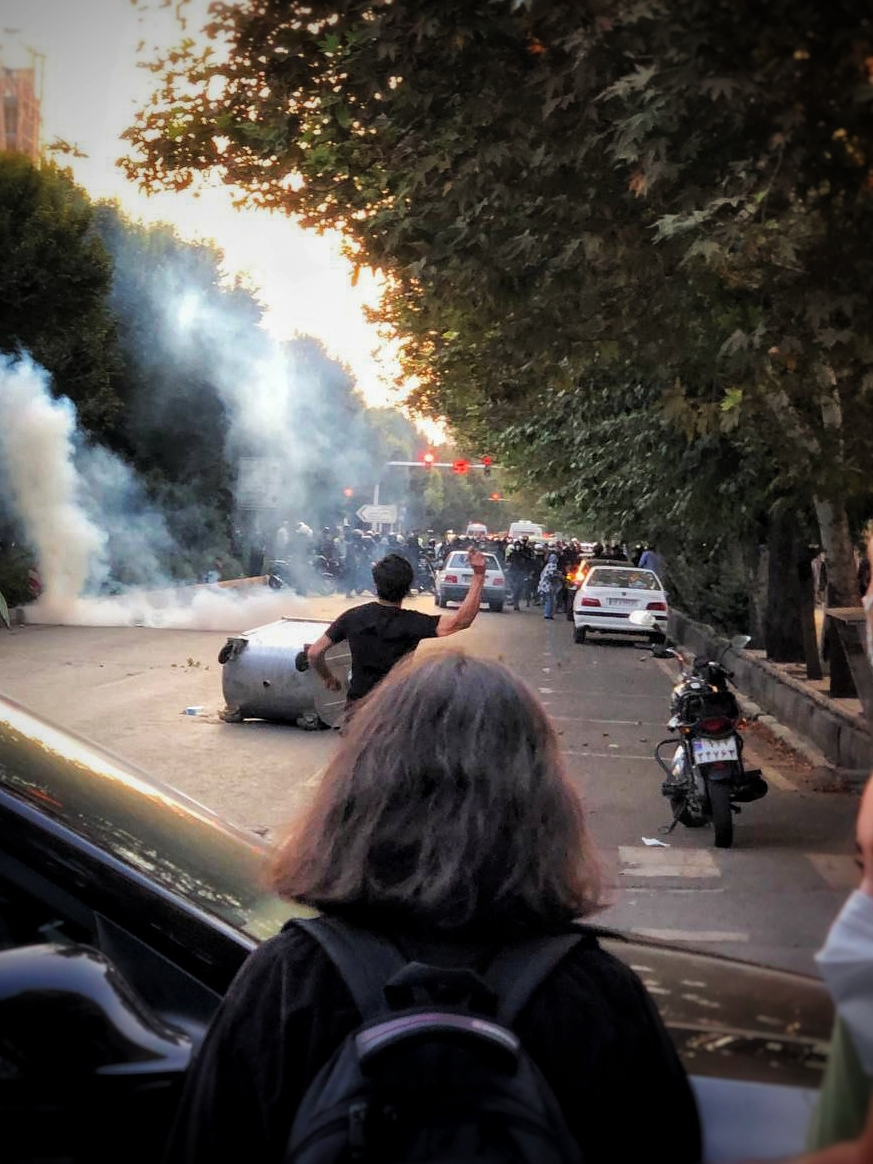
اعتراضات سراسری سال ۱۴۰۱ ایران، بلوار کشاورز تهران

مهسا امینی یا ژینا دختر ۲۲ سالهٔ اهل سقز بود که در ۲۲ شهریور ۱۴۰۱ از سوی گشت ارشاد در تهران با اتهام عدم رعایت حجاب کامل دستگیر شد، در اثر ضربات مأموران گشت ارشاد دچار شکستگی جمجمه و مرگ مغزی شد.
مهسا امینی بعد از سه روز کما، بر اثر شدت جراحات ناشی از ضربات وارده در بیمارستان کسری تهران درگذشت. با انتشار خبر مرگ او در رسانه‌های مختلف، واکنش‌ها و اعتراضات گسترده‌ای در شهرهای مختلف ایران و جهان ایجاد شد.
جنبش خیزش ۱۴۰۱ ایران با اعتراض به قتل ژینا و از جلو بیمارستان کسرای تهران و هنگام خاکسپاری او در آرامستان آیچی سقز و با سردادن شعار و تظاهرات مردم این شهر آغاز شد و به شهرهای دیگر ایران گسترش یافت و واکنش‌های گسترده مردمی و بین‌المللی را برانگیخت و همبستگی ملی بین ایرانیان را از اقوام و مذاهب مختلف احیاء و ارتقاء داد.
یکی از مهم‌ترین دستاوردهای این جنبش شعار زن زندگی آزادی بود که برای اولین بار در مراسم خاکسپاری ژینا و توسط زنان سقزی سر داده شد که بعدها در راهپیمایی حمایتی مردم سنندج و شهرهای دیگر ایران تکرار شد و تبدیل به شعار اصلی خیزش سراسری ۱۴۰۱ گردید.

## وضعیت طبیعی

### جغرافیا
این شهر در ۴۶ درجه و ۱۷ دقیقهٔ طول جغرافیایی و ۳۶ درجه و ۱۴ دقیقهٔ عرض جغرافیایی از خط استوا واقع شده‌است. ارتفاع آن از سطح دریا ۱٬۴۷۶ متر است و نسبت به تهران ۲۵ درجه و ۲۷ دقیقهٔ طول غربی فاصله دارد. در ناحیه‌ای کوهستانی و مرتفع بین ارتفاعات نامنظم رشته کوه زاگرس واقع شده‌است. در جنوب این شهر، کوه‌های «هیجانان»، و در باختر آن، کوه‌های «مَلقَرَنی» گسترده‌اند.
شهر سقز از شمال به شهرهای بوکان و مهاباد، از غرب به شهر بانه و اقلیم کردستان حدفاصل ۵۵ کیلومتری، از جنوب به سنندج و دیواندره، و از شرق به بیجار و زنجان منتهی می‌شود.
فاصله شهر سقز از تهران ۶۳۰ کیلومتر می‌باشد که با آسفالت شدن مسیر بیجار به قیدار به ۵۷۰ کیلومتر کاهش یافته‌است.

### کوه‌ها
بخشی از کوهستان چهل چشمه و بلندترین قله آن با همین نام «چهل چشمه» با ارتفاع ۳۱۹۵ متر در نزدیک روستای اسحاق آباد و کانعمت از توابع دهستان چهل چشمه غربی سقز قرار گرفته‌است.
همچنین کوه نکروز با ارتفاع ۲۶۴۰ متر، کوه‌های کیله‌شین، کوه‌های تیلکو و خورخوره نزدیک روستاهای باشماق و تخت از دیگر کوهستان‌های مرتفع و برفگیر سقز می‌باشند.

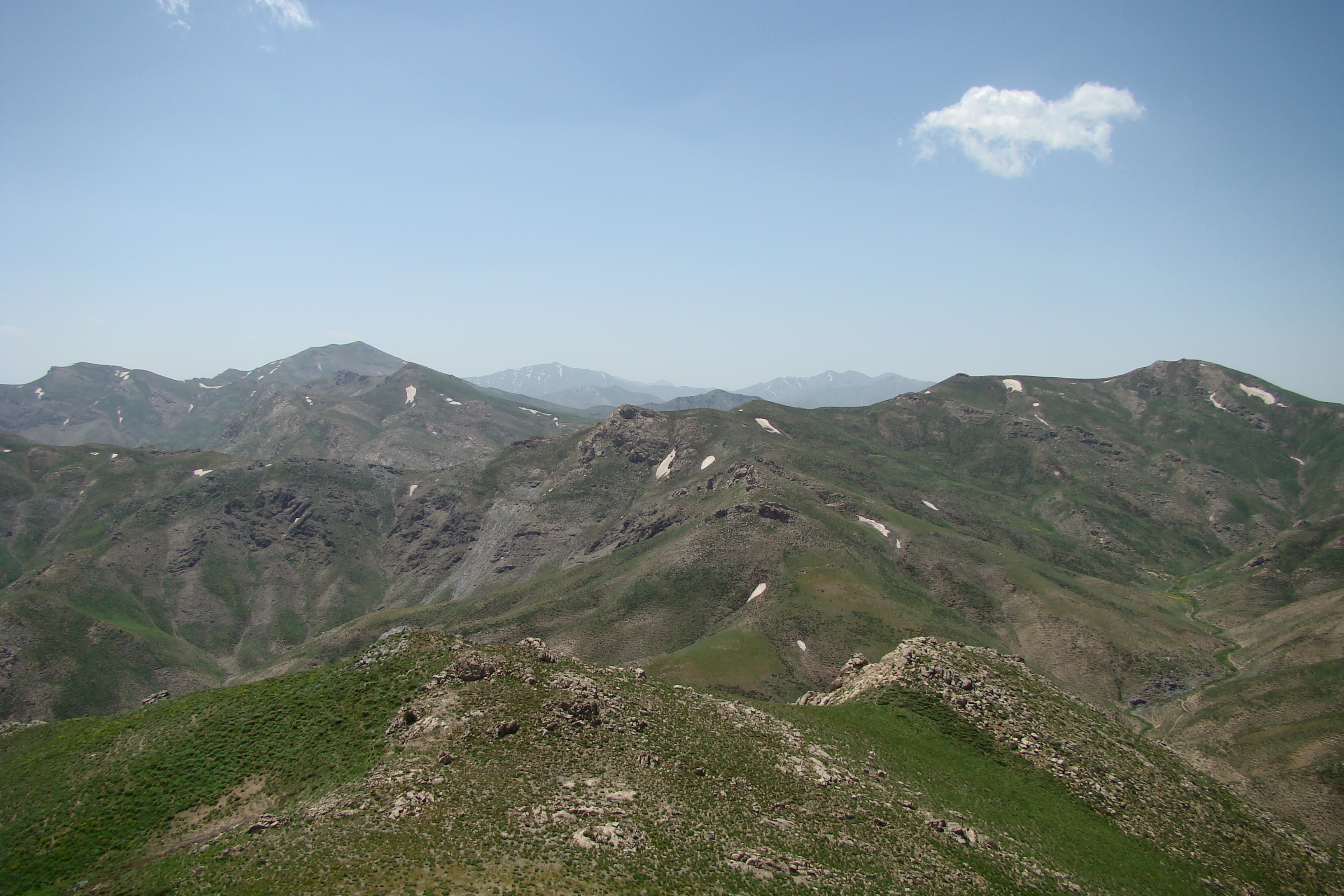
کوهستان قُلقُله

تعدادی از قلل شاخص عبارتند از:
- کوه چهل چشمه
- کوه نکروز
- کوه رووش
- کوه سلطان
- کوه عبدالرزاق
- کوه خان و وزنه
- کوه جاقل
- کوه ونوشه

### جنگل‌ها و مراتع
مراتع درجه یک در مناطق خورخوره و سرشیو قرار گرفته‌است. به‌طور کلی از نظر پوشش گیاهی این شهر دارای۲۴۰۰۰۰ هکتار مرتع، ۷۰۰۰ هکتار جنگل و ۱۸۸۰۰۰ هزار هکتار زمین کشاورزی می‌باشد.

### رودخانه‌ها

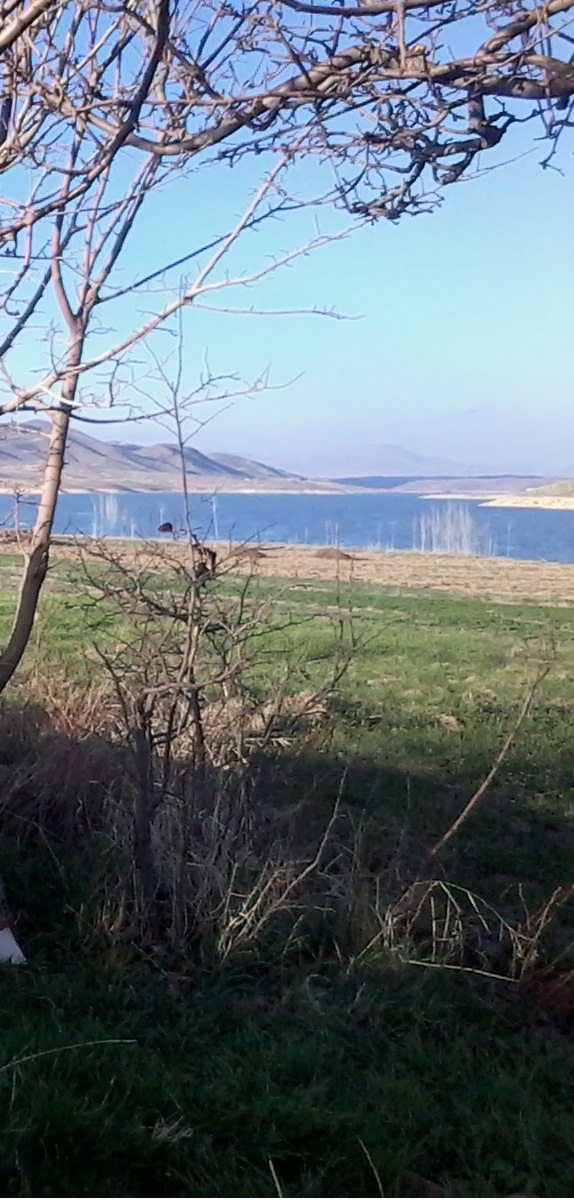
سد کاظمی در محدوده روستای آلکلو

دو رود بزرگ زرینه رود و سیمینه رود از مناطق کوهستانی سقز سرچشمه گرفته و به دریاچه ارومیه سرازیر می‌شوند. رودخانه زرینه رود دارای چهار سرشاخه اصلی با نام‌های رودخانه سقز، رودخانه خورخوره، رودخانه زرینه و رودخانه ساروق می‌باشد. سرشاخه زرینه از کوهستان‌های چهل چشمه و خورخوره سرچشمه می‌گیرد و چم سقز از کوهستان‌های کیله شین در غرب سقز سرچشمه گرفته و از وسط این شهر عبور می‌نماید. سرشاخه رودخانه خورخوره نیز از کوهستان‌های منطقه خورخوره و تیلکوه سرچشمه گرفته و چهارمین سرشاخه با نام رودخانه ساروق از کوهستان‌های بین سقز و تکاب سر چشمه می‌گیرد.
سیمینه رود به عنوان دومین رود بزرگ حوضه آبریز دریاچه ارومیه از کوهستان‌های بین سقز و بانه نزدیک روستای موسی سرچشمه می‌گیرد.
قزل اوزن نیز یکی از بلندترین رودخانه‌های ایران است که از کوه‌های چهل چشمه سرچشمه گرفته و پس از پیوستن به سد سپیدرود و رودخانه سپیدرود به دریای خزر می‌ریزد.

### حفاظت شده
منطقه حفاظت شده عبدالرزاق طی مصوبه‌شماره ۲۹۰ شورای عالی محیط زیست مورخ ۱۳۸۶/۱۱/۱۲ با وسعت ۴۳۹۵۰ هکتار به‌عنوان منطقه حفاظت شده به مناطق تحت مدیریت سازمان حفاظت محیط زیست پیوسته‌است. به هنگام بازدید از منطقه حفاظت‌شده عبدالرزاق، گونه‌های نادر و کمیابی دیده می‌شود که می‌تواند برای هر فرد گردشگری جالب باشد.
همچنین منطقه حفاظت شده چهل چشمه و سارال با وسعت بیش از ۹۰۰۰۰ هکتار مابین شهرهای دیواندره، سقز و مریوان قرار گرفته‌است.

### آب و هوا

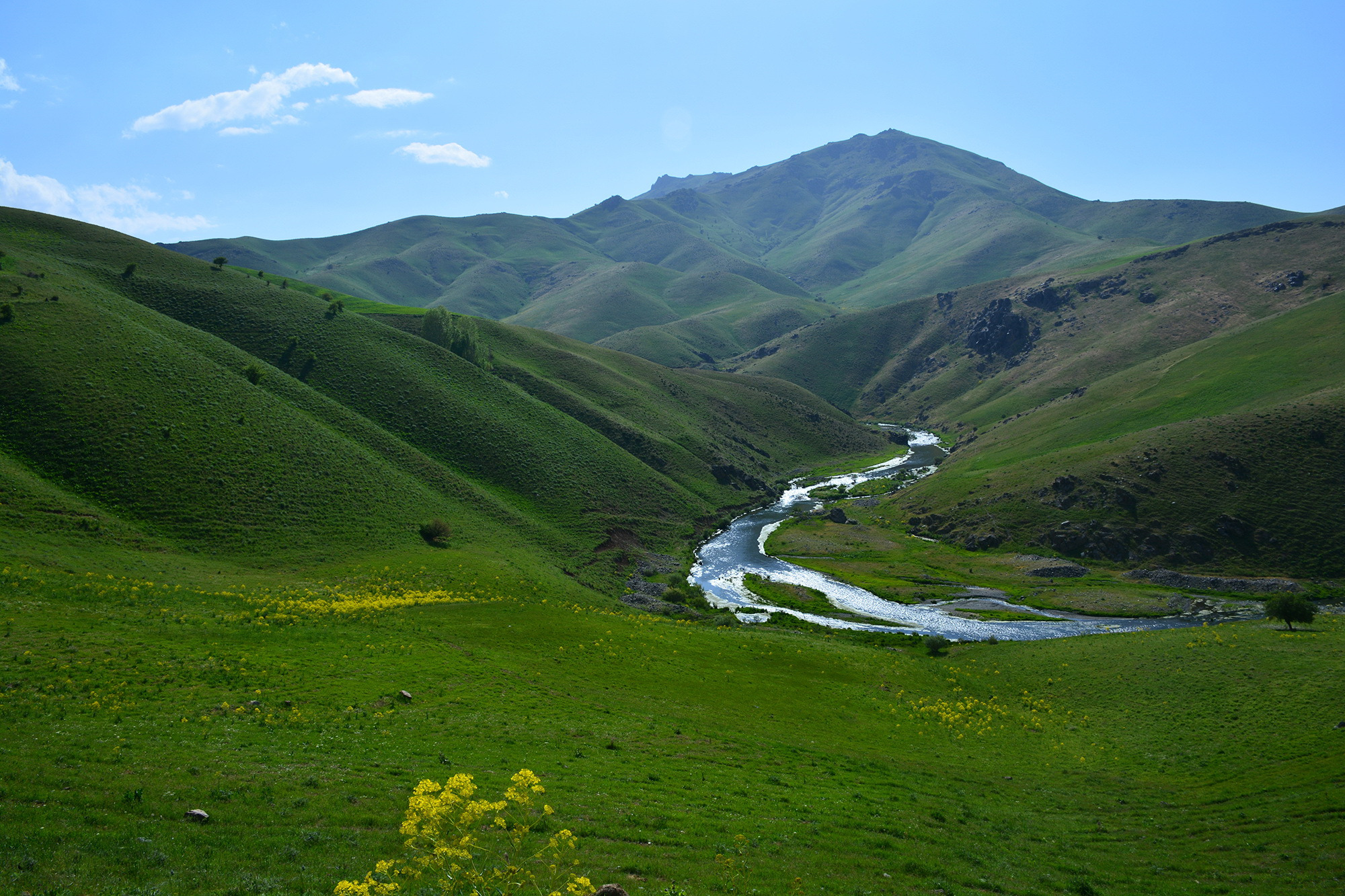
طبیعت حومه سقز در فصل بهار- جاده مریوان

این شهر دارای آب و هوای معتدل کوهستانی بوده که زمستان‌هایش بسیار سرد و در برخی موارد دارای یخبندان می‌باشد؛ همچنین بر اساس داده‌های سازمان هواشناسی شهر سقز با رسیدن به دمای منفی ۴۳ درجه سانتی گراد به همراه شهر بستان‌آباد در استان آذربایجان شرقی که دمای منفی ۴۶ درجه سانتی گراد در آن به ثبت رسیده‌است رکورد پایین‌ترین دمای هوا و سردترین شهرهای ایران را به نام خود ثبت کرده‌اند.
در سال‌های اخیر تغییرات اقلیمی موجب دگرگونی در بارندگی‌های فصلی شده و میزان بارش باران در فصل‌های بهار و پاییز و بارش برف در زمستان نسبت به دهه‌های گذشته کاهش چشمگیری پیدا کرده‌است.
بارندگی‌های فصلی در این شهر و کوهستانی بودن آن منجر به جاری شدن رودها و چشمه‌های بسیاری در نقاط مختلف آن شده‌است.
| آب و هوای سقز                                       | آب و هوای سقز | آب و هوای سقز | آب و هوای سقز | آب و هوای سقز | آب و هوای سقز | آب و هوای سقز | آب و هوای سقز | آب و هوای سقز | آب و هوای سقز | آب و هوای سقز | آب و هوای سقز | آب و هوای سقز | آب و هوای سقز |
|                                                     | ژانویه        | فوریه         | مارس          | آوریل         | مـــــه       | ژوئـن         | ژوئیـه        | اوت           | سپتامبر       | اکتبـر        | نوامبر        | دسامبر        | سـال          |
| --------------------------------------------------- | ------------- | ------------- | ------------- | ------------- | ------------- | ------------- | ------------- | ------------- | ------------- | ------------- | ------------- | ------------- | ------------- |
| گرم‌ترین C°                                          | ۱۸٫۲          | ۲۰            | ۲۴            | ۲۹            | ۳۴٫۴          | ۳۹٫۰          | ۴۳٫۰          | ۴۲            | ۳۹            | ۳۲            | ۲۶            | ۲۲٫۲          | ۴۲٫۰          |
| میانگین گرم‌ترین‌ها C°                                | ۲٫۴           | ۴٫۷           | ۱۱            | ۱۷٫۳          | ۲۳٫۱          | ۲۹٫۸          | ۳۴٫۳          | ۳۴٫۲          | ۲۹٫۸          | ۲۲٫۲          | ۱۳٫۴          | ۶٫۱           | ۱۹٫۳          |
| میانگین سردترین‌ها C°                                | −۳۲           | −۳۳           | ۲۷٫۶          | ۹             | ۵-            | ۰٫۶-          | ۳٫۸           | ۴٫۸           | ۰٫۴-          | ۷             | ۲۴            | −۳۲           | ۳۶            |
| سردترین C°                                          | -۸٫۱-         | -۶٫۷-         | -۱٫۲-         | -۳٫۶          | ۶٫۶           | ۹٫۵           | ۱۴            | ۱۳٫۴          | ۸٫۳           | -۴٫۴          | -۰٫۳-         | -۴٫۶-         | -۳٫۲۴         |
| بارش mm                                             | ۶۶٫۶          | ۵۸٫۷          | ۷۹٫۵          | ۸۳٫۶          | ۵۲            | ۵٫۸           | ۲٫۹           | ۲٫۵           | ۱٫۴           | ۲۷٫۸          | ۵۶٫۹          | ۶۱٫۷          | ۴۹۹٫۴         |
| منبع: سازمان هواشناسی ایران (۲۰۰۵–۱۹۵۱) نوامبر ۲۰۱۱ |               |               |               |               |               |               |               |               |               |               |               |               |               |

## مردم

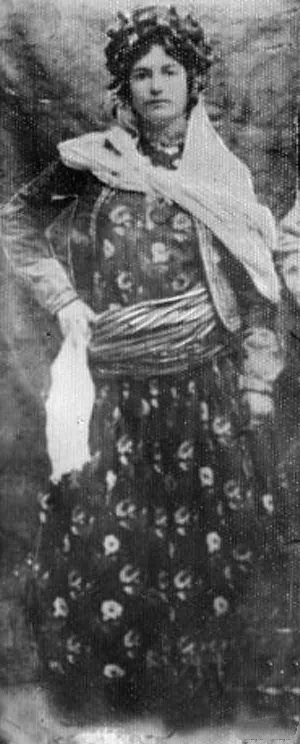
عکس یک زن سقزی که توسط یک شرکت پارچه انگلیسی گرفته شده برای پوشیدن پارچه‌های ساخت این کشور به عنوان مدل و تبلیغ آن حوالی سال ۱۳۰۰ شمسی

### زبان
زبان مردمان شهر، کردی با گویش سقزی است. طبقه‌بندی‌های مختلفی برای زبان کردی انجام گرفته‌است. در یکی از آنها زبان کردی دارای سه گویش عمده شمالی، مرکزی و جنوبی بوده که هر کدام از این گویش‌ها دارای لهجه‌های مختلفی در زیرمجموعه خود می‌باشند. لهجه سقزی یکی از لهجه‌های گویش مرکزی در زبان کردی می‌باشد. در عمل به دلیل دامنه بالای لغات و واژه‌های مورد استفاده در لهجه سقزی، این لهجه انعطاف پذیرتر از لهجه‌های دیگر گویش مرکزی بوده و برقرار نمودن ارتباط کلامی مردم سقز با شهرهای مجاور بیشتر از لهجه‌های دیگر می‌باشد.

### مذهب
مردم سقز پیرو دین اسلام و اهل سنت و جماعت در فروع دین شافعی و در اصول دین اشعری مذهب هستند. همچنین در گذشته عده ای یهودی ساکن این شهر بوده اما آنان یا مهاجرت کرده یا مسلمان شده و ماندگار شده‌اند.

### فرهنگ

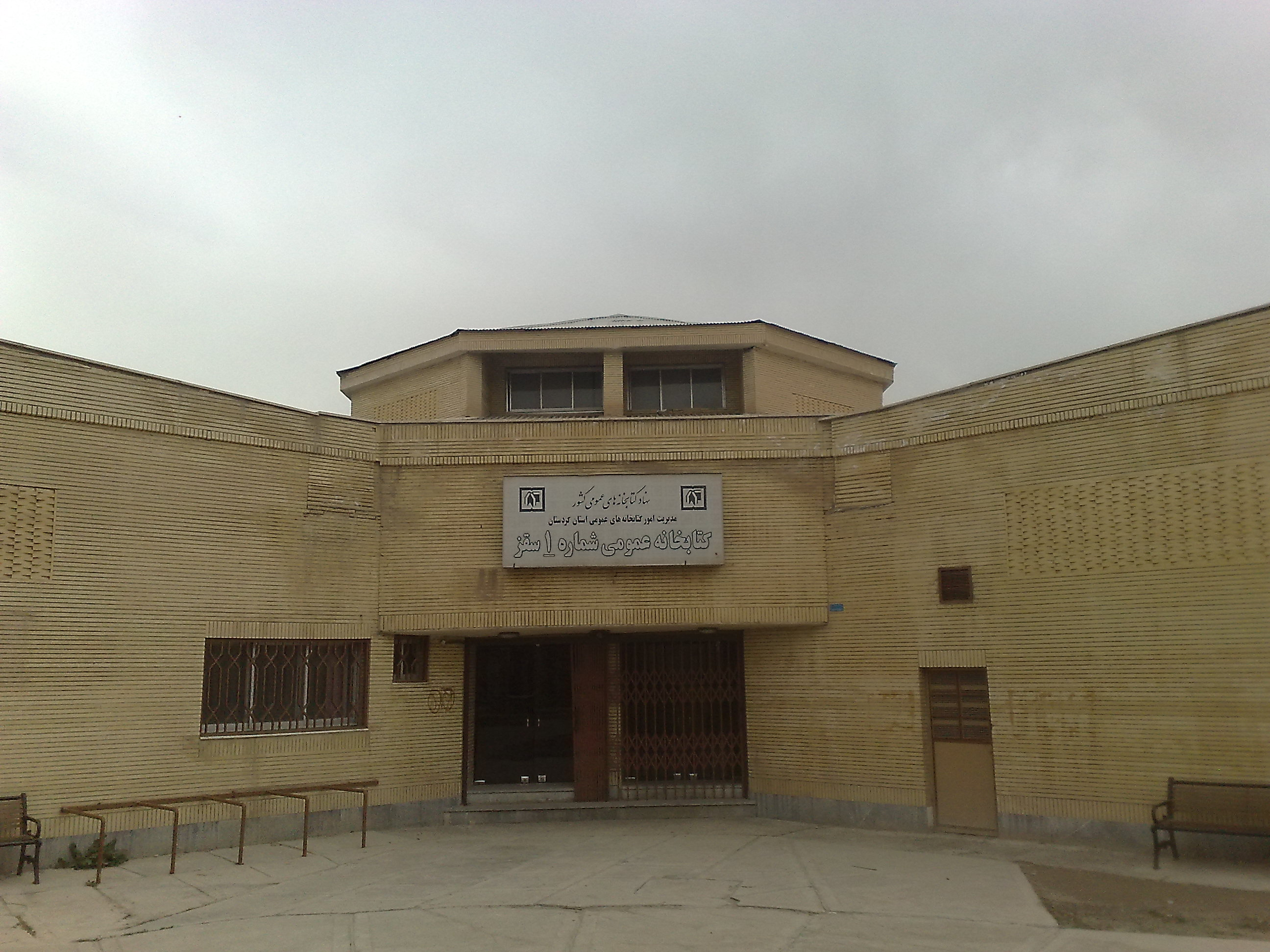
یکی از کتابخانه‌های سقز

#### تئاتر

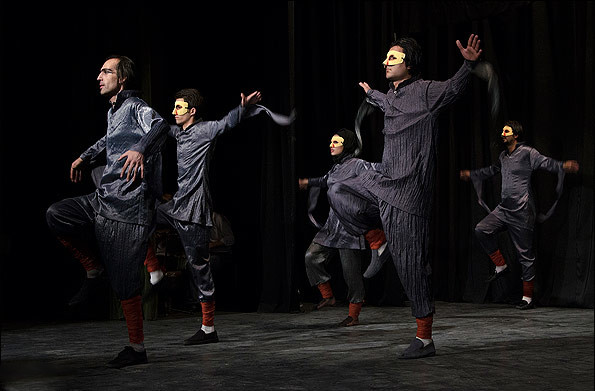
نمایی از یازدهمین جشنواره تئاتر کردی

در سقز از زمان‌های بسیار دور هنر نمایش و تئاتر از جایگاه ویژه ای برخوردار بوده‌است و برگزاری سالیانه جشنواره تئاتر کردی در این شهر مؤید این موضوع می‌باشد. جشنواره تئاتر کردی سقز مهم‌ترین جشنوارهٔ تئاتر مناطق کردنشین ایران بوده که از سال ۱۳۷۸ تاکنون، در آذر ماه هر سال و در این شهر به‌طور مستمر برگزار می‌گردد. از سال ۱۳۷۸ تا ۱۳۹۸ شمسی ۱۶ دوره از این جشنواره برگزار شده‌است. این جشنواره توسط وزارت فرهنگ و ارشاد اسلامی برگزار می‌شود و هر ساله گروه‌های مختلف تئاتر از ایران، اقلیم کردستان عراق و ترکیه در آن شرکت می‌نمایند.

#### خوشنویسی
از صدها سال قبل هنر خوشنویسی در بین مردم سقز نهادینه بوده و آثار ذیقیمتی از هنرمندان خوشنویس در این شهر به جای مانده‌است که قرآن شیخ حسن مولان آباد مشهور به ام القرآن، با خط استاد ملا رسول در قرن یازدهم هجری قمری نمونه بارز آن است. از هنرمندان سرشناس دوران قاجار و پهلوی این رشته هنری در این شهر می‌توان ملک الکلام مجدی و پسرش عبدالحمید ملک الکلامی مشهور به امیرالکتاب، اشاره نمود که آثار ذیقیمتی همانند کتیبه‌های آرامگاه حافظ در شیراز و کتیبه‌های حجاری شده موزه ایران باستان به خط ثلث را از خود بر جای گذاشته‌اند. هم اینک نیز در لیست اساتید مسلم خوشنویسی ایران در انجمن خوشنویسان ایران نام اساتید مسلم اهل سقز به چشم می‌خورد.

#### نقاشی
در سقز دوستداران هنر نقاشی بسیار بوده و بیش از ده‌ها هنرمند همانند ناصر فیض الله بیگی ایرج آقائی و کمال طاطایی، به‌طور حرفه ای در زمینه نقاشی فعال بوده و نمایشگاه‌های متعددی را برگزار نموده‌اند.

#### مجسمه‌سازی

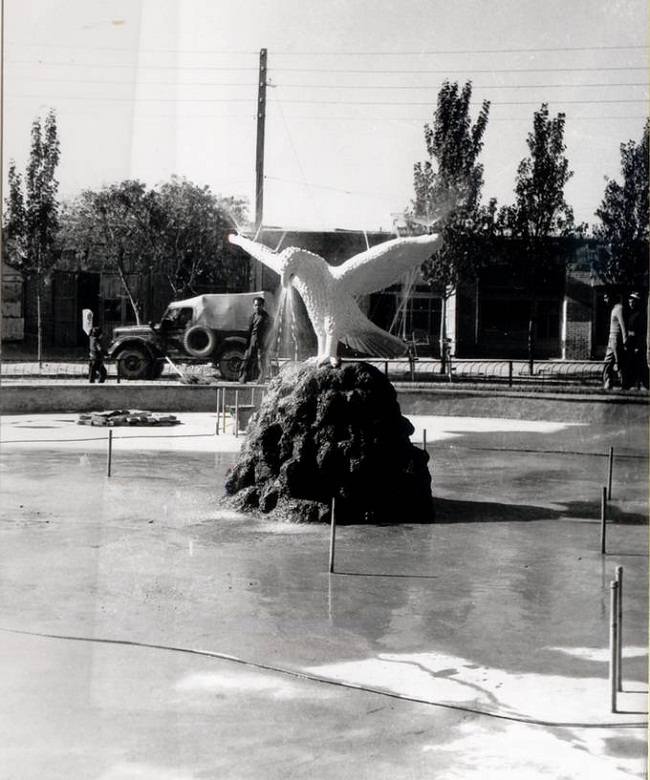
مجسمه قدیمی عقاب در میدانی به همین نام

شهرداری از قدیم‌الایام از پیکره‌ها و مجسمه‌های مختلفی مانند مجسمه‌های نوستالژیک دیو و پری در پارک شهر و مجسمه عقاب در میدان عقاب استفاده می‌کرده‌است و امروزه نیز از مجسمه‌های مختلف که کار اساتید برجسته مجسمه‌سازی سقز مانند مسعود رحیمی هستند استفاده نموده‌است. مجسمه «سواره هه لپه رکی» به معنای «مرد اسب سوار» که در میدان مادر نصب شده‌است از آثار ماندگار و فاخراین مجسمه‌ساز می‌باشد.

#### موسیقی
موسیقی از جمله مولفه‌های مهم فرهنگی مردم کرد می‌باشد. موسیقی زبان گویای دردها و شادی‌های این مردمان در فراز و فرودهای زندگی آنهاست. در شهر سقز گروه‌ها و اساتید متعدد موسیقی در حال فعالیت بوده و آثار ماندگاری را به‌خصوص در زمینه موسیقی کردی خلق و منتشر نموده‌اند. هنرمندانی مانند رشید فیض نژاد، عطا خان سعید منصور، حسین شوخ کمان (برادران زی زی) و محمد ناهید و ده‌ها خواننده و نوازنده دیگر از جمله هنرمندان این شهر می‌باشند.

#### ادبیات
اهمیت ادبیات زبان کردی برای کردها به قدری بوده‌است که در سده‌های مختلف برای حفظ آن بزرگ‌ترین مسائل سیاسی و اجتماعی و نظامی را پشت سر نهاده‌اند. به همین دلیل از سده‌های قبل تا زمان معاصر شعرای متعددی در سقز به عنوان یکی از شهرهای کردنشین منطقه، ظهور نموده و آثار ادبی متعددی از خود به یادگار گذاشته‌اند. شعرای نامداری همچون ملا عبدالکریم صائب و ملا غفور دباغی که به زبان‌های کردی، فارسی و عربی اشعار خود را سروده و آثار نثر خود را به رشته تحریر درآورده اند و مجموعه‌های آثار آن‌ها چاپ و منتشر شده‌اند. شاعران بسیار دیگری که در این عرصه از هنر و فرهنگ فعالیت نموده‌اند در رده اهالی سقز در ویکی‌پدیا نام آنها ذکر گردیده‌است.
دو بیتی معروف ملک الکلام مجدی:
| نام تو همان ورد زبانست که بود |  | یاد تو همان مونس جانست که بود |
| گر تا به ابد حاجت من برناری   |  | بازم به تو امید همانست که بود |

#### سینما

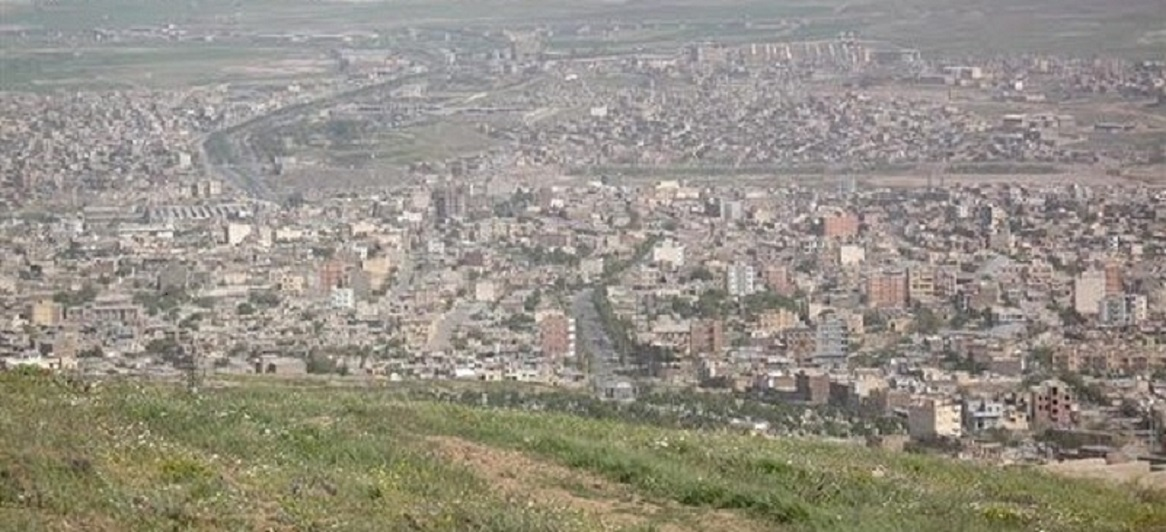
نمایی دور از شهر

هنر هفتم در این شهر همانند هنرهای دیگر از جایگاه ویژه ای برخوردار بوده و هنرمندان جوان زیادی وجود دارند که در این رشته هنری فعالیت می‌کنند. محمد فرج زاده و سامان حسین پور از جمله هنرمندان جوان اهل سقز هستند که در عرصه بین‌المللی در زمینه فیلم کوتاه و فیلم مستند موفقیت‌های متعددی را کسب نموده‌اند.

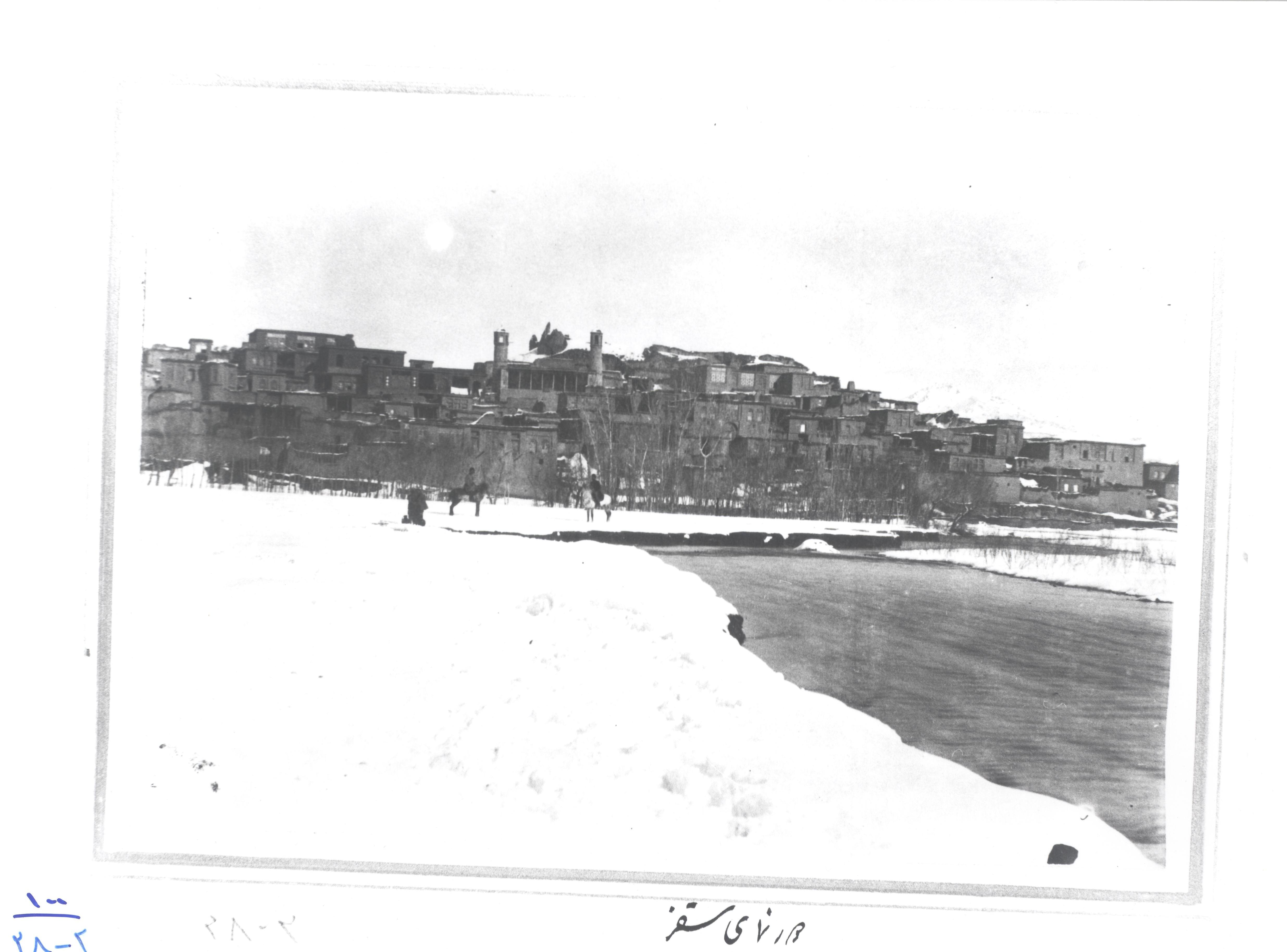
یکی از محلات سقز در دوران قاجار سال ۱۳۱۰ هجری قمری از مجموعه عکس های آلبوم خانه کاخ گلستان

این شهر تاکنون سه سینما داشته‌است. نخستین سینما توسط حاج عبدالله غفوری در اواخر دهه سی شمسی تأسیس شد و آپاراتچی آن مصطفی فرزاد نام داشت. این سینما در پی یک آتش‌سوزی در اواسط دههٔ ۱۳۵۰ از بین رفت. سینمای مخروبه در محل فعلی پاساژ شهرداری و پاساژ عرفانی قرار داشت.
سینمای دوم، «سینما حافظ» نام داشت که به «سینما استقلال» نیز معروف بود. این سینما در کنار گاراژ سیف‌الله‌خان و گاراژ کیخسروی قرار داشت. سومین سینما «سینما وزیری» یا «سینما آسیا» نام داشت که پایین‌تر از مدرسهٔ بوعلی (اندیشه کنونی) در میدان انقلاب قرار داشت که به‌دلیل عدم رسیدگی توسط مالک یا مالکان تا سال‌ها به مخروبه‌ای تبدیل شده‌بود. تا آنکه ارتباط میدان انقلاب با بلوار بهشتی برقرار شد و خیابان جدید بر روی مخروبه سینما آسیا قرار گرفت.
بعدها تنها مکان نمایش عمومی فیلم، آمفی‌تئاتر ادارهٔ ارشاد بود. پس از سال‌ها سؤمدیریت دولتی در استفاده از این ظرفیت موجود و عدم تمایل و توان مدیران اداره ارشاد در رونق بخشیدن به این مکان، با واگذاری بخشی از آمفی‌تئاتر به بخش خصوصی در بیستم اسفندماه ۱۳۸۷ فعالیت این مکان به عنوان تنها سینمای شهر با نام سینما فرهنگ، از سر گرفته شد. در حال حاضر مجموعه سینمایی سقز (پردیس) با دارا بودن ساختمانی مجهز و سالن کنفرانس در مکان قبلی سالن شهید بهشتی با 3 سالن خصوصی و عمومی به خدمت رسانی مشغول است. بعلاوه گاهی از سالن ارشاد سقز واقع در ضلع شرقی پارک مولوی کرد برای نمایش فیلم استفاده می‌شود.

### جمعیت

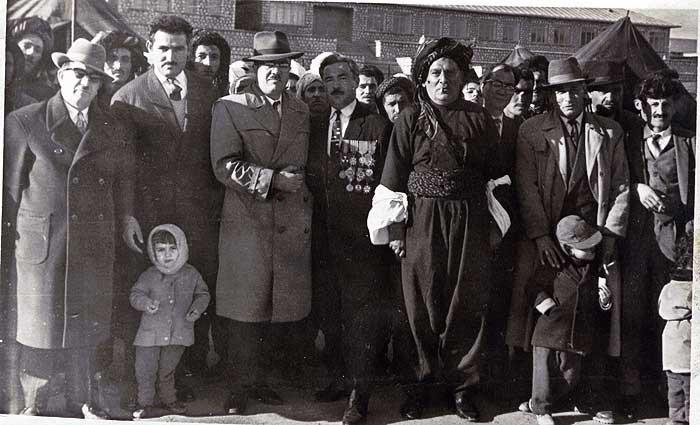
مردم اهل سقز در اوایل قرن بیست میلادی

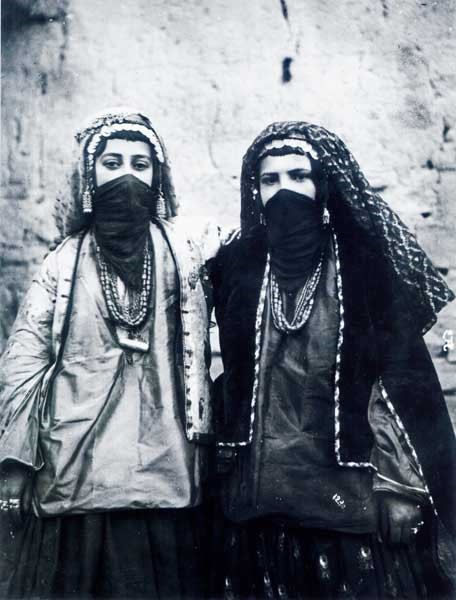
دو زن یهودی اهل سقز قبل از مهاجرت

براساس آمار ارائه‌شدهٔ سال ۱۳۹۵ شهرستان سقز دارای جمعیت ۲۲۶ هزار نفر بوده و مرکز این شهرستان با جمعیت ۱۶۵۲۵۸ تن، یکی از پرجمعیت‌ترین شهرهای استان کردستان است.
زبان و گویش مردم این شهر، کردی سورانی است. علی‌رغم مهاجرت اهالی روستاها در سنوات قبل به مرکز شهر اما با تغییرات حاصل در روستاهای خوش‌آب‌وهوا و ایجاد و احداث راه‌های آسفالتهٔ روستایی و برق‌کشی و مخابرات و گاز و دیگر امکانات، تمایل مردم به سکونت در روستاها بیشتر شده‌است.
همچنین در دهه‌های گذشته تعداد زیادی از جمعیت این شهر به دلایل مختلف سیاسی، اجتماعی و اقتصادی به شهرهای دیگر کردستان، ایران و نیز خارج از کشور مهاجرت نموده‌اند. در سالهای بعد از جنگ جهانی دوم نیز بیشتر جمعیت یهودی محلات یهودی نشین این شهر به اسرائیل و آمریکا مهاجرت کردند.
| سال سرشماری | جمعیت  | خانوار |
| ----------- | ------ | ------ |
| ۱۳۳۵        | ۱۲۷۲۹  |        |
| ۱۳۴۵        | ۱۷۸۳۴  | ۳۵۷۰   |
| ۱۳۵۵        | ۳۰۶۶۱  | ۶۳۲۸   |
| ۱۳۶۵        | ۸۱۳۵۱  | ۱۵۲۶۵  |
| ۱۳۷۰        | ۹۸۹۳۳  |        |
| ۱۳۷۵        | ۱۱۵۳۹۴ | ۲۲۵۰۹  |
| ۱۳۸۵        | ۱۳۳۳۳۱ | ۳۱۳۶۰  |
| ۱۳۹۰        | ۱۳۹۷۳۸ | ۳۷۲۶۲  |
| ۱۳۹۵        | ۱۶۵۲۵۸ |        |

| مردان  | سن    | زنان   |
| ------ | ----- | ------ |
| ۶٬۸۹۷  | ۶۵+   | ۷٬۵۵۸  |
| ۳٬۸۲۱  | ۶۰–۶۴ | ۳٬۴۹۹  |
| ۴٬۷۴۵  | ۵۵–۵۹ | ۴٬۵۵۹  |
| ۵٬۰۸۱  | ۵۰–۵۴ | ۵٬۴۸۰  |
| ۶٬۴۶۸  | ۴۵–۴۹ | ۶٬۸۴۱  |
| ۷٬۶۴۷  | ۴۰–۴۴ | ۷٬۶۶۰  |
| ۱۰٬۳۱۸ | ۳۵–۳۹ | ۹٬۷۰۵  |
| ۱۱٬۷۶۳ | ۳۰–۳۴ | ۱۱٬۳۶۵ |
| ۱۲٬۷۱۹ | ۲۵–۲۹ | ۱۲٬۳۸۳ |
| ۹٬۳۵۵  | ۲۰–۲۴ | ۹٬۵۴۳  |
| ۷٬۲۴۶  | ۱۵–۱۹ | ۷٬۲۹۳  |
| ۸٬۴۱۲  | ۱۰–۱۴ | ۸٬۱۳۸  |
| ۹٬۴۰۵  | ۵–۹   | ۹٬۰۲۱  |
| ۱۰٬۰۴۸ | ۰–۴   | ۹٬۴۸۱  |

### مشاهیر
مشاهیر و نام آوران در رده اهالی سقز در ویکی‌پدیا آورده شده‌اند.

### بناها
در سقز آثار تاریخی و ثبت شده ملی فراوانی از جمله بناها، قلعه‌ها، مساجد و غیره وجود دارد. تعدادی از آنها عبارتند از:
- قلعهٔ زیویه
- مسجد دومناره
- مسجد شیخ مظهر
- عمارت گمانگر (عبدالخالق گمانگر)
- حمام حاج صالح
- مسجد ترجان

قلعه باستانی زیویه در شب هنگام

- کاروانسرای تاجوانچی یا کاروانسرای اتحاد
- بازار سقز
- قرآن تاریخی شیخ حسن مولان آباد
- خانقاه زنبیل
- مسجد تمبر بیگ

علاوه بر موارد فوق تعداد زیادی تپه قلعه و اماکن تاریخی و باستانی در حوزه این شهرستان وجود دارد که قدمت بعضی از آنها بیش از ۳۰۰۰ سال است.

### مساجد
در میان مردم کردستان مسجد یکی از رایج‌ترین اماکن عمومی و در درجهٔ اول اهمیت قرار دارد. سقز در مقایسه با دیگر شهرهای استان، دارای شمار بیشتری مسجد می‌باشد که بیشتر آنها تاریخی بوده و قدمت بالاتر از صد سال دارند. در این شهر شمار زیادی صوفی از طریقت‌های قادریه و نقشبندیه زندگی می‌کنند که هر کدام دارای تکایا و خانقاه‌های مخصوص خود هستند.
| ردیف | نام                             | محل                      |
| ---- | ------------------------------- | ------------------------ |
| ۱    | مسجد دومناره                    | میان‌قلعه                 |
| ۲    | مسجد شیخ مظهر                   | پایین‌تر از مسجد جامع     |
| ۳    | مسجد و خانقاه حاج شیخ مصطفی     | واقع در بازار شیخ        |
| ۴    | مسجد و خانقاه بیارهٔ شریفه       | نزدیک مسجد جامع          |
| ۵    | مسجد کوچک                       | در میدان بیست و دو بهمن  |
| ۶    | مسجد حاجی کمالی                 | واقع در بلوار وحدت       |
| ۷    | تکیه بابا شیخ                   | خیابان فخر رازی          |
| ۸    | تکیه شیخ عبدالکریم              |                          |
| ۹    | مسجد ملاابراهیم                 | واقع در محله سرپچه       |
| ۱۰   | مسجد حاج شیخ اسماعیل            | در خیابان امام           |
| ۱۱   | مسجد پیرخزایی                   | در محله شهربانی          |
| ۱۲   | مسجد شیخ ملازاهد                | واقع درخیابان آزادی      |
| ۱۳   | مسجد حاج ارجمند                 | واقع در محله بهارستان    |
| ۱۴   | مسجد دارالصفا                   | واقع در محلّهٔ کریم‌آباد    |
| ۱۵   | مسجد حضرت عمربن خطاب            | واقع در خیابان شهناز     |
| ۱۶   | مسجد حضرت محمد رسول‌الله (ص)     | واقع در خیابان فخررازی   |
| ۱۷   | مسجد حضرت عثمان‌بن عفان          | واقع در شهرک فرهنگیان    |
| ۱۸   | مسجد و آرامگاه حاج حکیم نیلوفری | واقع در چهارراه آزادگان  |
| ۱۹   | مسجد جامع شهر                   | واقع در سه راه مسجد جامع |

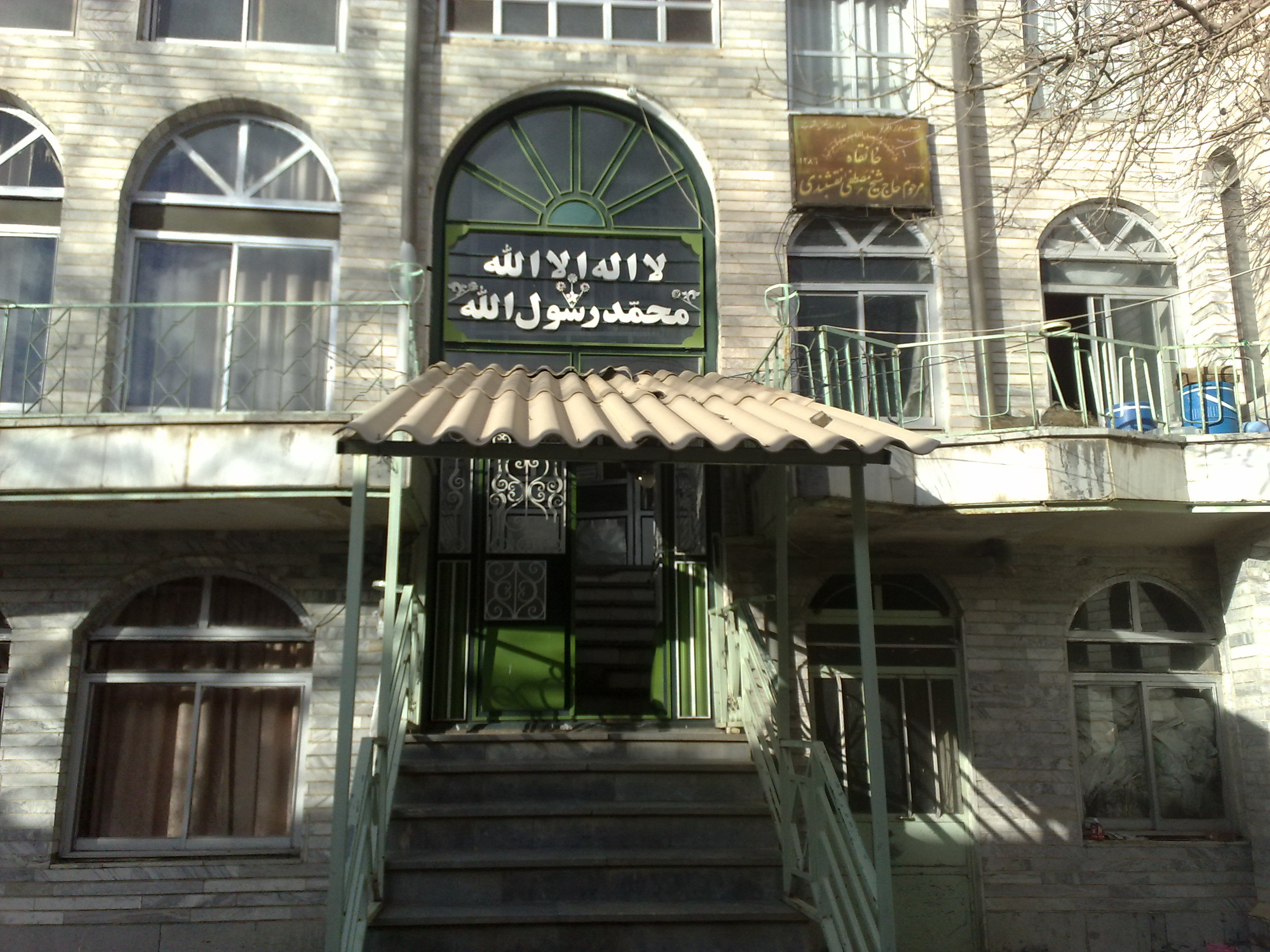
خانقاه حاج شیخ مصطفی

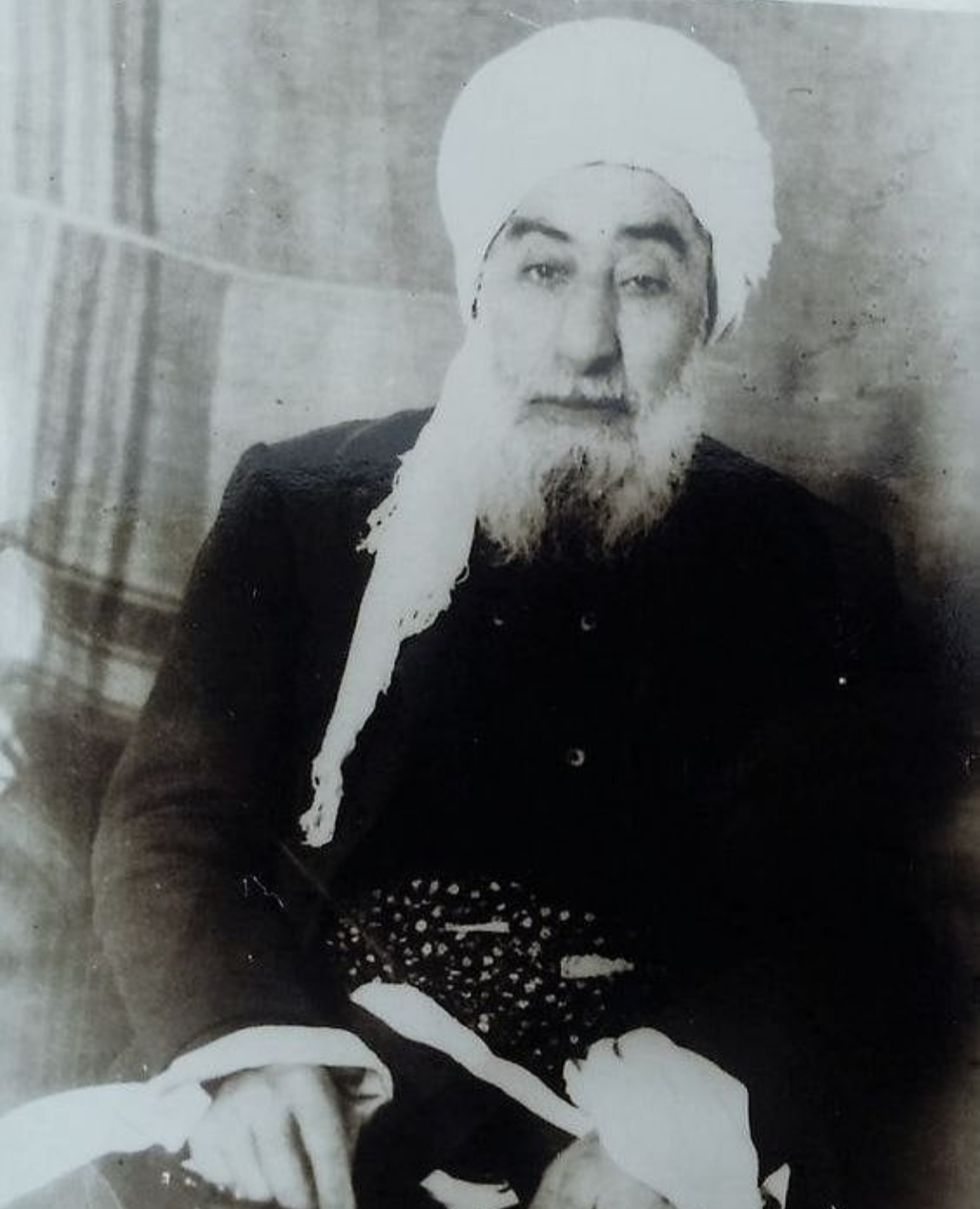
شیخ عبدالقادر دوزخدره از روحانیان و عرفای نامدار کردستان و سقز

مسجد و خانقاه شیخ محمدعثمان سراج‌الدین ثانی  در حد فاصلهٔ مسجد جامع و بازار تاجوانچی واقع است و در طول زمان مطابق با تغییر مشایخ نقشبندیه نام مسجد و خانقاه به ترتیب به خانقاه شیخ نجم‌الدین، شیخ علاءالدین و اکنون شیخ محمد عثمان سراج‌الدین ثانی تغییر یافته‌است. همچنین تکیه بابا شیخ که از قدیمی‌ترین تکایای سقز به‌شمار می‌آید.

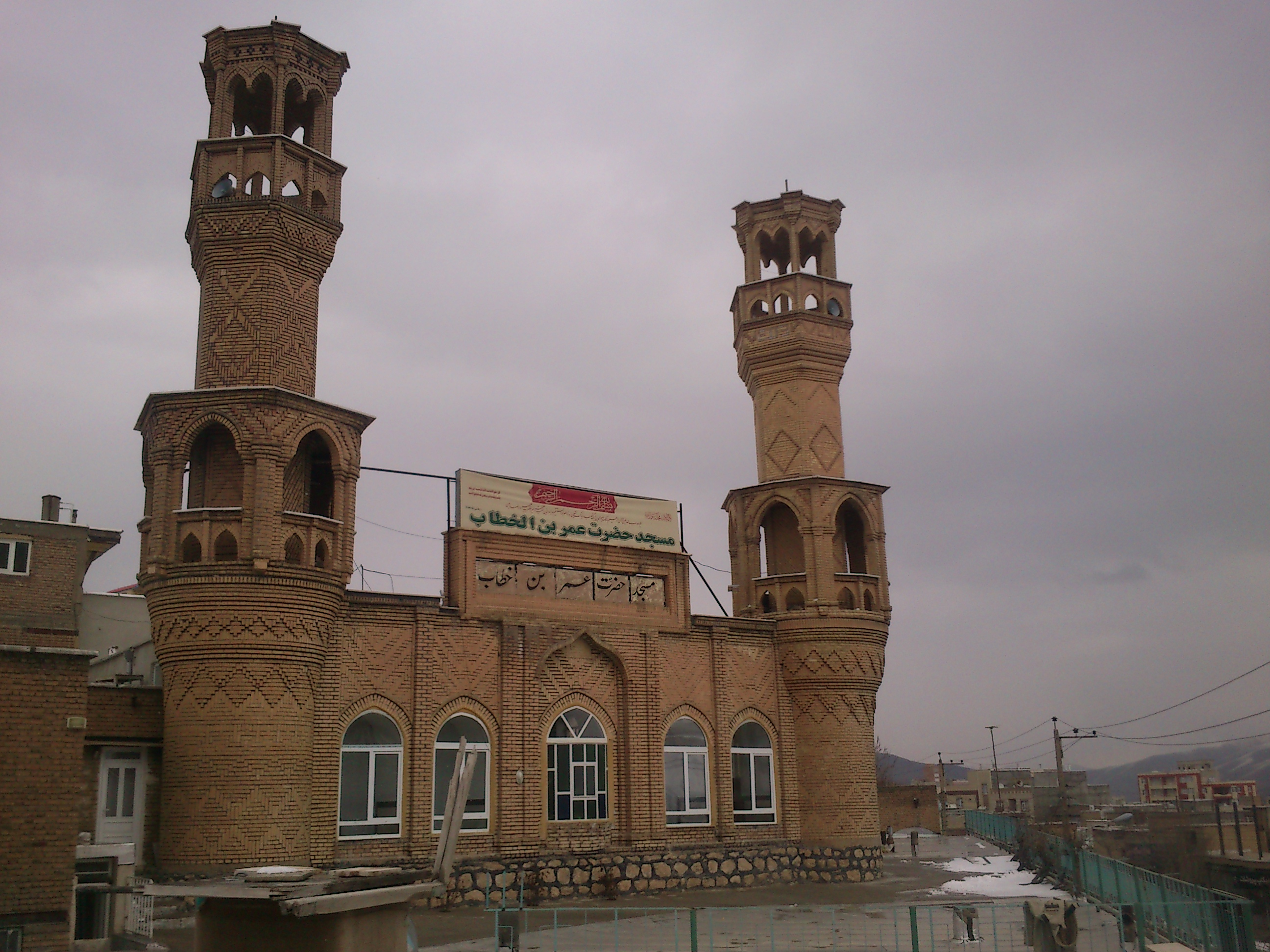
مسجد حضرت عمرابن خطاب (ع)
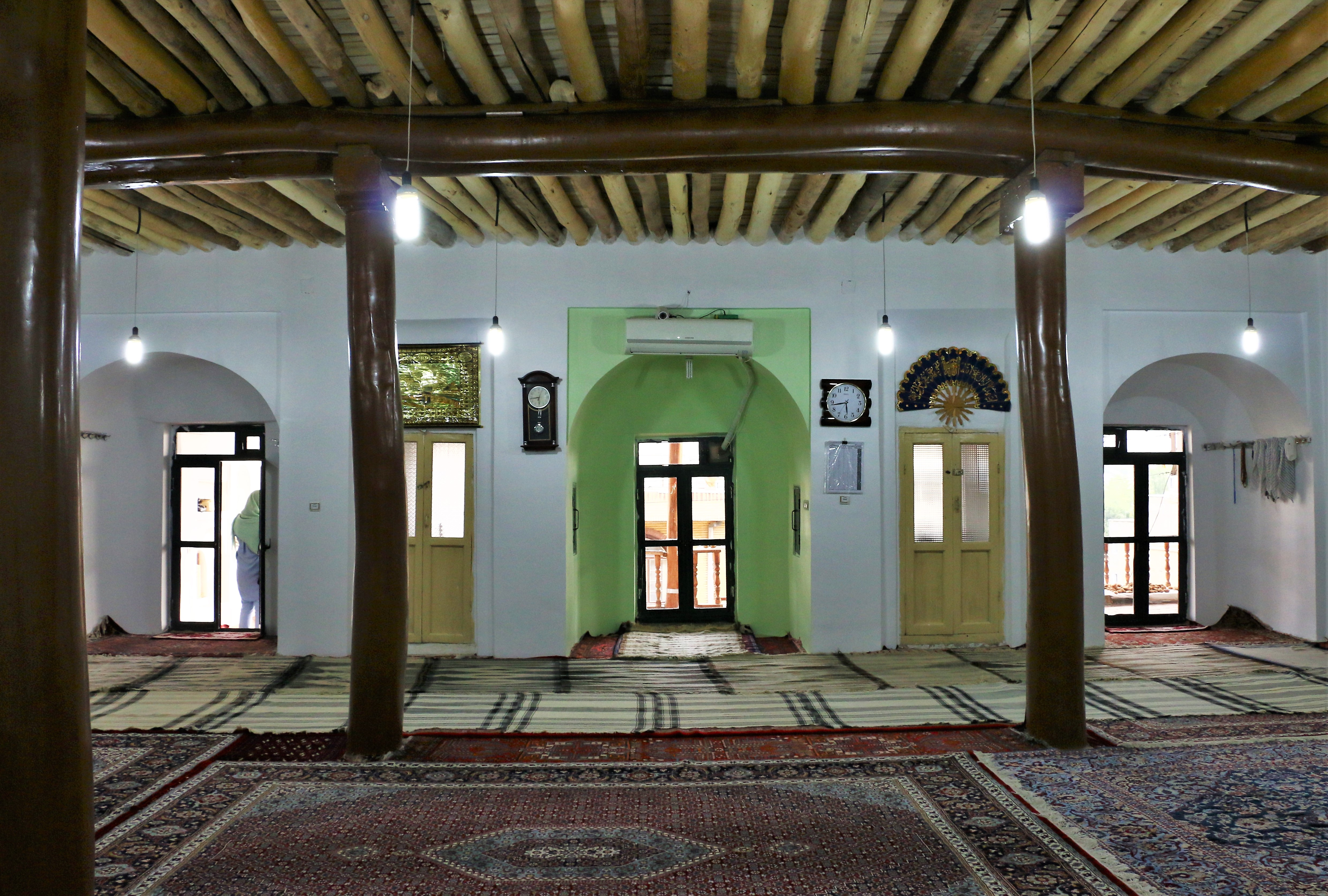
نمای داخل مسجد شیخ مظهر
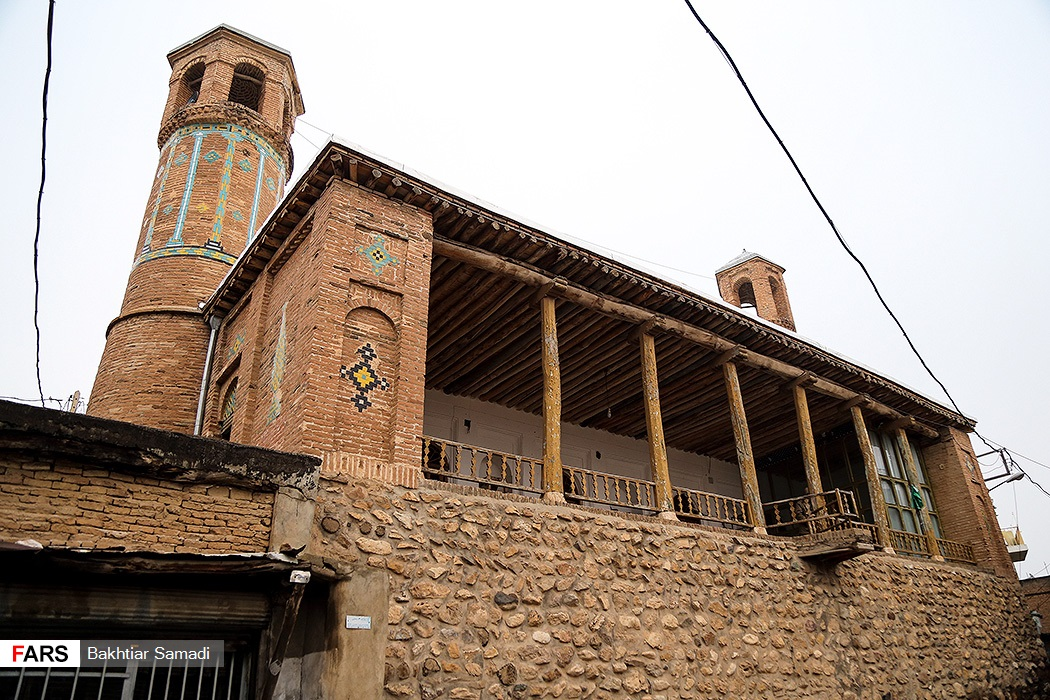
مسجد دو مناره

### بقاع

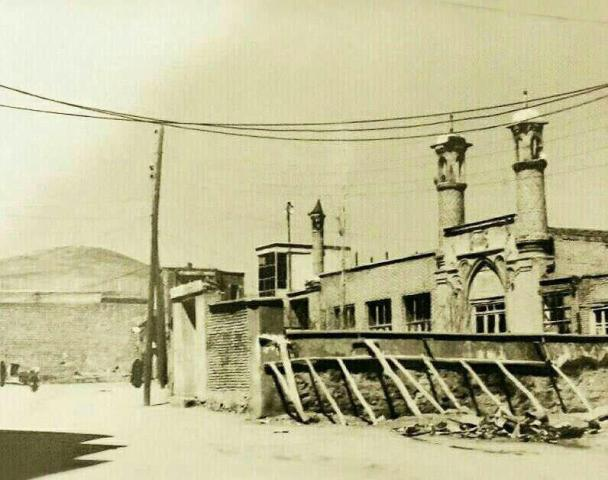
تکیه باباشیخ در دهه پنجاه شمسی

در داخل و حومه شهر سقز چندین زیارتگاه وجود دارند که مردم برای نیایش و دعا و زیارت به آنجا می‌روند. در داخل شهر زیارتگاه‌ها از چندین بقعه قدیمی که طبق روایات به اصحاب پیامبر اسلام و مجاهدین صدراسلام تعلق دارند و در جهاد شهید شده‌اند، تشکیل شده‌است.
این بقاع عبارتند از:
- پیرغزائی
- پیرمیکائیل
- پیرمحمد
- پیر شلالی
- شخص کبودسوار

علاوه بر موارد فوق مقبره مشایخ نقشبندی و قادری مانند مرقد حاج شیخ مصطفی و تکیه بابا شیخ نیز در مرکز شهر واقع شده‌اند.
در حومه شهر نیز آرامگاه پیر یونس یکی از صحابه پیامبر اسلام (درود خدا بر او باد) در روستائی بهمین نام قرار دارد. همچنین آرامگاه امام در کوهی بهمین نام در سنته، آرامگاه سلطان در اطراف آبادی چاغرلو، مرقد شیخ حسن مولان آباد در آبادی مولان آباد، آرامگاه شیخ ابراهیم بستی در روستای بست، آرامگاه شیخ عبدالقادر دوزغدره و آرامگاه بابا سید شکرالله پارسانیان از اماکن متبرکه و زیارتگاه‌های واقع در حومه سقز می‌باشند.

### محله‌ها
در این شهر تعداد ۲۲ محله وجود دارد که قدیمی‌ترین آنها با نام‌های «محله ناوقلا»، «محله یهودی‌ها» و «محله سرپچه» مشهور بوده‌اند.
تعدادی از محلّات امروزی شهر:

## سیاست

### استانداری

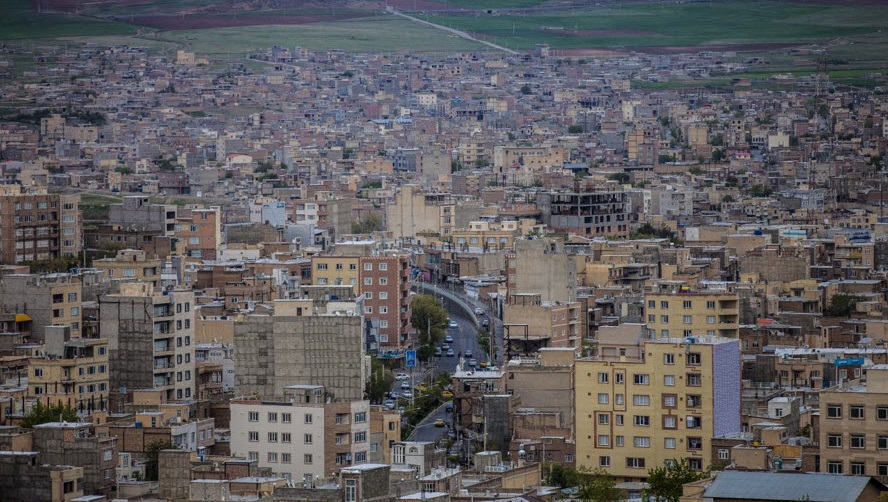
نمایی از مرکز به جنوب شهر

قانون تقسیمات کشوری در سال ۱۲۸۶ هجری شمسی پس از نهضت مشروطه تحت عنوان قانون «تشکیلات ایالات و ولایات» به تصویب رسید و کشور به ۴ ایالت و ۱۲ ولایت تقسیم شد. یکی از این ولایات « «ولایت کردستان» بود که سقز و سنندج زیرمجموعه آن بودند.
در تقسیمات دوم کشوری شهر سقز در استان کردستان قرار گرفت و در نهایت به تاریخ چهاردهم شهریور ۱۳۲۵ شمسی شهرستان سقز با چهار بخش و ۲۷۱ روستا در استان کردستان تشکیل گردید.
این شهرستان در حال حاضر دارای فرمانداری ویژه بوده و سه نقطه شهری سقز، صاحب و سنته و چهار بخش مرکزی، زیویه، امام و سرشیو و یازده دهستان میرده، سرا، تموغه، ترجان، چهل چشمه غربی، ذوالفقار، گل تپه، صاحب، امام، خورخوره و تیلکوه بوده که شهر سقز در بخش مرکزی شهرستان واقع شده‌است. به‌طور کلی این شهر سقز در قسمت شمالی استان وزنه‌ای قابل توجه بوده و معادل ۱۵/۴ درصد از کل جمعیت شهری استان را داراست و از این لحاظ دومین شهر بزرگ استان به‌شمار می‌رود.

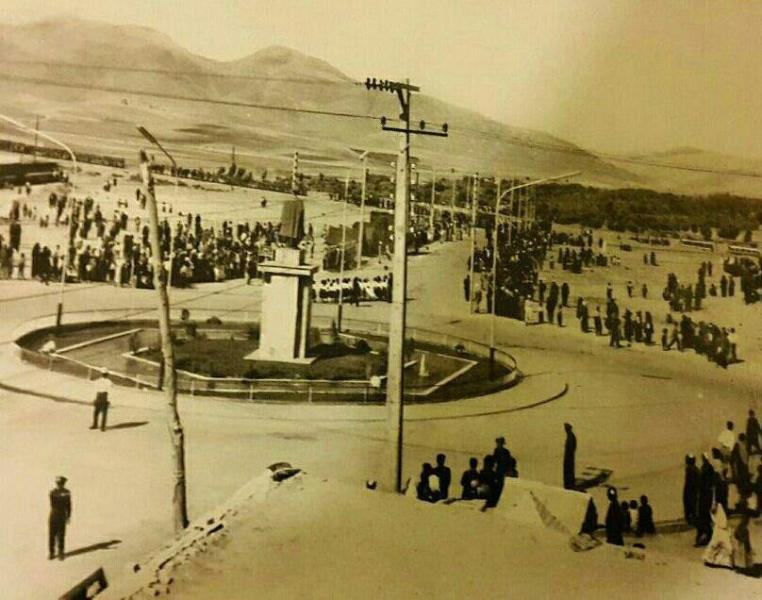
میدان آزادی در دهه ۴۰ شمسی

تشکیل استان جدید بحثی مناقشه برانگیز است به‌طوریکه از طرفی نمایندگان شهرهای مختلف در تلاش برای تأسیس یک استان جدید با مرکزیت شهر خود می‌باشند واز طرفی نمایندگان شهرهای مرکز استان‌ها مخالف تقسیم شدن آنها هستند. آنچه مسلم است شهر سقز با توجه به موقعیت خاص تاریخی، جغرافیایی، اجتماعی و سیاسی متمایز از سایر شهرها بوده و ترکیب و بافت جمعیتی و فرهنگ و زبان مردم آن به گونه ای است که ظرفیت بالقوه مرکزیت استان جدید را دارا می‌باشد.

### شهرداری
شهرداری سقز از سال ۱۳۱۶ شروع به کار کرد و امورات شهری را در حد جزئی به انجام می‌رساند و از سال ۱۳۳۶ به‌طور رسمی تبدیل به سازمانی منسجم گردید. از این زمان تاکنون تعداد ۳۲ شهردار در شهر عهده‌دار مسئولیت شهرداری شده‌اند.
این شهر دارای یک شهرداری مرکزی و سه ناحیهٔ مدیریتی است و شهردار توسط شورای شهر تعیین می‌گردد.

## اماکن تفریحی

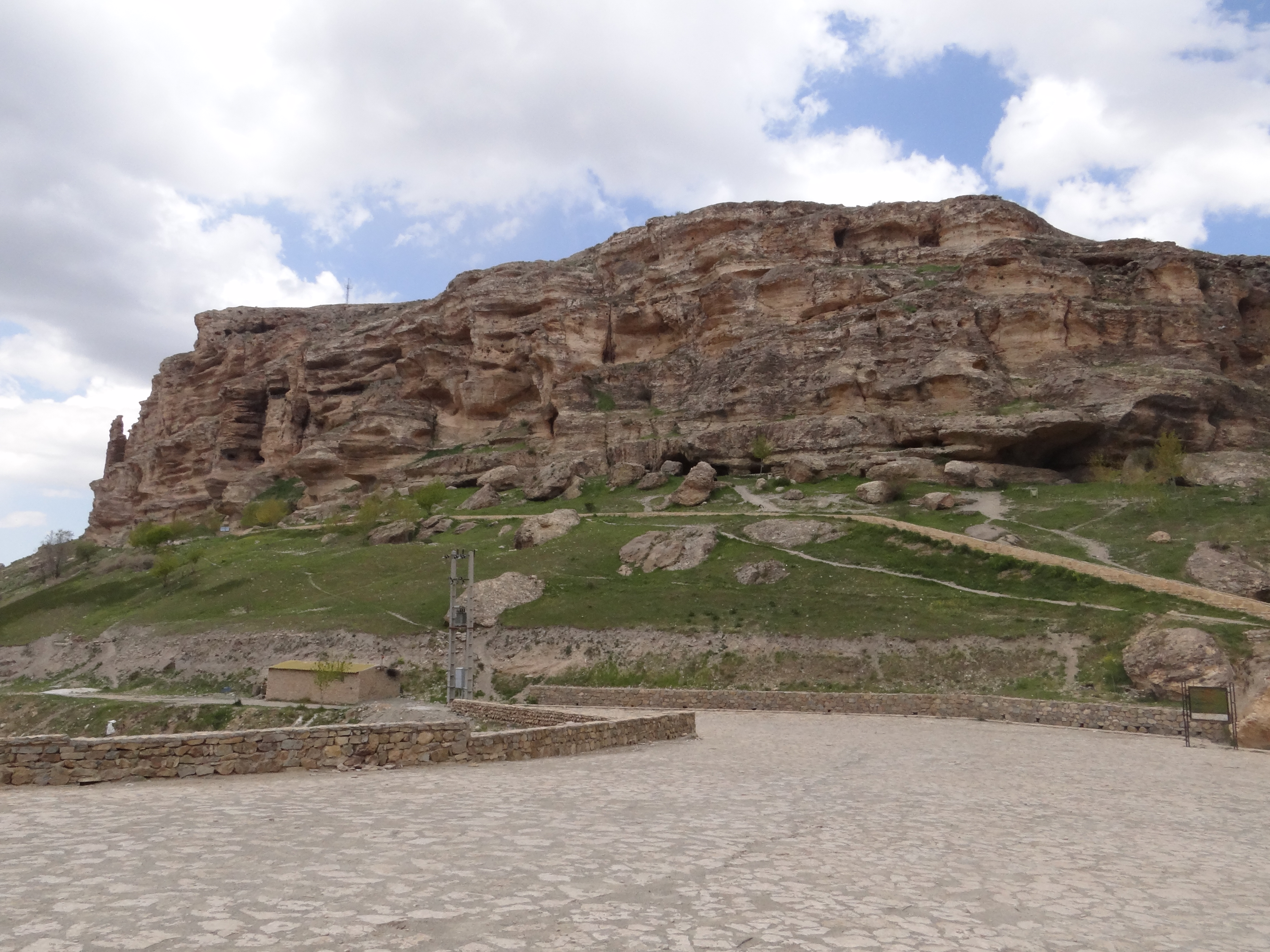
غار کرفتو

قرار گرفتن سقز در منتهی الیه شمالی رشته کوه‌های زاگرس شرایط جغرافیایی ویژه ای را در این منطقه خلق نموده‌است به‌طوریکه کوهستانهای سر به فلک کشیده، رودخانه‌های خروشان و پرآب، چمن زارهای سر سبز و چشم‌اندازهای طبیعی بی همتا با رنگهای متنوع در فصول مختلف امکان تجربه نمودن سفری مفرح و خاطره ساز را برای گردشگران فراهم نموده و برای اهالی بومی منطقه نیز همیشه تازه و دلربا می‌باشد.
از جمله پر آوازه‌ترین اماکن تفریحی شهر می‌توان به موارد زیر اشاره کرد:

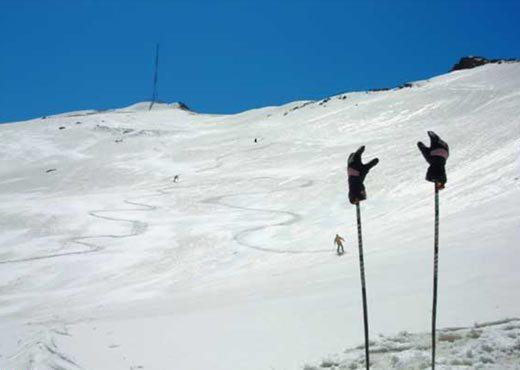
پیست اسکی وزنه

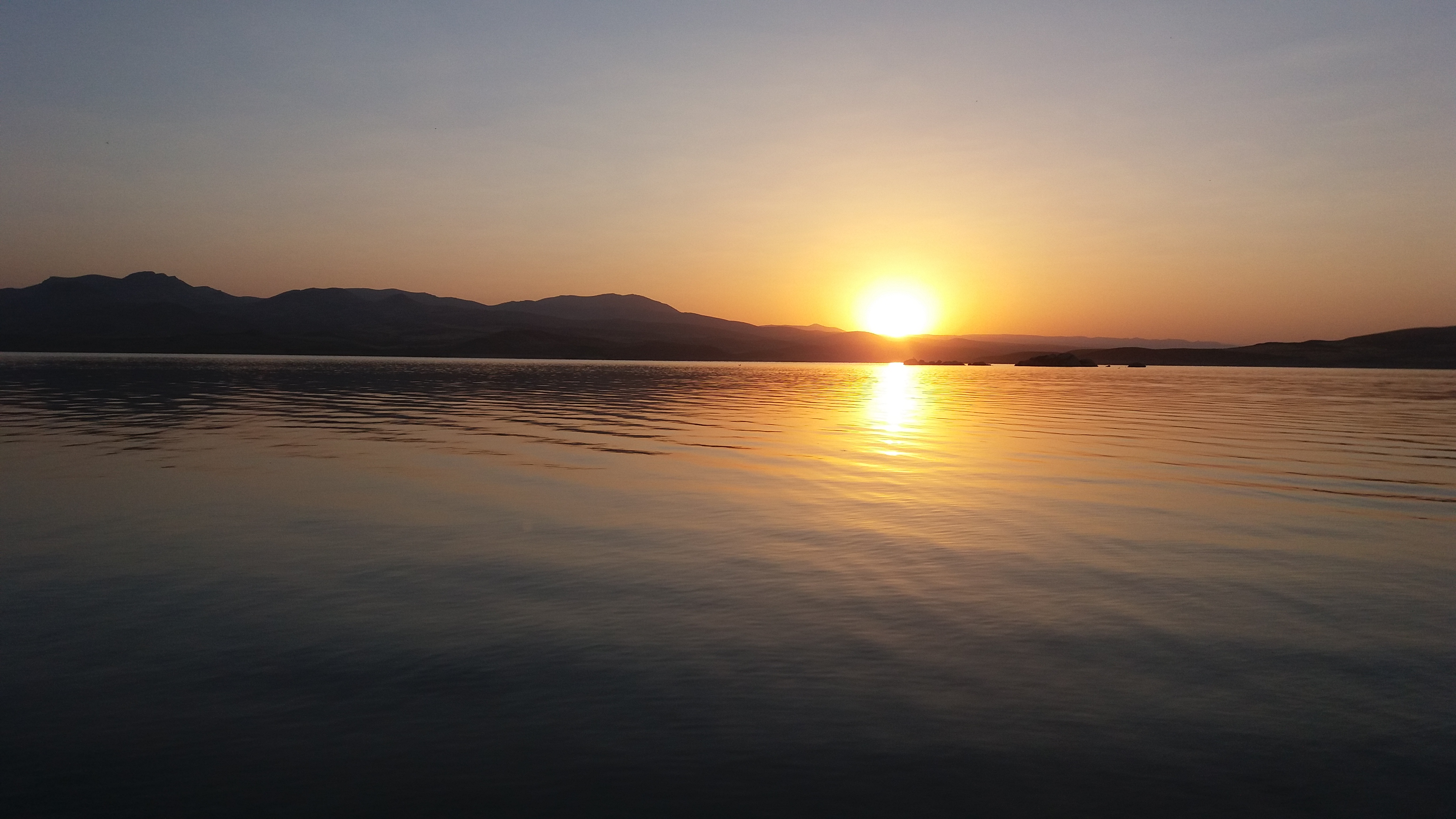
دریاچه لگزی

- دشت و دریاچه لَگزی یا دریاچه سد شهید کاظمی به طول تقریبی ۳۵ کیلومتر بوده که به لحاظ جغرافیایی کاملاً در محدوده شهرستان سقز قرار گرفته و به راحتی از روی نقشه‌های ماهواره ای قابل مشاهده است.[۱۵۷][۱۵۸]
- دریاچه سد چراغ ویس[۱۵۹][۱۶۰]
- پیست اسکی سقز یا وزنه واقع در محور سقز به بانه نزدیک گردنه خان؛ این پیست در ضلع شمالی کوه وزنه واقع است که از لحاظ برفگیر بودن بیش از ۶ ماه از سال قابلیت اسکی دارد. ارتفاع قلهٔ آن ۲٬۷۰۰ متر از سطح دریاست و طول پیست ۱٬۲۰۰ متر می‌باشد[۱۶۱][۱۶۲]
- پیست اتومبیل‌رانی و موتورسواری در حومه جنوبی شهر[۱۶۳]
- پیست تریال مجموعهٔ کاوه، سه استخر و مجموعهٔ تفریحی تجاری که در شهریور ماه ۱۳۹۴ در مجتمع زوزان توسط بخش خصوصی تأسیس شد و دارای بازی‌های متنوع و جذابی برای تمامی رده‌های سِنی است
- استخر سرپوشیدهٔ کاو و یک استخر روباز شایلو که در سال‌های اخیر استخر شایلو به مجموعهٔ پرورش ماهی تغییر کاربری داده‌است
- پیست اسب سواری و اصطبل جنب استخر شایلو
- غار کرفتو که نزدیک منطقه زیویه و قلعه زیویه بوده و در گذشته جزو حوزه شهرستان سقز بود اما در حال حاضر از نظر تقسیمات شهری پس از تبدیل وضعیت دیواندره از بخش به شهرستان در حوزه این شهرستان قرار گرفت.
- مجتمع تجاری توریستی کورد مال بر روی رودخانه سقز
- مجتمع تجاری زیرگذر آزادی واقع در میدان آزادی و مجتمع تجاری توریستی زوزان واقع در بلوار ارتش به سمت جاده بانه

### پارک‌ها

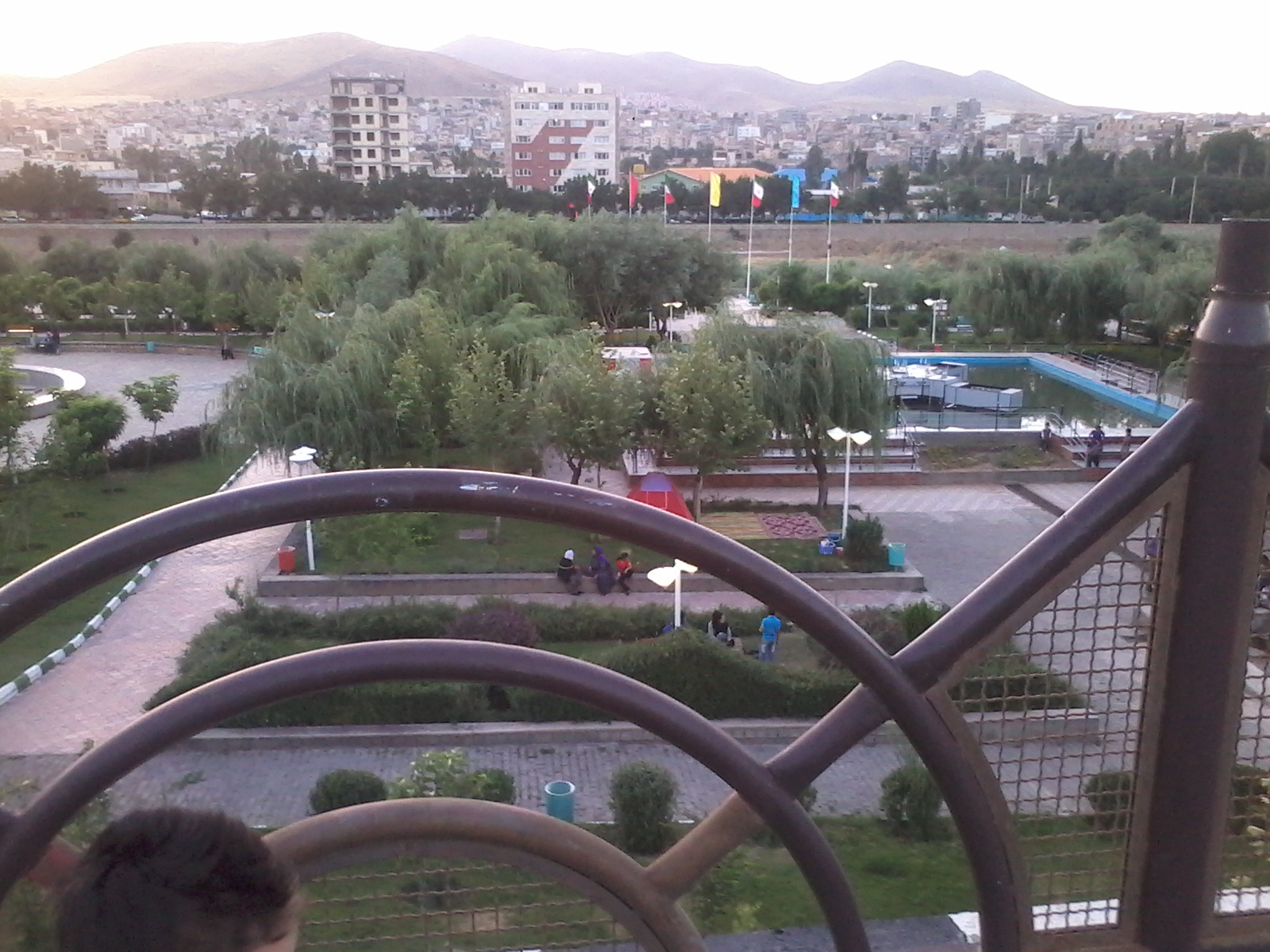
نمایی از پارک ساحلی کوثر سقز در سال ۱۳۹۲

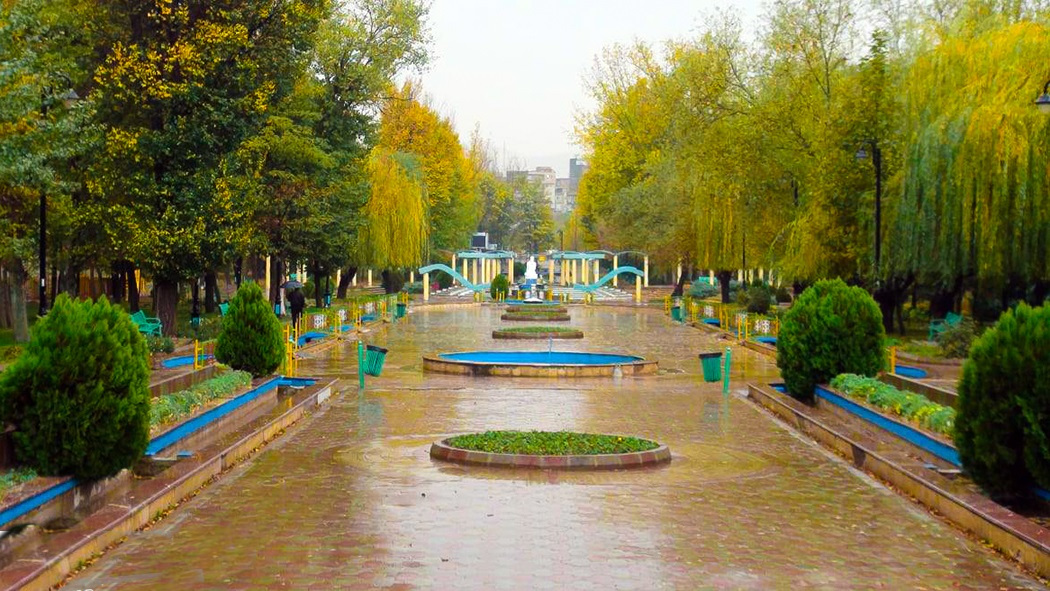
نمایی از پارک مولوی کرد

ازجمله پارک‌های این شهر می‌توان به موارد زیر اشاره کرد:
- مجموعه تفریحی توریستی ساحل رودخانه سقز[۱۶۴]
- پارک مولوی کرد یا پارک شهر
- پارک رضوان
- پارک لاله
- پارک کودک
- پارک کچه شوان (دخترِ چوپان)
- پارک ساحلی
- پارک حضرت عمربن خطاب
- پارک کوثر
- پارک ۲۹ گولان

### هتل‌ها
چندین هتل در شهر وجود دارند که پذیرای مسافران از شهرهای دیگر می‌باشند. مشهورترین این هتل‌ها هتل ماد واقع در روبروی ترمینال مسافربری مرکزی ، هتل فردین واقع در ورودی شهر از طرف سنندج و روبه‌روی باغ تالار کویستان و هتل کورد واقع در میدان مادر می‌باشند. هتل کورد دارای مجموعه آبی (سرسره آبی)، رستوران ایرانی و ایتالیایی، دو کافی شاپ، فروشگاه و پارکینگ سرپوشیده است که شرایط مساعدی را برای گردشگران فراهم نموده‌است.

### سینماها
در این شهر دو مجموعه سینما در سال‌های اخیر فعال بوده‌اند. مجموعه اول سالن نمایش ارشاد است که در محل مجتمع فرهنگی هنری واقع در پارک مولوی کرد قرار دارد. مجموعه دوم جدیدترین پردیس سینمای سقز است که در سال ۱۴۰۰ افتتاح شد و شامل سه سالن با ظرفیت ۴۶۹ صندلی بوده و در همان محل مجتمع فرهنگی هنری بنا شده‌است.

### مراکز خرید
از جمله مراکز خرید شهر می‌توان به بازار قدیمی «گذر اردلان»، بازار روز «قزاق خانه»، بازار نکروز، گذر خیابان امام، گذر خیابان جمهوری، بازار یهودی‌ها، مجتمع تجاری کوثر، مجتمع تجاری الماس غرب، مجتمع تجاری آدمی، مجتمع تجاری آلان و دیلان، مجتمع تجاری صابریان، مجتمع تجاری محمودی، مجتمع تجاری نگین، مجتمع تجاری زیتون، مجتمع تجاری ماد، مجمتع تجاری مرادویسی، مجمتع تجاری زیر گذر آزادی و مجتمع تجاری عرفانی اشاره نمود. البته اخیرا مجتمع تجاری کورد مال با دو طبقه و بر روی رودخانه سقز احداث شده است که با کاربری تجاری توریستی شروع به فعالیت نموده است.

## آموزش

### عمومی
در روزگاران قدیم و در دوران صفوی، زندیه و قاجار اساس آموزش بر حضور کودکان در مکتب خانه‌های سنتی بود که از صدها سال قبل با آموزش علوم اسلامی و ادبیات آنها را آموزش و پرورش می‌دادند. تحصیلات ابتدایی به شکل مدرن در ایران از اواخر سدهٔ ۱۹ میلادی به وجود آمد و در دوران پهلوی اول و دوم توسعه و گسترش پیدا نمود. مدارس متعددی در شهر وجود دارند که قدمت بعضی از آنها مانند مدارس وحدت و اقبال لاهوری، نزدیک به صد سال است.

### عالی

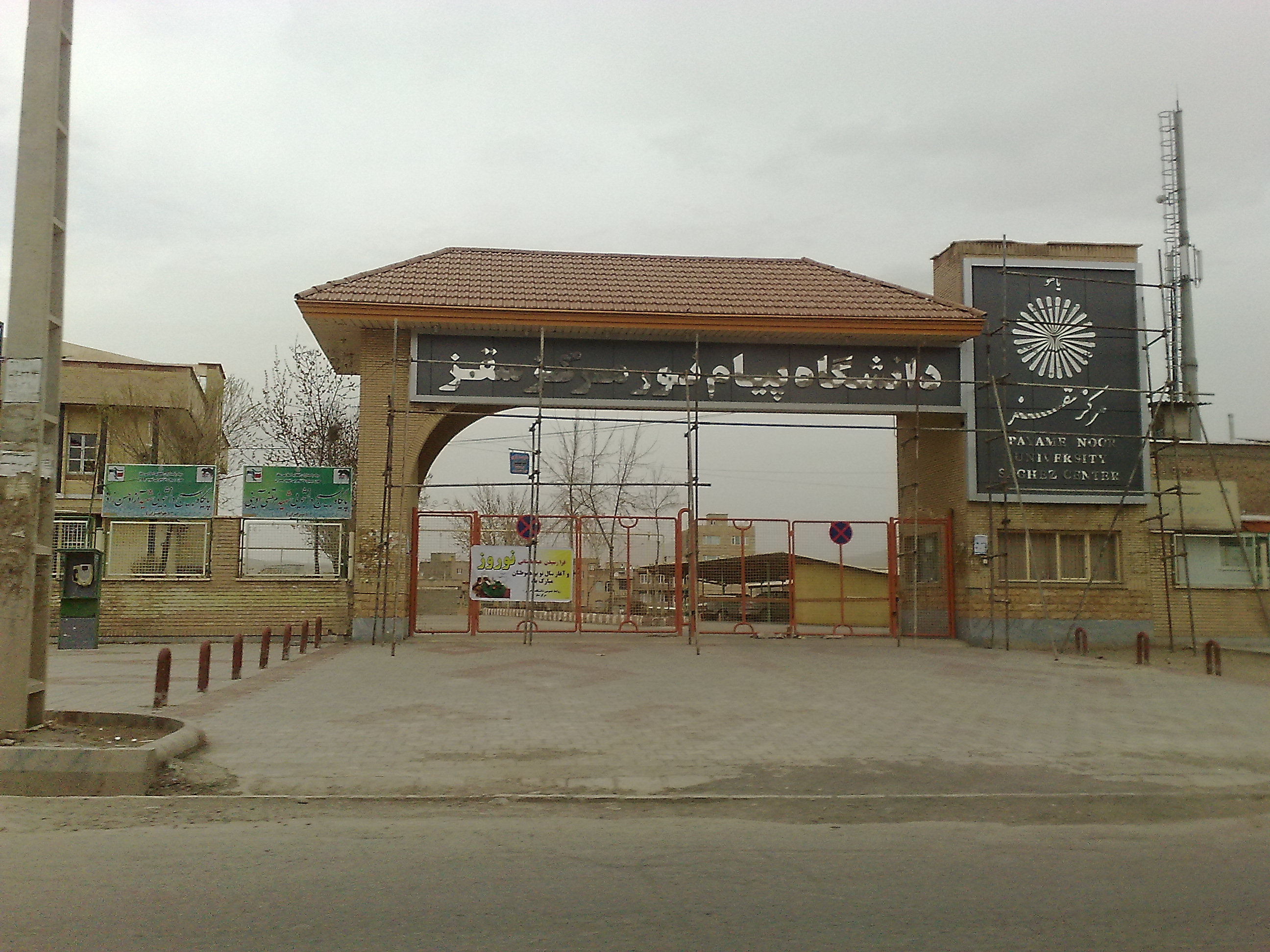
دانشگاه پیام نور سقز

با توجه به پیشینه فرهنگی شهر، دانشگاه‌ها جایگاه ویژه ای دارند که تا به حال آنگونه که شایسته باشد توسعه نیافته‌است. به‌طور مثال دانشکده فنی مهندسی سالهاست نیمه کاره رها شده‌است. در حال حاضر واحدهای زیر در شهر فعال هستند:
- دانشکده پرستاری با پذیرش دانشجو در سه رشته پرستاری ، اتاق عمل و مامایی (با تصمیم اخیر دانشگاه علوم پزشکی بودجه تبدیل دانشکده پرستاری به دانشگاه علوم پزشکی در حال تخصیص است و نیازمند تکمیل اعتبار است)
- دانشگاه پیام نور در سال ۱۳۶۹ با سه رشتهٔ علوم تربیتی، زبان و ادبیات فارسی و حسابداری فعالیت خود را آغاز کرد
- دانشگاه آزاد اسلامی در مهرماه سال ۱۳۷۸ با سه رشتهٔ «کارهای عمومی ساختمان»، حسابداری و آموزش ابتدایی در مقطع کاردانی با پذیرش ۱۳۲ دانشجو پی‌ریزی شد
- دانشکدهٔ فنی و حرفه‌ای پسرانه
- مرکز آموزش علمی-کاربردی در نیمسال اول سال ۱۳۸۷ فعالیت آموزشی خود را در رشتهٔ فناوری اطلاعات و ارتباطات آغاز کرد. تعداد کل دانشجویان مرکز بالغ بر ۵۰۰ تن در شهریور ۱۳۸۹ بود. مدیریت این دانشگاه به‌صورت خصوصی است

## اقتصاد
براساس برخی منابع، سقز در دورهٔ صفویه مرکز تجاری و داد و ستد در منطقهٔ شمال غرب ایران بوده‌است. این شهر دارای یکی از بازارهای تاریخی و قدیمی در منطقه بوده و ظرفیت‌های عظیم تجاری و فرهنگی برای تبدیل شدن به بازار اصلی و مرکز تجاری در شمال غرب کشور را داراست.

### شهرکهای صنعتی
در فاصله ۵ کیلومتری شمال شهر، شهرک صنعتی قهرآباد قرار گرفته‌است که بیش از ۹۰ واحد فعال همانند کارخانهٔ قند محمدی، کارخانهٔ کیک آسو، کارخانهٔ آب معدنی کیمیا، کارخانهٔ لبنیات پرشنگ، کارخانهٔ روغن موتور شیما نول، کارخانهٔ فیلتر خودرو ایزیرتا، و کارخانهٔ لامپ کم‌مصرف در آن به کار تولید مشغول می‌باشند و نزدیک به ۵۰ واحد نیمه فعال یا غیرفعال نیز در آن مستقر هستند.
در سال‌های اخیر با توجه به استقبال سرمایه گذاران جهت راه اندازی واحدهای تولیدی جدید نیاز برای احداث شهرک‌های صنعتی جدید در این شهر افزایش پیدا کرده‌است و مسئولان مربوط در حال بررسی این موضوع می‌باشند.

### بازار بزرگ

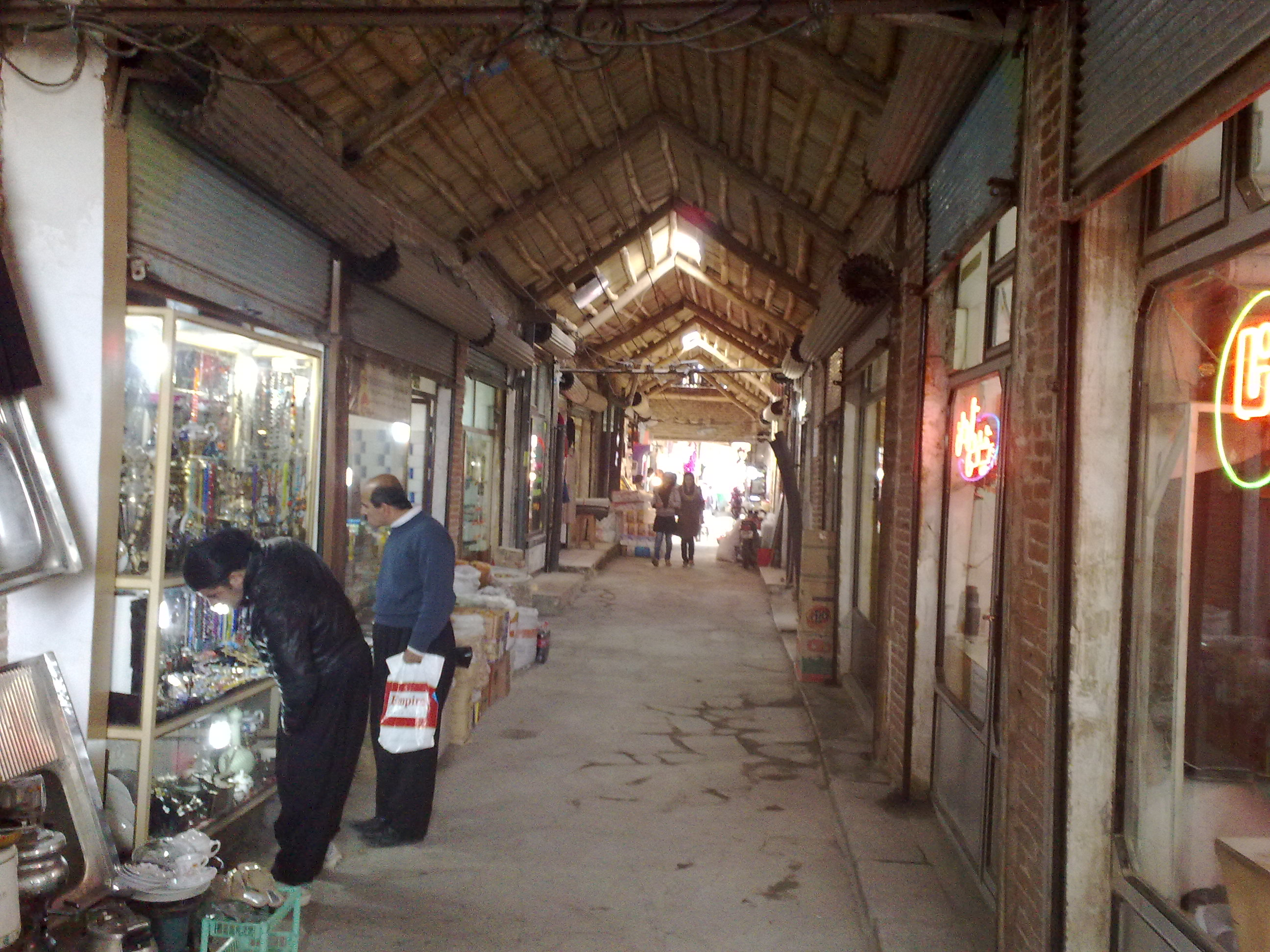
بازار مشهور به یهودی‌های سقز در سال ۱۳۹۲

بازار در این شهر نقش محوری دارد و یکی از ارکان اصلی این شهر در محل کنونی است. بازار سقز از چند بخش و راسته تشکیل شده که براساس کالاهای عرضه‌شده و فروشندگان تقسیم‌بندی شده‌اند.
از میان این بازارها می‌توان به «بازار بالا» که محل عرضهٔ کالاهای لوکس است، همچنین «بازار پایین» که محل عرضهٔ کالاهای سنتی مانند پارچه، لوازم عروسی و اقلام کشاورزی است اشاره کرد. در کنار این دو بخش بزرگ، چند بخش دیگر هم وجود دارد، مانند بازار یهودی‌ها (که هم‌اکنون محل کار خیاطان مسلمان است) و قازاخانه که امروزه به‌طور گسترده‌ای مورد بازدید مسافران قرار می‌گیرد.
مجموعه این بازار قدیمی در مرکز اصلی شهر قرار گرفته و با توجه به احداث مراکز تجاری در مجاورت آن به یکی از مراکز تجاری اصلی شهر تبدیل شده‌است.

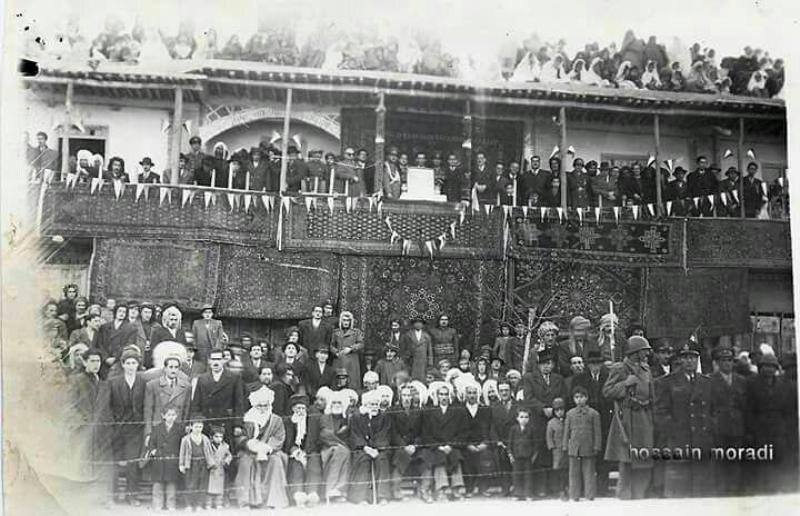
کاروانسرای تاجوانچی حوالی دهه بیست شمسی

سالانه هزاران گردشگر برای خرید و بازدید از بازار بزرگ سقز بار سفر می‌بندند و به این شهر می‌آیند. هرچند امروزه کمتر می‌توان اثری از بازار اصلی و کهن شهر یافت ولی با توجه به آثار باقیمانده از کاروانسرای تاجوانشیر، می‌توان به ارزش و اهمیت این بازار در دوران پیشین، پی برد. راسته‌های بازار، تنها میراث برجای‌مانده از این مجموعهٔ تجاری است که در ده سال اخیر، از لحاظ معماری تغییرات کلی را در خود دیده‌است.
در حال حاضر بازار سقز به عنوان قطب پارچه ایران شناخته شده‌است و این بازار به عنوان یکی از قطب‌های اصلی توزیع پارچه، پوشاک و روسری در منطقه و ایران مطرح است و هم‌اکنون بیش از ۵۰۰ مغازه و پاساژ پارچه و پوشاک فروشی به‌ویژه پارچه لباس کردی زنانه در مجموعه مغازه‌ها و پاساژهای گذر ابریشم، پشت بازار روز (قزاق خانه)، راسته اردلان، بازار بالا و زیرگذر آزادی مشغول فعالیتند.

### بازارچه مرزی
بازارچه مرزی سیف بر اساس مصوبه هیئت وزیران و به استناد ماده ۲۳ قانون مقررات صادرات و واردات در فروردین سال ۱۳۷۳ ایجاد شد و در سال ۱۳۷۵ کارهای عمرانی آن از جمله زیرساخت‌ها و محوطه سازی انجام و سال ۷۷ با موافقت شورای عالی امنیت ملی فعالیت خود را آغاز کرد.

## بخش‌ها

### گسترش
مساحت شهر سقز از ۳۳٫۷ هکتار در سال ۱۳۳۵ به بیش از ۱۶۴۲٫۴۳۲ هکتار (۲۲ محله) در سال ۱۳۹۱ رسیده‌است.

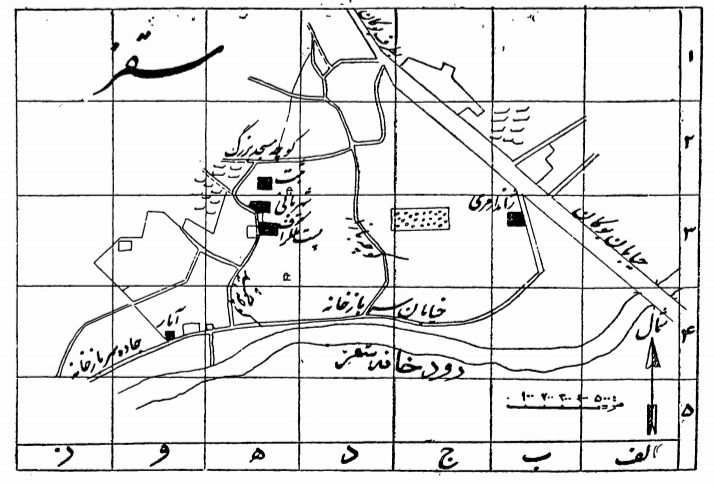
نقشه شهر سقز در دهه ۳۰ در کتاب فرهنگ جغرافیایی ایران

هسته اولیه شهر در زمان‌های باستان در قسمت شرقی موقعیت کنونی آن قرار داشت که محدوده‌های تاریخی نزدیک میدان مکریان و معروف به کوشکله را در برمی‌گرفت. هنوز تپه کوچکی از شهر قدیمی در جوار آسیاب پنج طبقه جاده سنندج باقی مانده‌است. این شهر در زمان زندیه و قاجار در دشتی در جنوب غربی شهر فعلی قرار داشته که اکنون به «کهنه سقز» یا «سقز قدیم» معروف است. شهر فعلی نخست در اطراف بازار به‌وجود آمد و قدیمی‌ترین محله، همان محلهٔ «بازار شهر» است. در دهه‌های اخیر مناطق مختلف شهر، بسیار گسترش پیدا کرد. امروزه موقعیت طبیعی و نحوهٔ استقرار شهر در دشتها و دامنهٔ ارتفاعات و رودخانه‌ای که از کنار آن جاری است، این شهر را از شهرهای دیگر کردستان متمایز کرده‌است.

### مناطق
این شهر دارای یک منطقهٔ شهرداری و سه ناحیه بوده که دارای معاونت‌های حمل و نقل، شهرسازی و عمران و غیره می‌باشد.

### خیابان‌ها

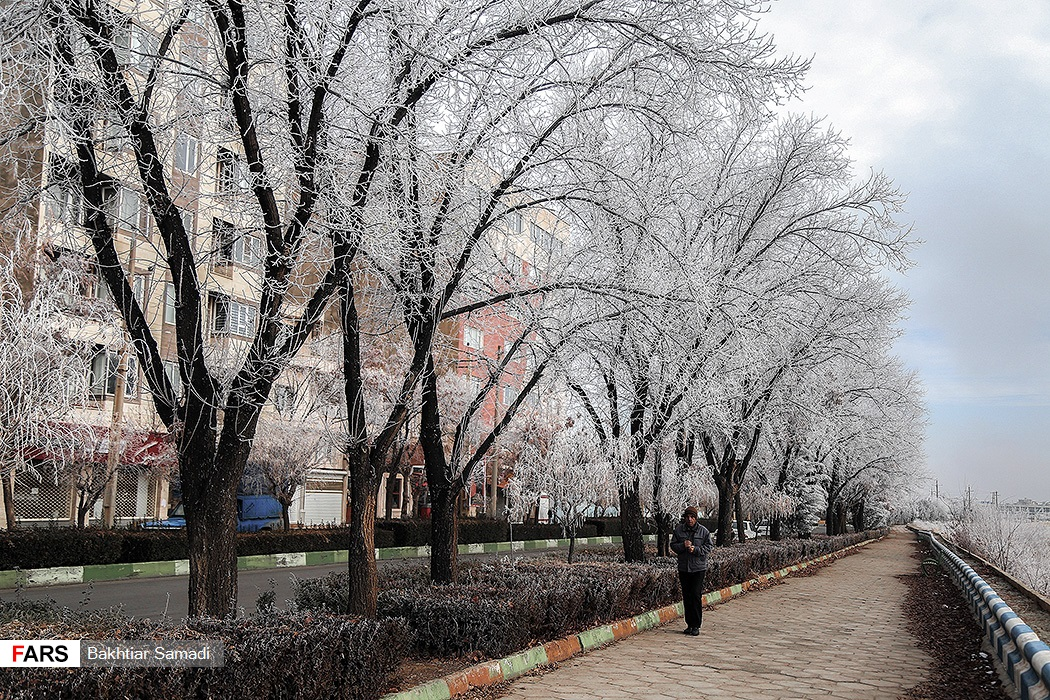
نمایی از بلوار ساحلی در فصل زمستان

سقز شهر پرترددی است به‌طوریکه ازدحام جمعیت شهری و روستایی در طول روز از طرفی و قرار گرفتن در مسیر اصلی تردد مسافران از جنوب غرب به شمال غرب ایران و نیز ورود مسافران از نقاط مختلف کشور به بازارهای مرزی و همین‌طور بافت شهری متراکم با خیابانهای کم عرض در مرکز شهر باعث ترافیک سنگینی در طول روز به‌خصوص ساعات پایانی روز می‌شود.
بلوار کردستان، بلوار شهید بهشتی، بلوار وحدت، بلوار هفت تیر، بلوار حافظ، بلوار ارتش، بلوار جمهوری، خیابان امام، خیابان معلم، پل هوایی از پر ترافیکترین معابر سقز است.
فرمانداری و شهرداری سقز در جلسات مشترک شورای ترافیک، همواره تلاش کرده‌اند با پیش‌بینی نصب دوربین‌های مدار بسته و رصد مشکلات مسیرهای بین شهری و انعکاس آن به ادارات مربوط استان در جهت اصلاح هندسی تقاطع‌های سطح شهر و بررسی و پیش‌بینی احداث زیر گذر و روگذر و نیز اعمال محدودیت‌های ترافیکی به منظور تسهیل دررفت‌وآمد مردم به ویژه در محلات مرکزی و تجاری شهر، اقدامات ضروری به انجام رسانند.
با این اقدامات و با توجه به نیازهای ترافیکی شهر، شهرداری و شورای ترافیک اقدام به احداث تقاطع غیر همسطح در بلوار کردستان کرده‌اند. تقاطع غیر همسطح بلوار کردستان با طول ۴۵۰ متر عرض ۱۶/۲۰ متر ارتفاع ۸/۵۰ وبا اعتبار اولیه ۶۵ میلیارد ریال از منابع داخلی شهرداری سقز احداث شد.

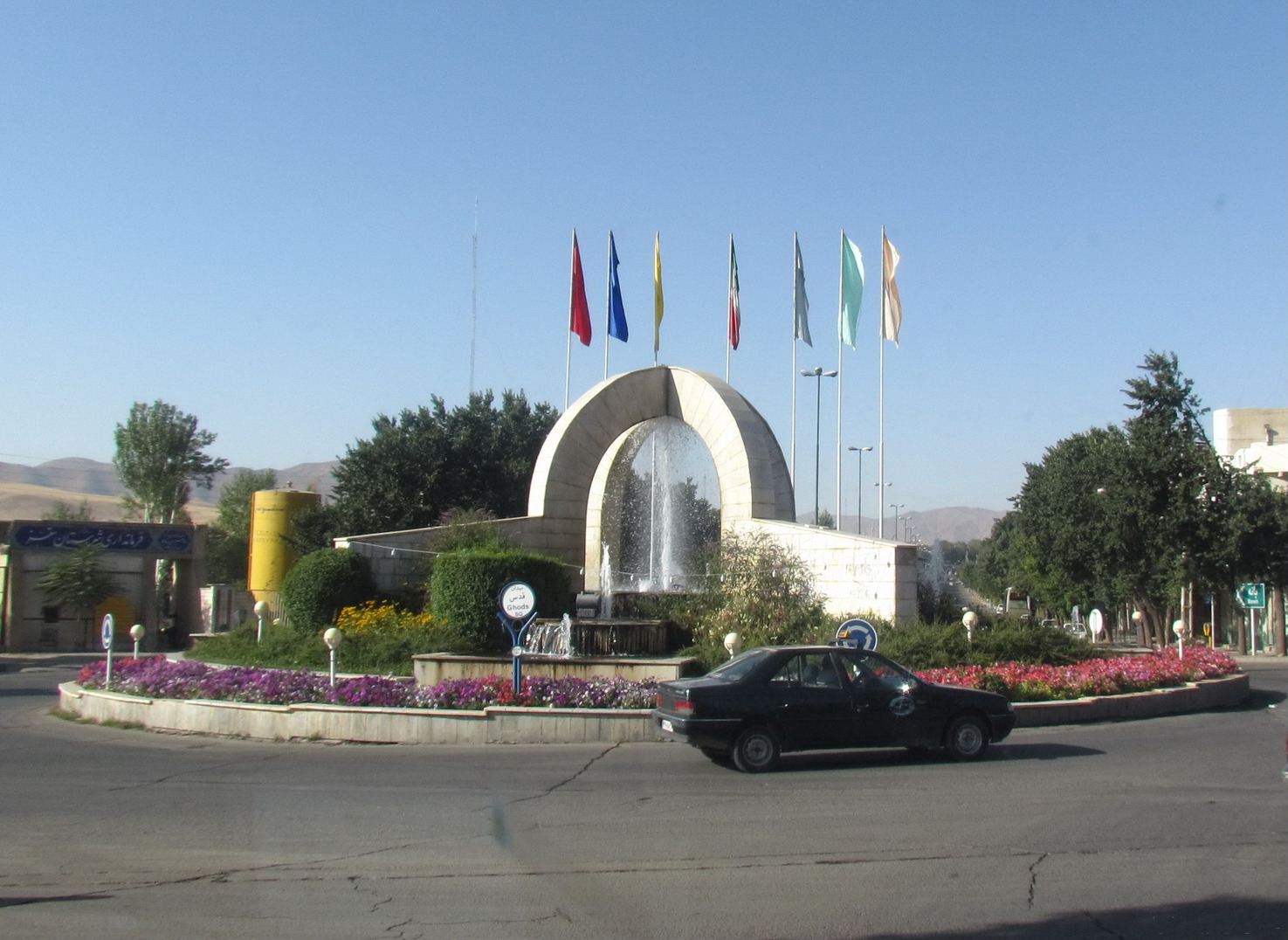
میدان قدس
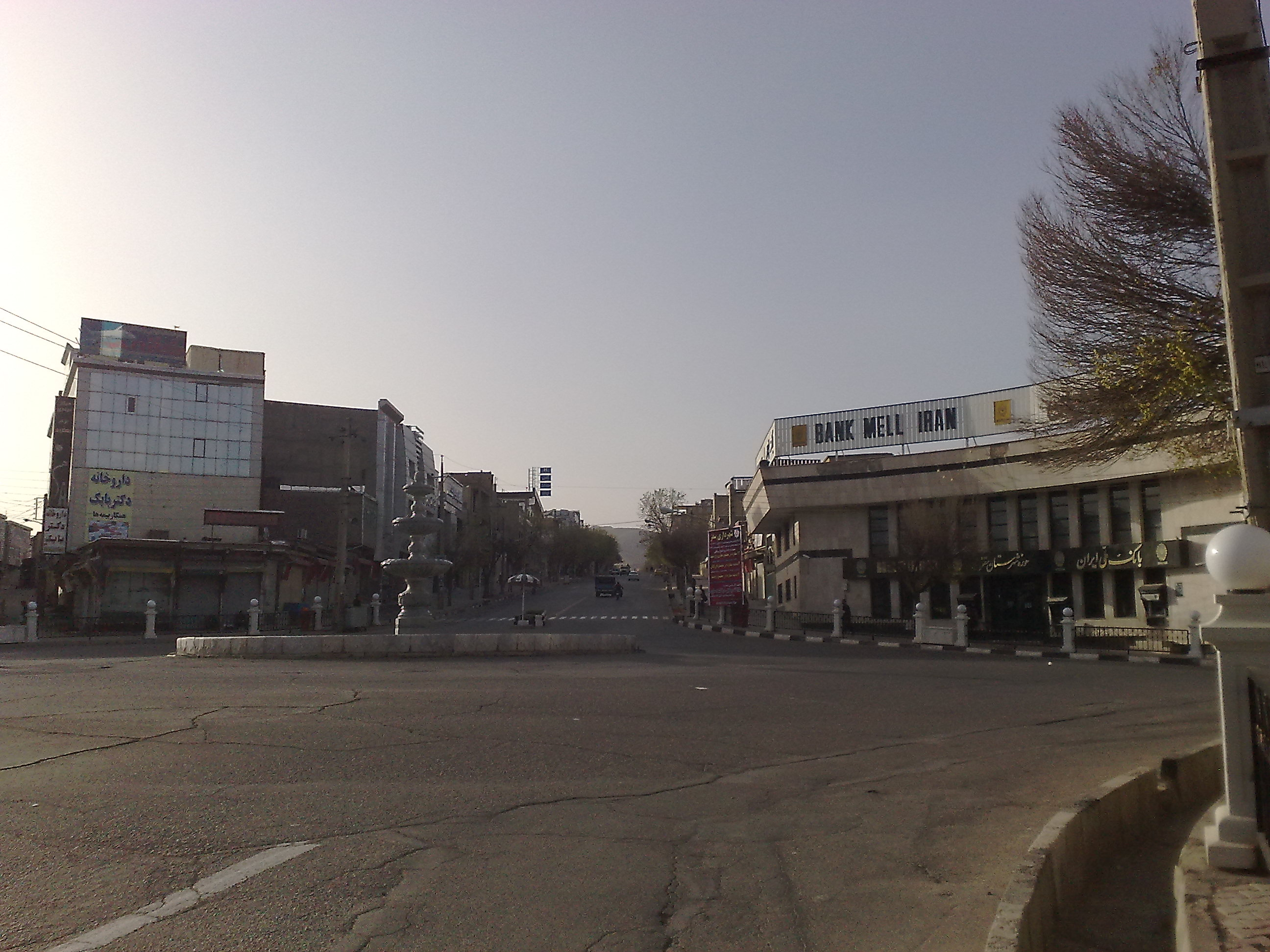
میدان آزادی
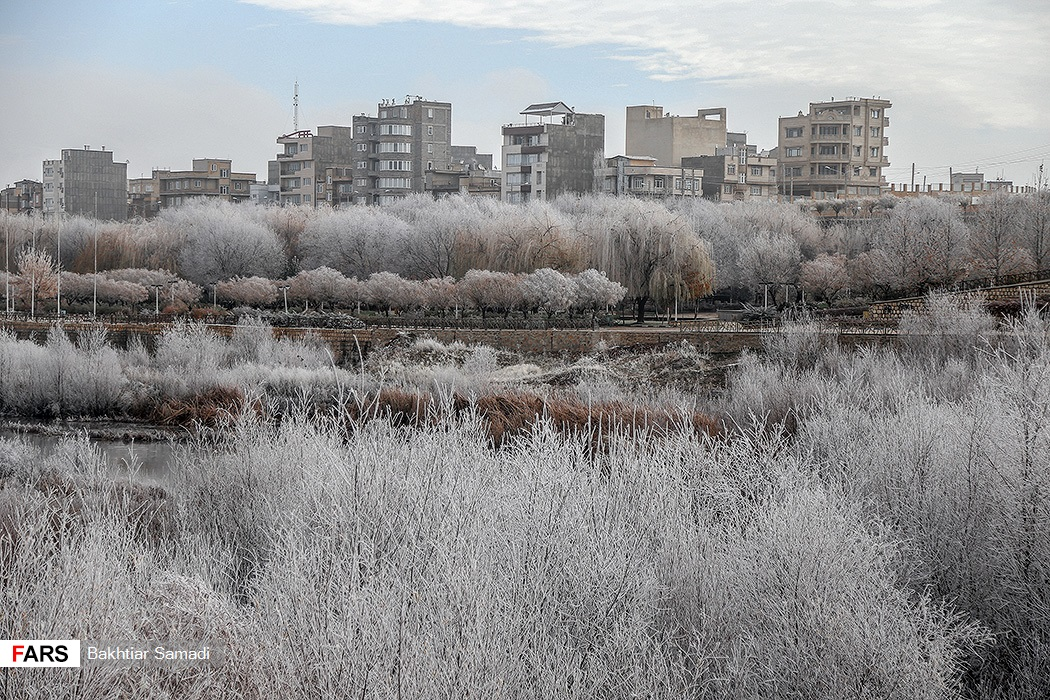
خیابن ساحلی
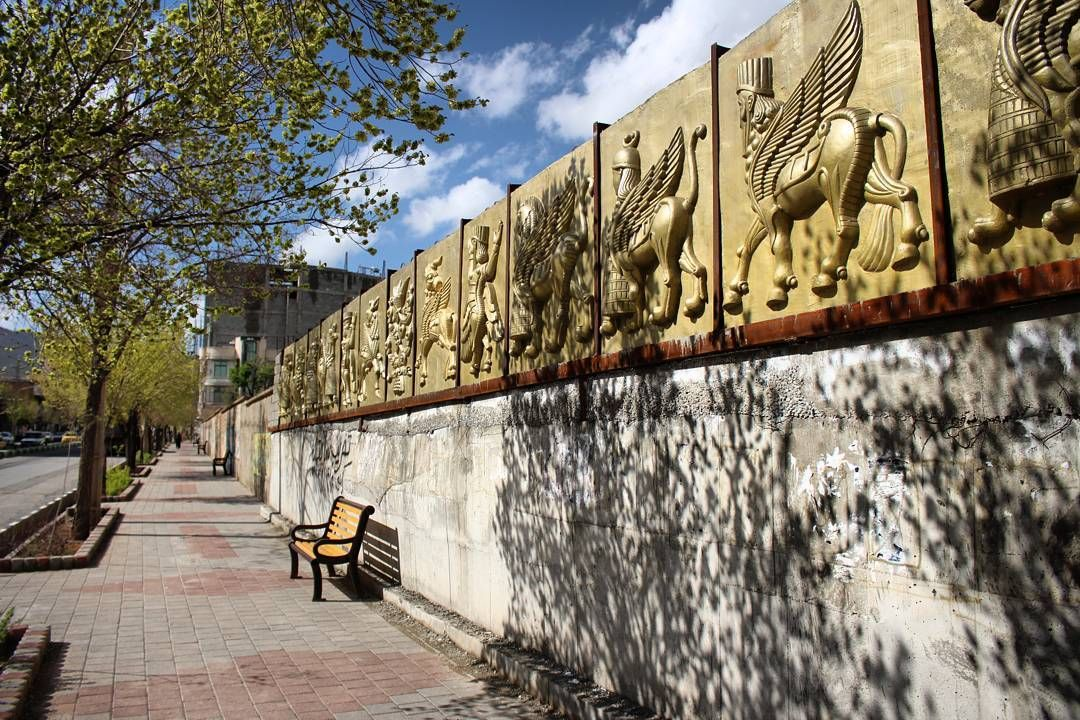
خیابان شهدا

### فرودگاه

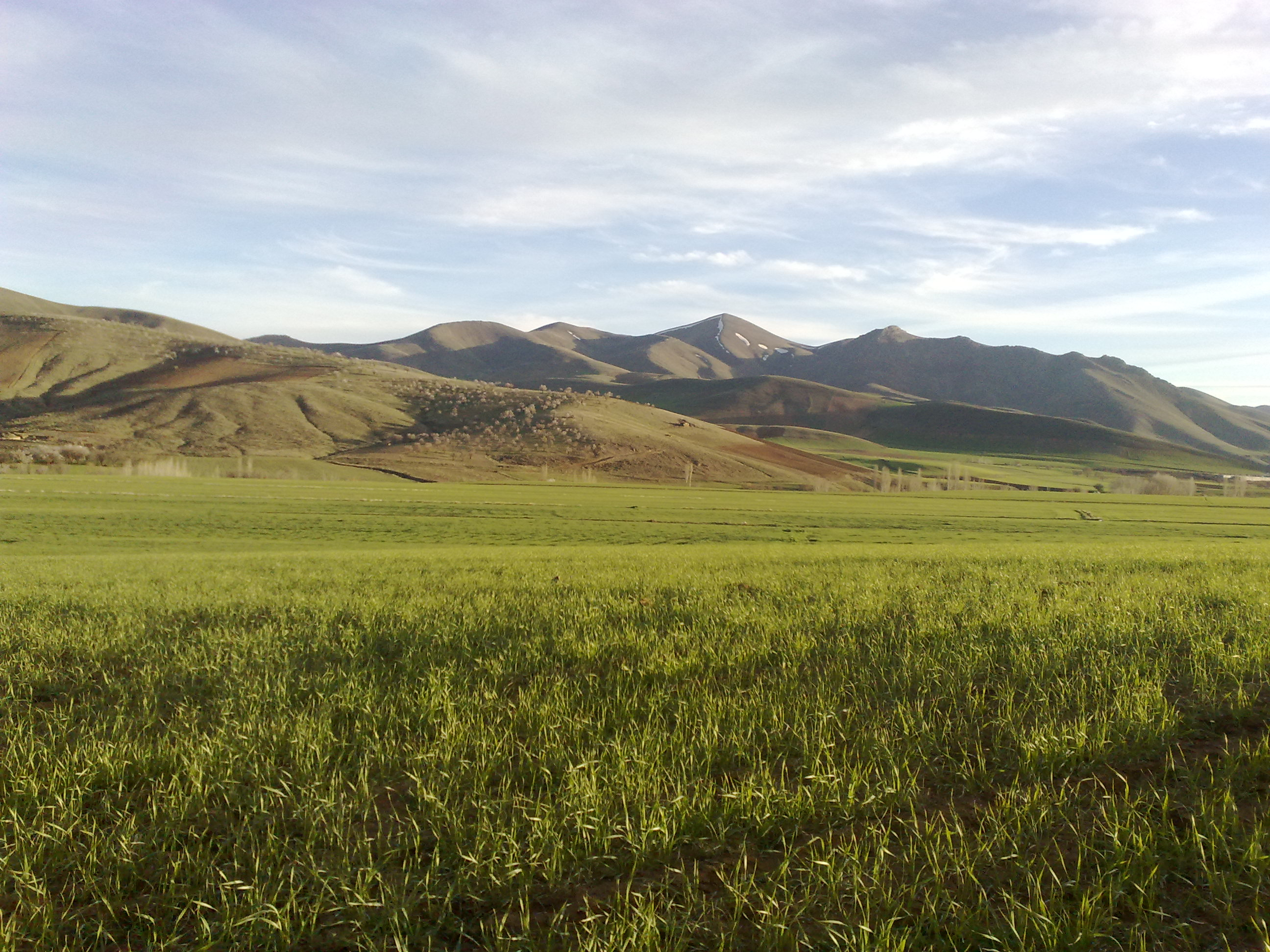
دشت کمنتو

پروژهٔ فرودگاه سقز در سال ۱۳۸۵ شروع شد و به‌علل مختلف مانند کمبود بودجهٔ لازم، تکمیل آن به تأخیر افتاد. اما در سال ۱۳۹۹ با بازدید مسئولان بلندپایه ایران و اختصاص بودجه کافی برای تکمیل آن در سال ۱۴۰۰ برنامه‌ریزی شد.
این فرودگاه در تیر ماه سال ۱۴۰۰ افتتاح شد و برای تکمیل آن در ۱۴۰۱ ردیف بودجه در نظر گرفته شد. فرودگاه سقز در مسیر جاده قدیم سقز به مریوان قرار گرفته‌است و اهمیت خاصی برای رفاه اهالی شهرهای منطقه دارد.

### ترمینال
در این شهر دو پایانه مسافربری وجود دارد که اولی پایانه مسافربری اصلی شهر بوده و در بلوار هفت تیر واقع شده و دومی پایانه ای کوچک بوده که جهت انتقال مسافر به شهرهای شمالی سقز فعال است و در انتهای بلوار کردستان قرار دارد.
پایانه مسافربری اصلی سقز در سال ۱۴۰۰ بعد از مدتهای طولانی بازسازی شده و دارای محوطه ای بزرگ با چندین شرکت مسافربری فعال می‌باشد.

### اتوبوس
سازمان اتوبوسرانی شهرداری سقز در ۱۱ مسیر درون‌شهری از ساعات اولیه صبح تا پاسی از شب در راستای خدمات رسانی به شهروندان روزانه بیش از ۱۲ هزار مسافر را جابجا می‌کند. نقش ناوگان اتوبوسرانی در امر کاهش ترافیک و جابجایی مسافر بسیار مهم است. علاوه بر شهر سقز، ۲ مسیر برون‌شهری یعنی به صاحب و سرا و نیز مسیر آرامستان آیچی فعال است.

### تاکسی
در این شهر تعداد تاکسی‌های گردشی ۷۴۵ دستگاه، تاکسی خطی ۳۰۴ دستگاه، وانت بار تلفنی (۳واحد) ۸۰ دستگاه، ۷۸۴ دستگاه آژانس‌های تاکسی تلفنی شامل: ۲۵ دفتر آژانس تاکسی تلفنی آقایان و ۲ دفتر بانوان می‌باشد که به‌طور گسترده خدمات خود را ارائه می‌دهند.

## ورزش
سقز از قدیم به‌عنوان شهر پهلوان‌پرور شناخته شده‌است. این شهر از قدیم‌الایام دارای زورخانه و ورزش پهلوانی بوده و در گود زورخانه‌های آن پهلوانانی زیادی پرورش یافته‌اند.
امروزه ورزشکاران این شهر در ورزش‌هایی چون تکواندو، جودو، والیبال، بوکس در سطح استان کردستان و در ورزش‌هایی مثل کُشتی، موی تای و کاراته در سطح اول کشور فعال هستند. همچنین در ورزش بانوان قهرمانان زیادی وارد عرصه‌های رقابت کشوری و بین‌المللی شده‌اند. نوشین صالحی و نیان شاه محمدی و روناک حسین‌زاده و داوران بین‌المللی کشتی مانند محمد رحیم پورمطرح است.
به دلیل اهمیت فعالیت‌های ورزشی در سقز هر ساله تعدادی از رقابت‌های کشوری و منطقه ای رشته‌های مختلف ورزشی در رده‌های مختلف سنی در این شهر برگزار می‌گردد.

### کشتی

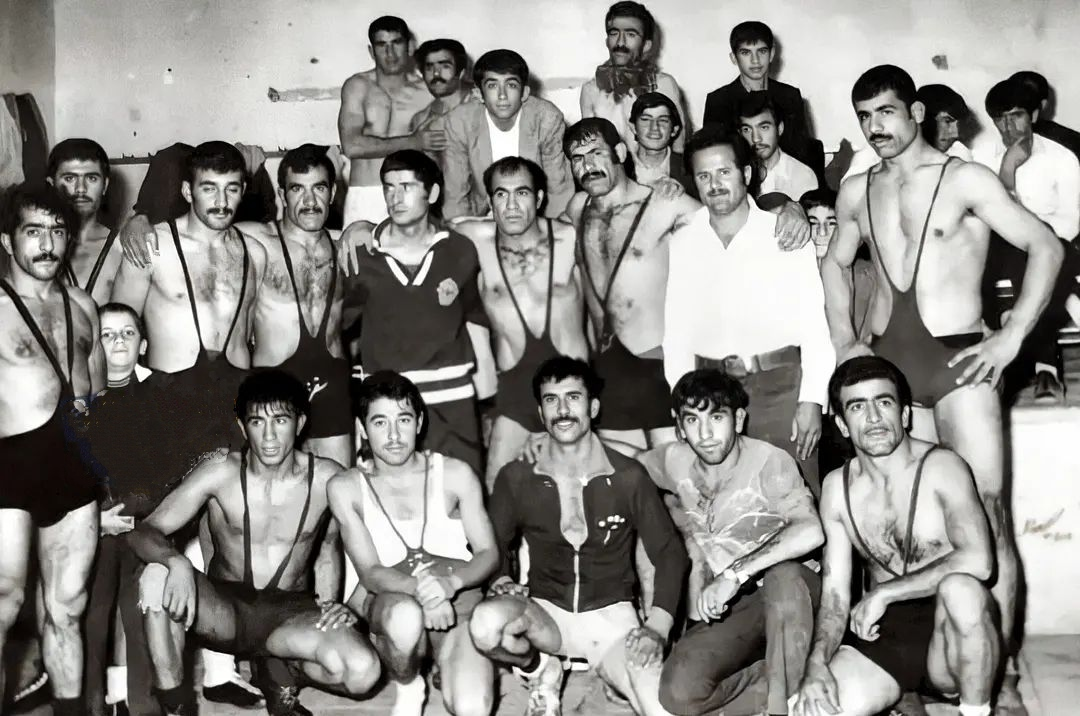
جمعی از کشتی گیران در دهه چهل شمسی

کشتی به عنوان ورزش اول سقز جایگاه ویژه ای بین ورزشکاران این شهر دارد و در بین مناطق کردنشین کشور، تنها شهر دارای سبک و سیاق کُشتی مختص به خود می‌باشد و در سطح تیم‌های ملی، قهرمانان و مربیان زیادی در آن فعال بوده‌اند.

### باستانی
از دوران‌های بسیار قدیم ورزش باستانی در میان مردمان این شهر کهن مانند سایر شهرهای قدیمی ایران جایگاه ویژه داشته‌است و پهلوانانی مانند خلیفه صابر نیلوفری و سیدحسن زریان را در خود پرورانده‌است و در سالهای اخیر همایش‌ها و مسابقات منطقه ای و کشوری در سقز برگزار شده‌است.
در زمستان سال ۱۳۹۲، آزاد سی‌دوزی، جوان سقزی، در رشتهٔ پهلوانی رکورد جهانیِ میل را شکست و آن را به نام خود ثبت کرد و همین‌طور سلیمان ملکی در تیر ماه ۱۳۹۶ ودر سالن ورزشی ۲۰۰۰ نفره آبدرم سقز در زمان ۴ساعت و ۳۰ دقیقه موفق به جابجا کردن رکورد شنای باستانی ایران شد و موفق شد با تعداد ۷۰۰۰ شنا، رکورددار شنای باستانی ایران را به‌دست بیاورد.

### رزمی

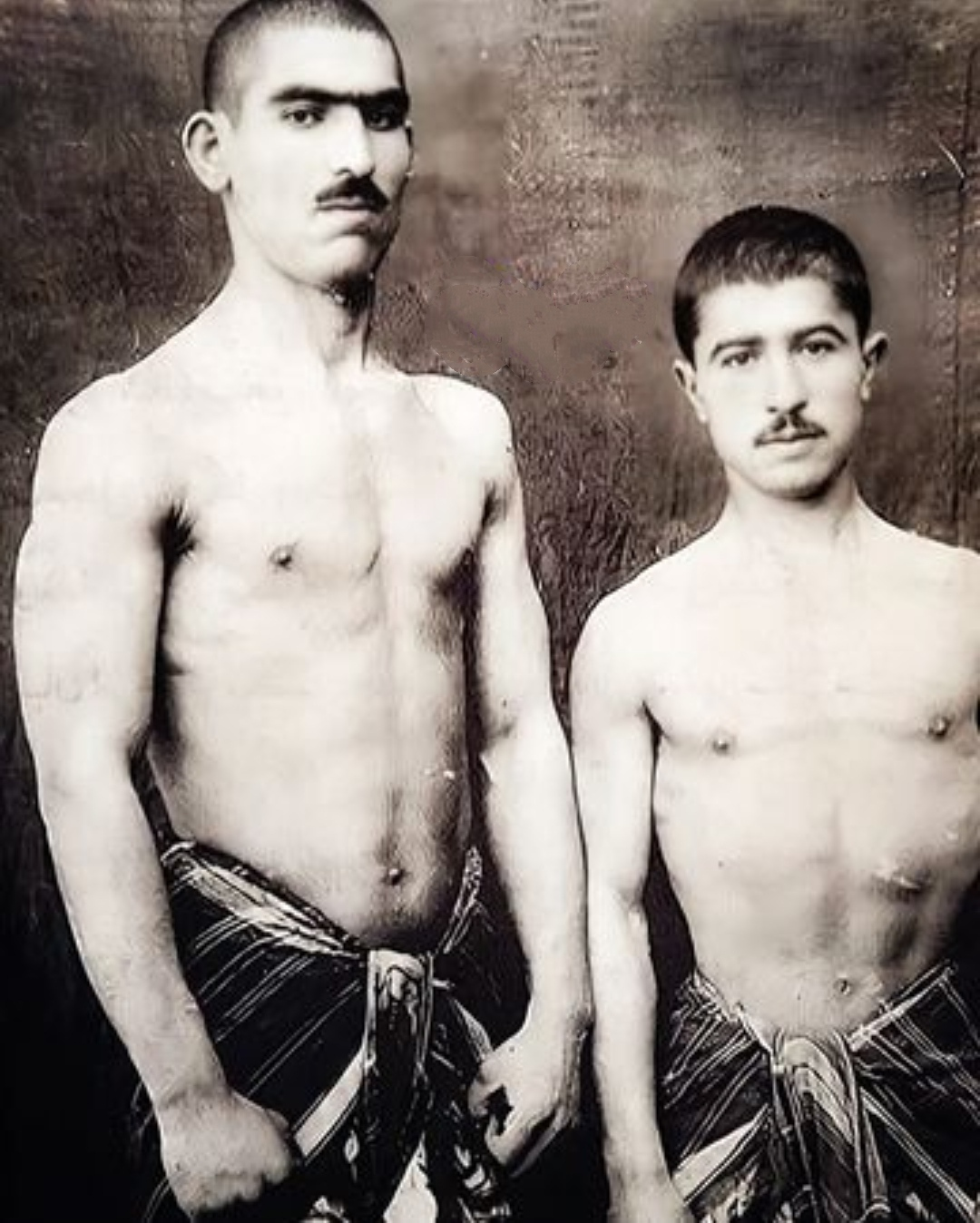
تصویری قدیمی از دو کشتی‌گیر از دوران پهلوی

ورزشکاران این شهر در هر دو بخش زنان و مردان، در رشته‌های مختلف رزمی مانند تکواندو، کاراته، کونگ فوتوآ و موی تای در دهه‌های اخیر در سطح ملی و بین‌المللی موفقیت‌های زیادی را به دست آورده و مدال‌های قهرمانی را کسب نموده‌اند. سیده اسرا هاشمی، نیان شاه محمدی، روناک حسین‌زاده از جمله بانوان قهرمان رزمی کار سقز هستند. همچنین در بخش مربیگری تیم‌های ملی ورزشکاران سقز نقش پررنگی دارند.

### والیبال
به‌دلیل عدم وجود امکانات لازم، به‌ویژه سالن سرپوشیده، علاقمندان والیبال در این شهر معمولاً در فضای آزاد تمرینات خود را انجام می‌دهند. این ورزش نخست در سال ۱۳۳۳ توسط افراد نظامی و غیربومی در زمین خاکی، دژبان پادگان نظامی که در محل ساختمان قبلی آموزش و پرورش واقع در میدان قدس قرار داشت، انجام می‌شد. بعدها والیبالیست‌های این شهر موفقیت‌هایی را در سطح استان به دست آوردند.

### کوهنوردی
مردم شهر علاقه ویژه ای به کوهنوردی داشته و در طول سال در دسته‌ها و گروه‌های مختلف و به مناسبت‌های گوناگون به قلل مختلف ایران و کشورهای دیگر صعود می‌کنند. پناه‌گاهی به نام رووش واقع در کوه رووش در تابستان ۱۳۸۸ با استفاده از منابع مالی مردمی کوهنوردان دوستداران ورزش کوهنوردی، در زمینی به مساحت ۶۲ متر مربع بنا شد. این بنا با استفاده از سازه‌های سیمانی مقاوم دارای ابعاد به طول ۹٫۵ عرض ۶٫۵ و ارتفاع ۲٫۴۰ می‌باشد.
این پناه‌گاه در مسیر روستاهای سرتکلتو، خه‌یه‌ر، هیجانان، کس‌نزان در ارتفاع ۱۸۰۰ متری از سطح دریا واقع است.
فاصلهٔ تقریبی از نزدیکترین روستا به جان‌پناه ۲ ساعت و ۳۰ دقیقه و از جان‌پناه تا قلهٔ کوه رووش حدوداً ۳۰ دقیقه می‌باشد.
این پناه‌گاه دارای سرویس بهداشتی است که آب مصرفی آن توسط چشمهٔ مرمت‌شده تأمین می‌گردد.
قله‌های قابل دسترسی این پناه‌گاه رووش و هه‌ماراو می‌باشند.

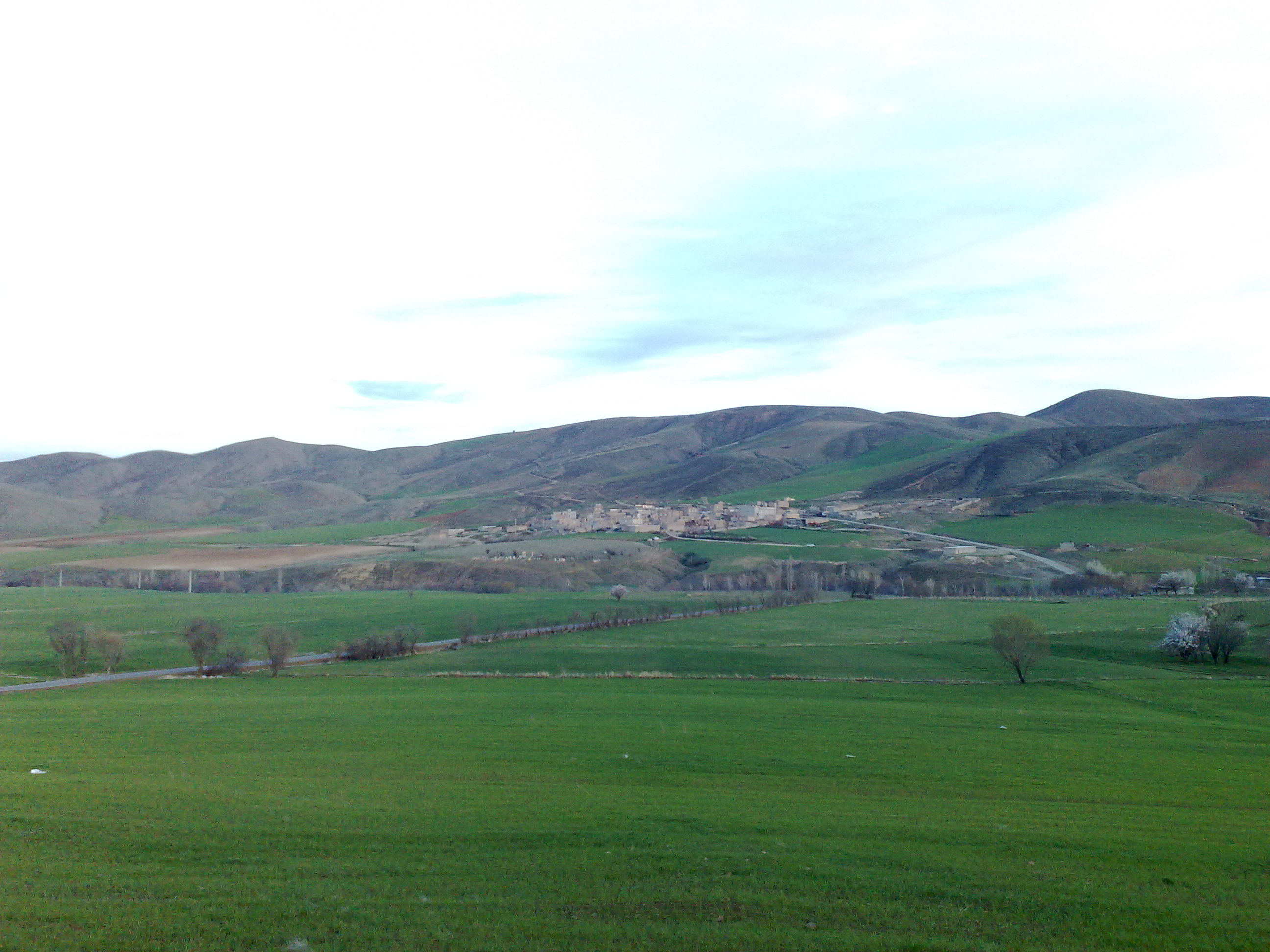
دشت کمنتو
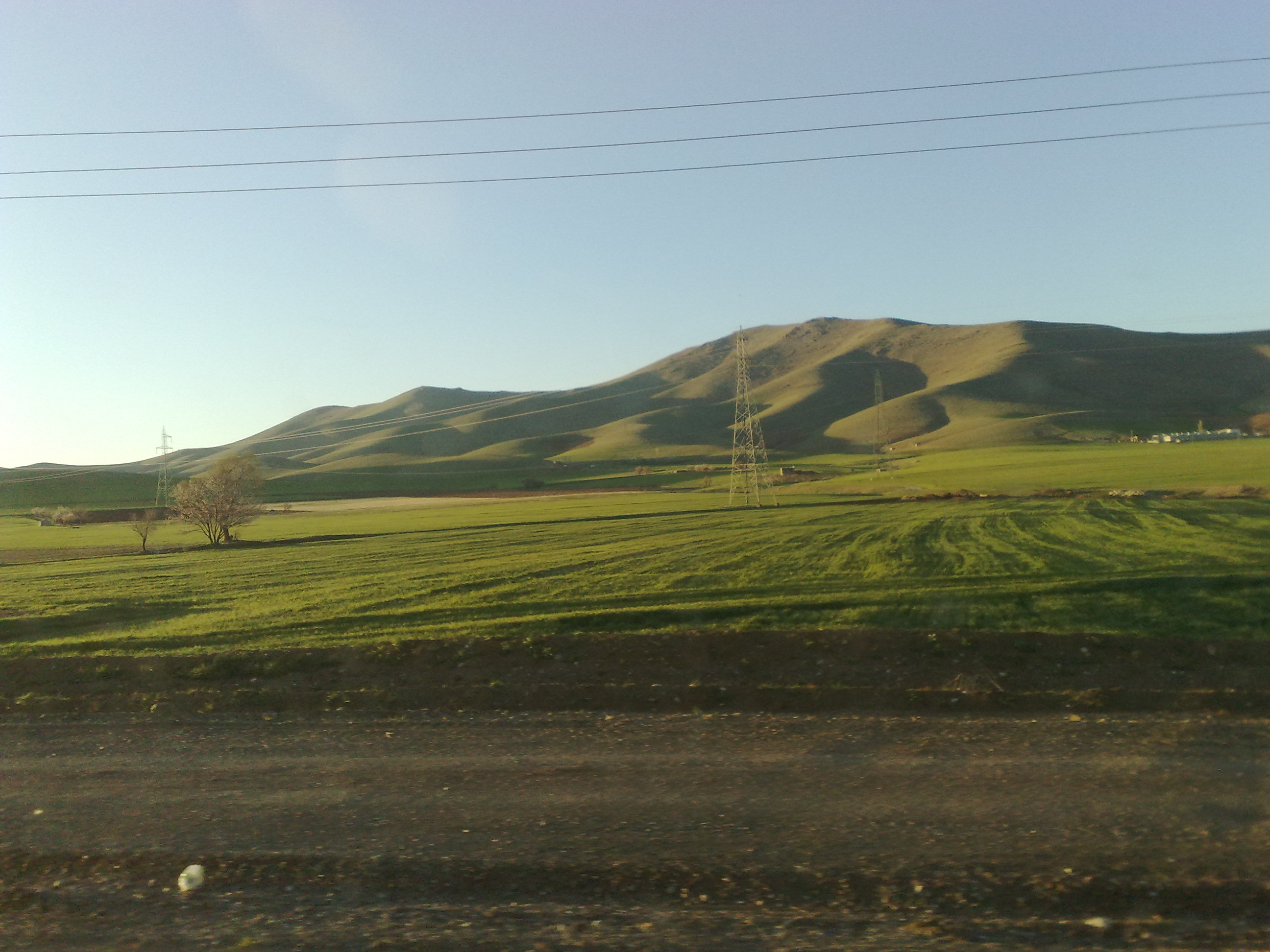
دشت کهریزه
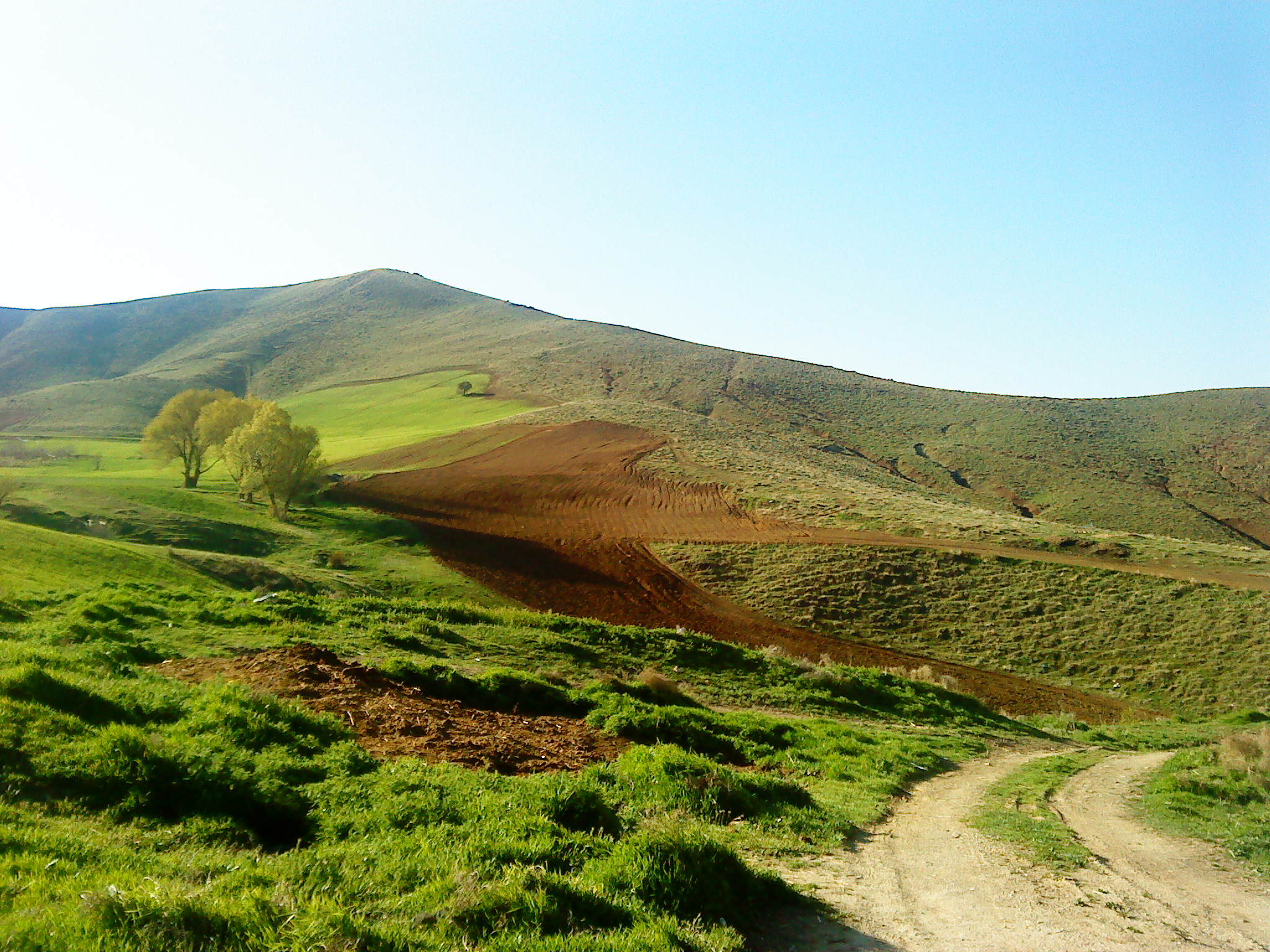
برده ریژان در ترجان

## رسانه‌ها

### خبری
روزنامه نگاری در این شهر سابقه طولانی دارد. بیشتر نویسندگان و اعضاء تحریریه نشریات کردی در استان کردستان را نویسندگان سقزی تشکیل می‌دهند. حسین حزنی مکریانی فعال‌ترین روزنامه‌نگار تاریخ مطبوعات کُردستان اهل سقز بود که در سال ۱۹۲۵ میلادی زمانی که در حلب سوریه زندگی می‌کرد روزنامه «کردستان» را به چاپ رساند. در حال حاضر رسانه‌های آنلاین با تعداد زیادی مخاطب در شهر به‌طور رسمی و ثبت شده، فعال می‌باشند.

### انتشارات
در سقز هر ساله تعداد زیادی کتب با موضوعات مختلف چاپ و منتشر می‌شود. فعال‌ترین مراکز انتشارات شامل «گوتار»، «بیریار»، «خانی»، «محمدی»، «هژان» و «مولوی کرد» می‌باشد.

## ره‌آوردها

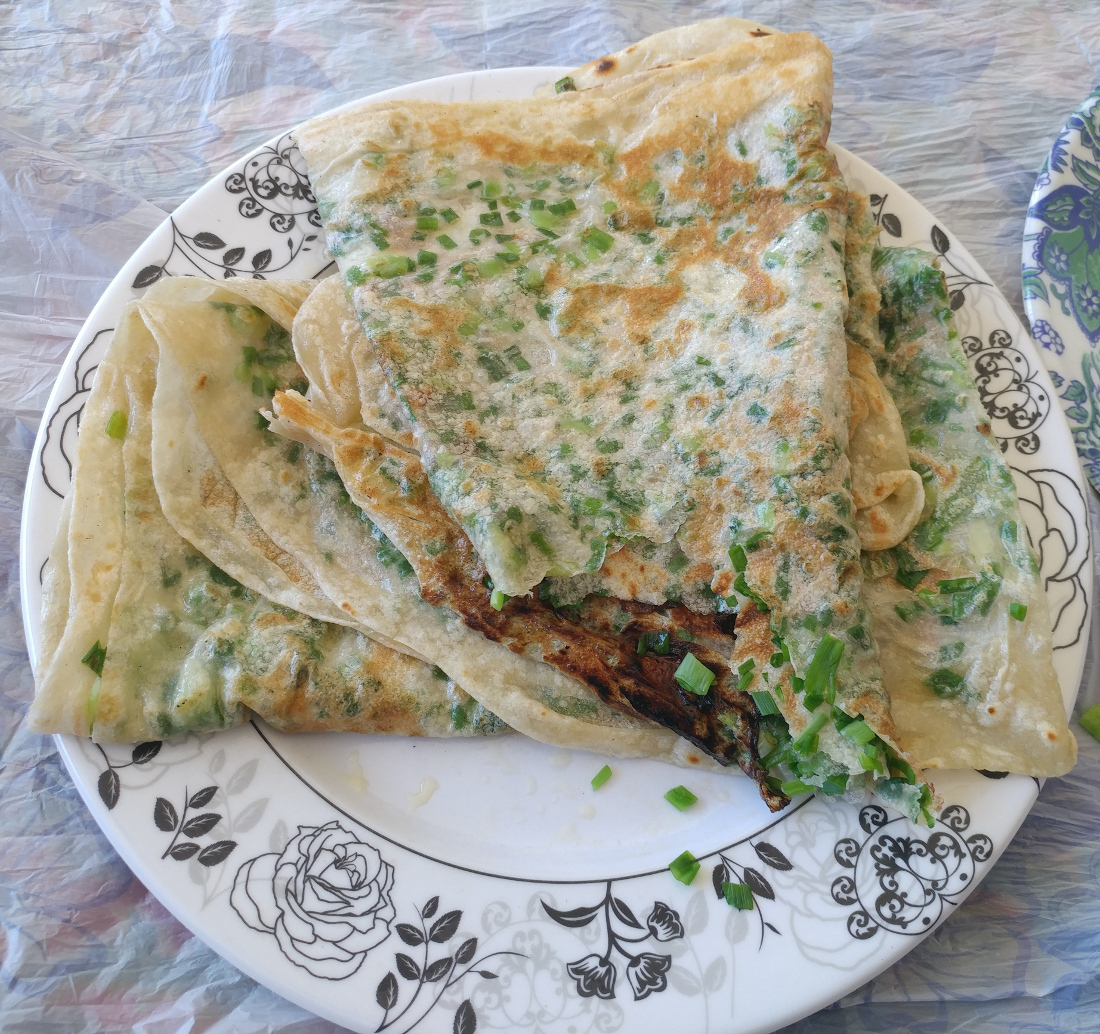
کلانه یک غذای محلی مناطق کردنشین

یک نمونه گیوه در موزه مردم‌شناسی کرمانشاه

ره‌آوردهای سقز شامل موارد زیر می‌باشد:

### غذاهای سنتی
- قاورمه
- دلمهٔ برگ مو
- کوفته
- کلانه
- خورش ریواس
- خورش کنگر
- گیلاخه
- پنیر کوزه
- دوخوا (آش دوغ کردی)

### شیرینی‌ها
- آجیل
- تخمه آفتابگردان
- نان شکری
- عسل کوهستان

### صنایع دستی
- نازک کاری
- پارچه مرخز
- جاجیم
- قالی‌بافی[۲۲۵]
- کلاش دوزی
- کنده‌کاری
- گلیم‌بافی
- لباس کردی

### فارسی
- فاروقی، عمر (۱۳۶۹). تاریخ و فرهنگ سقز کردستان. سقز: انتشارات محمدی.
- کاوه، مصطفی (1370). مونوگرافی شهر سقز. سنندج: انتشارات شیخی. بایگانی‌شده از اصلی در ۳۰ اكتبر ۲۰۲۳. دریافت‌شده در ۱۲ ژانویه ۲۰۲۲. تاریخ وارد شده در |archive-date= را بررسی کنید (کمک)
- باکی سقزی، محمود (۱۳۹۰). نورالنظارین. سنندج: انتشارات شیخی.
- رشادی، کامل (۱۳۹۶). تاریخ تمدن کرد. تهران: انتشارات شفیعی. شابک ۹۷۸۹۶۴۷۸۴۳۴۸۵.
- مردوخ روحانی، محمد (۱۳۵۱). تاریخ مردوخ، تاریخ کرد و کردستان. سنندج: غریقی. بایگانی‌شده از اصلی در ۱ فوریه ۲۰۲۲. دریافت‌شده در ۱۲ ژانویه ۲۰۲۲.
- حسینی، صباح (۱۳۹۶). سقز به روایت تصاویر و اسناد. تهران: انتشارات واصف لاهیجی.
- تیمورزاده، مصطفی (۱۳۹۴). وحشت در سقز. تهران: شیرازه. شابک ۹۷۸۹۶۴۲۵۰۹۷۴۴.[پیوند مرده]
- شیخی، مهتا (۱۳۹۳). آثار گنجینه زیویه. تهران: پازینه. شابک ۹۷۸۶۰۰۱۸۰۰۷۰۲. بایگانی‌شده از اصلی در ۲۲ ژانویه ۲۰۲۲. دریافت‌شده در ۱۷ ژانویه ۲۰۲۲.
- چارلزورث، مارتین (۱۳۹۸). عاج‌های زیویه در موزه ملی ایران. ترجمهٔ ناهید دهقان (ویراست حسن اسماعیلی، سجاد احدی‌حقیقی، مهران غلامی، زهرا مصطفوی). تهران: ایران نگار. شابک ۹۷۸۶۰۰۸۳۱۰۰۷۵.[پیوند مرده]
- کیخسروی، رشید (۱۳۹۸). دوران بی‌خبری؛ نخستین گزارش، گنج زیویه و دردنامهٔ روستاییان زیویه. تهران: آرتامیس. شابک ۹۷۸۶۰۰۹۱۸۵۴۰۵.
- عبدالله زاده، ثنا (۱۳۹۶). زیویه و اسرار سقز. سقز: انتشارات گوتار.
- کریمی، فرشته (۱۳۸۶). زیویه: شهرهای ایران. شیراز: نوید شیراز. شابک ۹۷۸۹۶۴۳۵۸۳۴۵۳. بایگانی‌شده از اصلی در ۱ فوریه ۲۰۲۲. دریافت‌شده در ۱۲ ژانویه ۲۰۲۲.
- اردلان، مستوره (۱۳۹۸). تاریخ اردلان (ویراست جمال احمدی آیین). سنندج: انتشارات روژ. شابک ۹۷۸۶۲۲۹۵۱۷۵۳۶.
- ابن‌صوفی سلیم، محمدرضا؛ مردوخی، دل‌آرا (1394). تاریخ کردستان (1330 - 1344 ق). تهران: کتابخانه، موزه و مرکز اسناد مجلس شورای اسلامی. شابک ۹۷۸۶۰۰۲۲۰۱۷۸۲. بایگانی‌شده از اصلی در ۲ اكتبر ۲۰۲۲. دریافت‌شده در ۱۲ ژانویه ۲۰۲۲. تاریخ وارد شده در |archive-date= را بررسی کنید (کمک)
- کینان، درک (۱۳۷۶). کردها و کردستان. ترجمهٔ ابراهیم یونسی. تهران: نگاه. شابک ۹۶۴۶۱۷۴۷۵۲.
- نیلوفری، حاج حکیم (1388). زنده باد مشروطه، پاینده باد قانون (ویراست عمر فاروقی). سقز: انتشارات گوتار. شابک ۹۷۸۶۰۰۹۰۹۱۴۴۷. بایگانی‌شده از اصلی در ۳۰ اكتبر ۲۰۲۳. دریافت‌شده در ۱۲ ژانویه ۲۰۲۲. تاریخ وارد شده در |archive-date= را بررسی کنید (کمک)
- مکی، حسین (۱۳۵۷). تاریخ بیست ساله ایران. تهران: امیرکبیر.[پیوند مرده]
- کاوه، مصطفی (۱۳۸۴). زبان‌شناسی و دستور زبان کردی: لهجه سقزی. سنندج: احسان. شابک ۹۷۸۹۶۴۳۵۶۳۵۵۴.
- مهرپیما، بهرام (۱۳۹۱). پیشینهٔ ورزش در کردستان سقز (ویراست علاءالدین اسعدی). تهران: توکلی. شابک ۹۷۸۹۶۴۵۸۲۱۵۱۵.[پیوند مرده]
- صاحبی، عرفان (۱۳۸۵). افسانه‌های روستایی و فولکورهای منطقه سقز. سقز: عرفان صاحبی. شابک ۹۶۴۰۶۹۴۳۷۱.
- ملا صالح سقزی (فاروقی)، عمر (۱۳۷۷). تذکره سادات و صلحاء در شرح احوال و شجره سادات کرام و مشایخ عظام اسلام و مرقد آنان در منطقه سقز کردستان. سقز: عمر ملاصالح سقزی.
- علیزاده، هوشمند؛ آشوری، کسرا (۱۳۹۸). نیمرخ شهرهای کردنشین. دانشگاه کردستان. شابک ۶۲۲۶۷۰۲۰۰۱. بایگانی‌شده از اصلی در ۱۲ ژانویه ۲۰۲۲. دریافت‌شده در ۱۲ ژانویه ۲۰۲۲.
- زارعی، محمد ابراهیم (۱۳۹۲). آثار فرهنگی، باستانی و تاریخی استان کردستان. تهران: سبحان نور. شابک ۹۷۸۹۶۴۲۷۴۵۵۳۱. بایگانی‌شده از اصلی در ۲۰ ژوئن ۲۰۱۴. دریافت‌شده در ۱۲ ژانویه ۲۰۲۲.
- ناهید، عبدالله (۱۴۰۰). خاطرات من (ویراست احمد قاضی، شهباز محسنی). تهران: شیرازه. شابک ۹۷۸۶۲۲۷۴۸۹۶۵۱. بایگانی‌شده از اصلی در ۱۲ ژانویه ۲۰۲۲. دریافت‌شده در ۱۲ ژانویه ۲۰۲۲.
- ضیائی، شیخ رئوف (۱۳۶۷). یادداشتهایی از کردستان: خاطرات شیخ رئوف ضیائی از وقایع حضور روسیه و بریتانیا و عثمانی و آشوبهای محلی. ارومیه: انتشارات صلاح الدین ایوبی.
- گزارش مشروح حوزه سرشماری سقز 8. تهران: وزارت کشور. ۱۳۳۸.
- گیرشمن، رومن (۱۳۹۴). ایران از آغاز تا اسلام. تهران: شرکت انتشارات علمی و فرهنگی. شابک ۹۷۸۹۶۴۴۴۵۰۳۲۷.
- هردوت (۱۳۹۳). تاریخ هرودوت: مادها و هخامنشیان تا فرجام کوروش کبیر. ترجمهٔ اسماعیل سنگاری (ویراست علی نویدی ملاطی). تهران: بنگاه ترجمه و نشر کتاب پارسه. شابک ۹۷۸۶۰۰۲۵۳۰۲۵۷.
- موحد، علی؛ مصطفوی صاحب، سوران؛ احمدی، مظهر (۱۳۹۳). ««تبیین الگوی گسترش فضایی-کالبدی شهر سقز با رویکرد فرم شهری پایدا» (PDF). فصلنامه مطالعات برنامه‌ریزی شهری. سال دوم (پنج): ۵۵–۷۵.
- صدیقی، محسن (۱۳۷۷). کردستان و سقز در گذر زمان. تهران: محسن صدیقی.

### انگلیسی
- Heydari Tashekaboud، Akbar؛ Rahnama، Mohammad Rahim؛ Heydari، Shadieh (۲۰۱۹). «Analysis of Urban Environment Sustainability in Kurdish Cities of Iran Using the Future Study Approach (Case Study: Saqqez City)». intechopen.
- Negaresh، Hossein؛ Sarsaraf، Behrooz؛ Daraee، Mohammad (۲۰۱۳). «The Statistical Survey of Precipitation Changes in Saqqez». Geography and Planning. ۱۶ (۴۲): ۲۳۹–۲۵۹.
- Meiselas، Susan (۲۰۰۸). Multilingual edition Kurdistan: In the Shadow of History. Chicago: University of Chicago Press. شابک ۰۲۲۶۵۱۹۲۸۷.

### فرانسوی
- Ghirshman، Roman (۱۹۵۰). «Notes Iraniennes IV. Le Trésor de Sakkez, les origines de l'Art Mède et les bronzes du Luristan». Artibus Asiae Publishers. ۱۳ (۳).